# 浜松市
浜松市（はままつし）は、静岡県西部の遠州地方にあり、県内で最多の人口を有する都市。政令指定都市と国際会議観光都市に指定されている。

## 概要
県庁所在地である静岡市を上回る人口を抱え、人口は中部地方・東海地方で愛知県名古屋市に次ぐ。川崎市（神奈川県）、北九州市（福岡県）、堺市（大阪府）に次ぐ県庁所在地以外の市で4番目の人口を有し、政令指定都市の中でその県の県庁所在地の人口を上回るのは浜松市のみである。静岡市とともに北九州・福岡大都市圏に次ぐ、全国5位の規模を有する静岡・浜松大都市圏の中心都市として機能している。面積は静岡県および政令指定都市で最大であり、全国でも岐阜県高山市に次ぐ2位である。
平成の大合併以前の旧浜松市の人口は約61万人、人口密度2368人/㎢であり、旧浜北市との小規模合併のみで政令市移行の基準を満たしていたが、財政が逼迫した北遠自治体等との大規模救済合併により、静岡県では静岡市に次いで2番目の政令指定都市に移行した。ピーク時には81万人であったが、現在は80万人を割り込み77万人と減少傾向が続いている。全国の市町村で2番目の面積で3つの行政区を持ち、面積の約6割を天竜区が、人口の97％以上を天竜区を除いた2区（中央区と浜名区）が占めている。湖西市にまたがって存在する浜名湖は、湖としては日本で10番目の大きさを持つ。
遠州地域（静岡県西部）における経済・文化・観光の中心となっており、浜松市を中心とする浜松都市圏は、都道府県庁所在地以外の都市圏で2番目の人口を有する。また愛知県の東三河、長野県の南信州地域との結びつきも強く、これらの地域を総称して「三遠南信」とも呼ばれる。
ヤマハや河合楽器製作所、ローランドや鈴木楽器製作所といった多数の楽器メーカーが立地する「楽器の街」として知られ、「楽都」とも称される。音楽文化活動も盛んでユネスコの創造都市ネットワークに音楽分野で加盟している。また、世界的なオートバイメーカーである本田技研工業、スズキ、ヤマハ発動機の創業地であり、「バイクのふるさと浜松」というイベントが毎年開催されている。3社のうち、スズキは現在も浜松市に本社を置いている。東海工業地域の中核都市として工業が盛んであることから、日系ブラジル人など在留ブラジル人総数が全市町村の中で最も多い。在浜松ブラジル総領事館が置かれ、2001年には第一回外国人集住都市会議が開催されるなど、多文化共生が進んでいる。また、同市はSDGs未来都市に選定されており、パートナーシップ宣誓制度導入や積極的実証実験サポート事業など多様性ある持続可能な社会の実現に向けた取り組みが行われている。
戦国時代には浜松城の城下町、江戸時代には東海道の宿場町（浜松宿）として栄えた。毎年開催される浜松まつりでは、3日間で約200万人の参加者が訪れる。中心部の浜松駅前にはアクトタワー（アクトシティ浜松）など超高層ビルが林立し、三大都市圏以外では唯一の200ｍ級スカイラインを構成する一方、イオンモールなど多数の郊外型大規模商業施設の集積や都田テクノポリスなど高度技術集積都市の開発など郊外化が進んでいる。2020年に、政府から新興企業を生み出すための「グローバル拠点都市」に選定された。

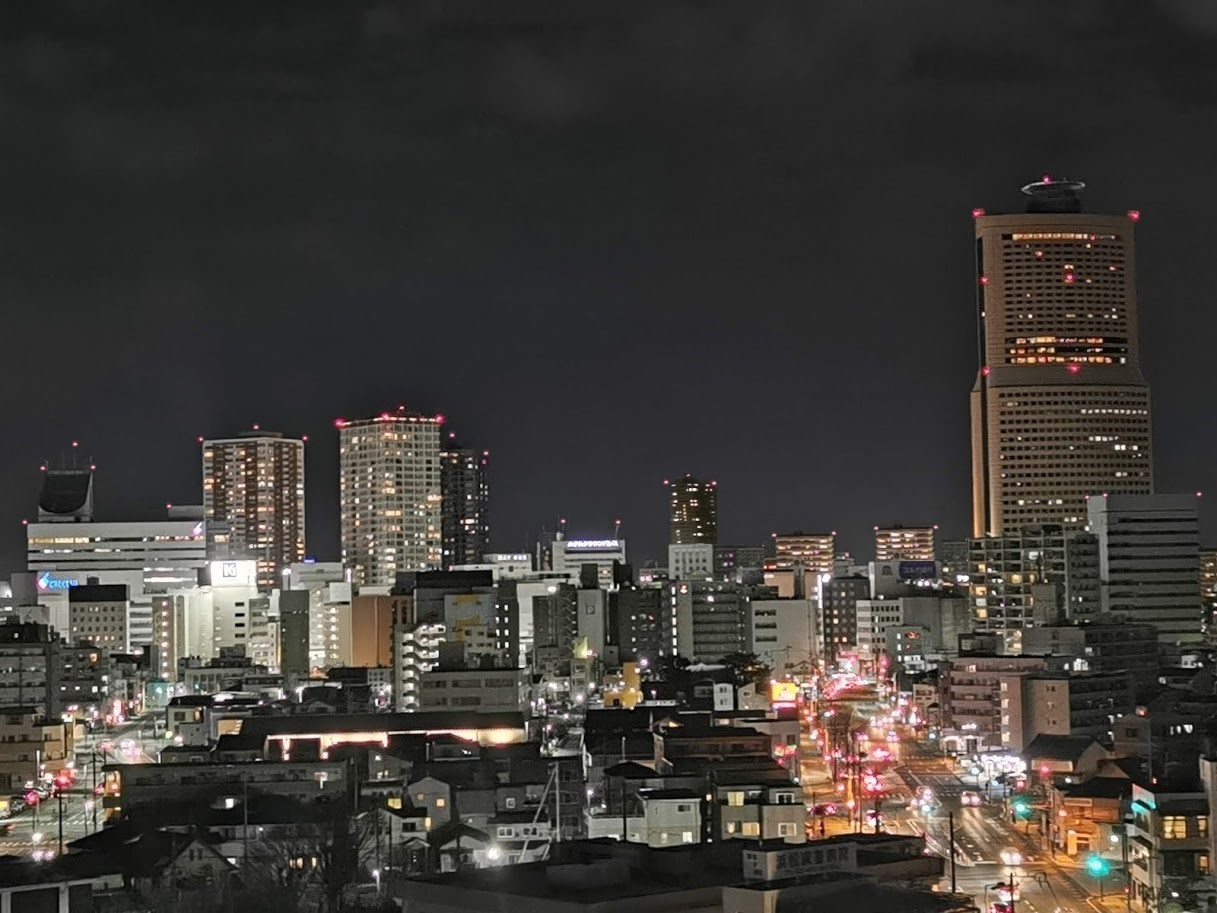
浜松市中心部の夜景
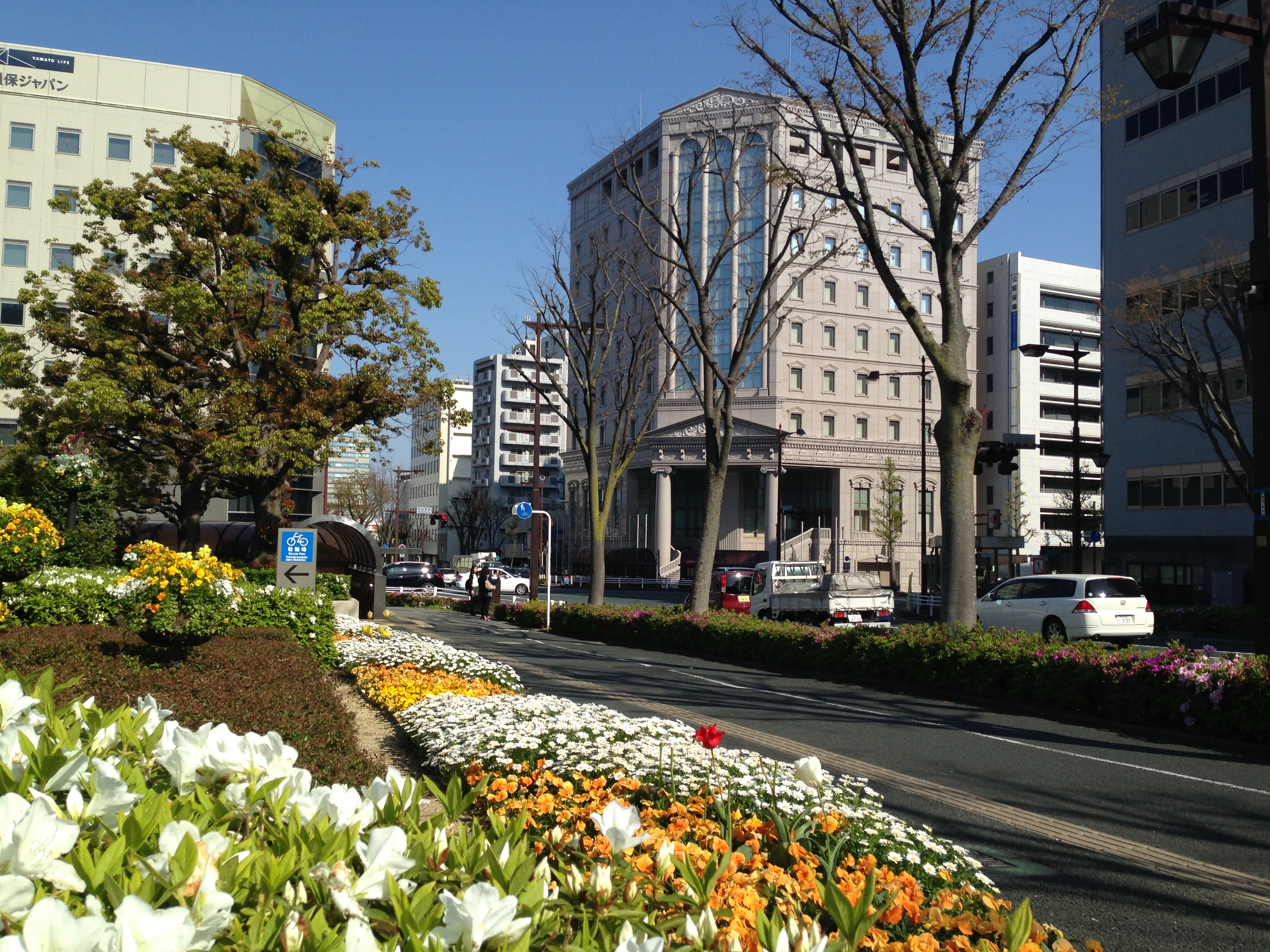
大手通り
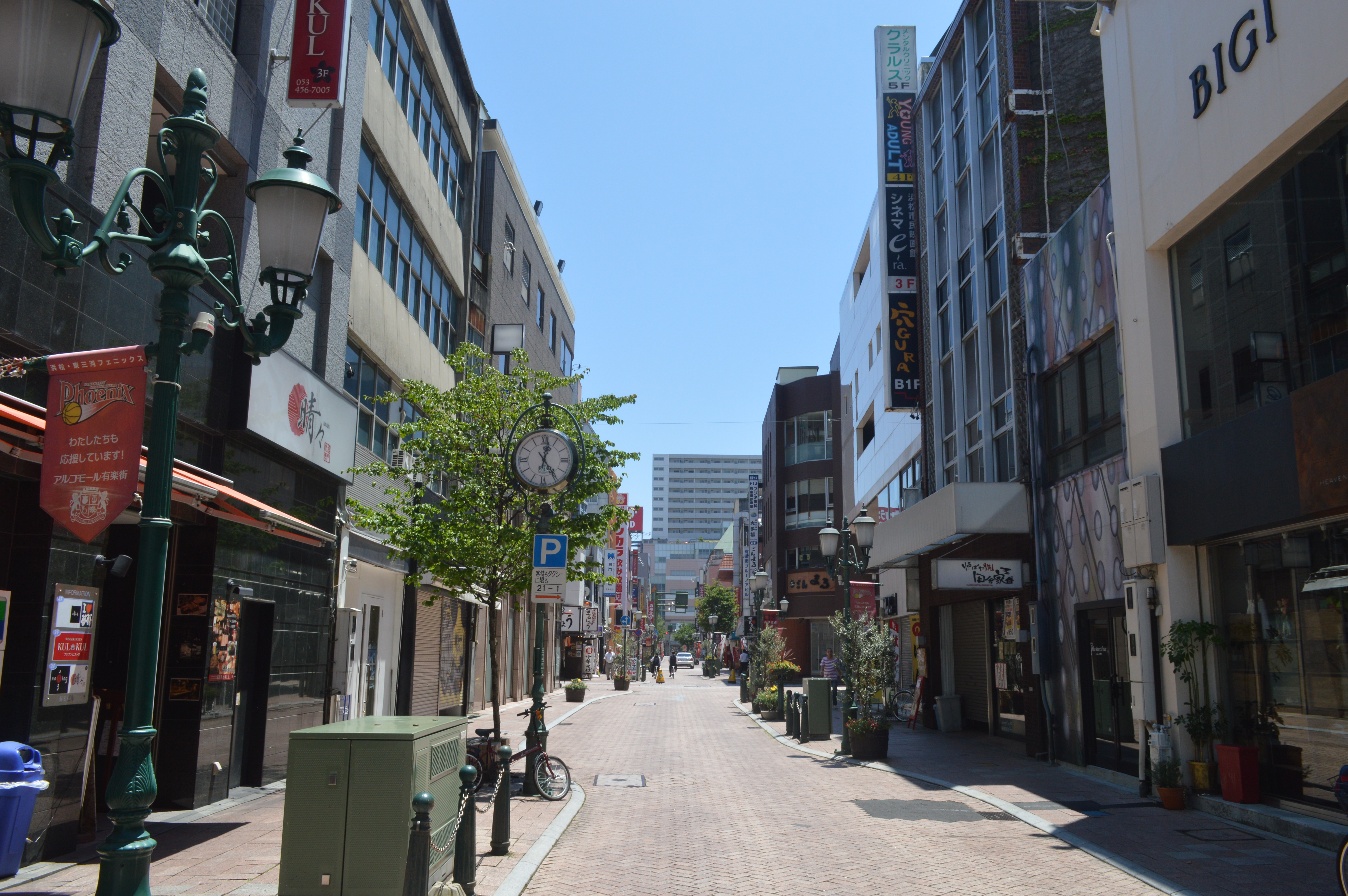
田町
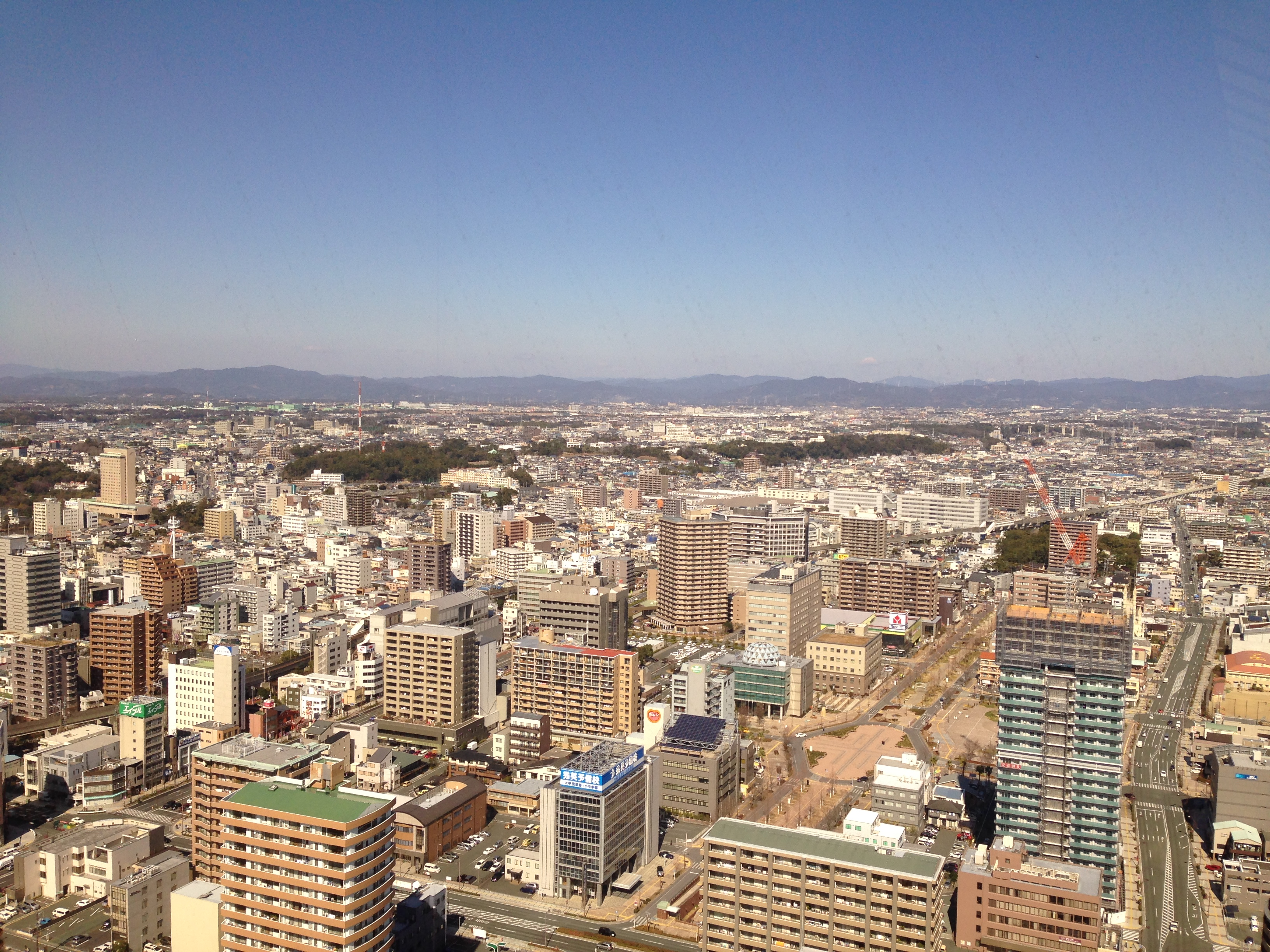
遠州病院駅東側の業務集積地区

### 地名の由来
現在の東海旅客鉄道浜松工場一帯に広がる、7世紀後半～9世紀前半の古代敷知郡衙跡である伊場遺跡群から出土した木簡に「濱津郷（浜津郷）」と書かれたものがあり、古代には「はまつ」と呼ばれており、港や渡し場を意味する「津」が由来であったと考えられている。何故「はまつ」が「はままつ」となったかは不明であるが、承平年間（931年～938年）に編纂された『倭名類聚抄』では「浜津」、弘安6年（1283年）頃成立の『十六夜日記』では「浜松」となっており、平安時代後半から鎌倉時代までの間に変移したと考えられている。
12世紀頃には北海道を除く全国各地で荘園が整備され、旧敷知郡濱松町域に濱松荘が配置された。
なお、徳川家康が一時期本拠にした浜松城は、それ以前は曳馬城と呼ばれていた。「曳馬」は「引間」という地名から転じたと推測され、近世以前は「引馬」と表記される文献も存在している。濱松荘と引間とは、地域が天竜川によって独立していた、もともと別の土地であった。引間の地において瀬名姫の先祖である今川貞相によって引間城が築城され、城の近郊に濱松という町があった。家康が曳馬城を元に増築した城を名付ける際、近郊の町の呼び名に因んで濱松城と改めたことで、城下町も濱松と呼称されるようになった。以後城名・町名ともに濱松（現在の浜松）として定着した。

## 地理

### 位置
太平洋ベルト沿いで東京と大阪の中間付近に位置し、南部の平野と北部の山間で構成されている。
南部の平野は、沖積平野、海岸平野、台地（三方原台地）で構成され、県内自治体で最大の平地面積を持つ。
面積は岐阜県高山市に次いで全国で2番目に広い。
豊かな自然に囲まれており、北部は赤石山系、東部は全国でも有数の流域を持つ天竜川、南部は広大な砂丘（中田島砂丘）からなる遠州灘、そして西部は浜名湖と四方を異なる環境に囲まれている。
市内各所に舘山寺や奥浜名湖、弁天島、白倉峡などの景勝地がある。旧水窪町は豪雪地帯でもある。

### 地形

浜松市中心部周辺の空中写真。
2021年10月23日撮影の70枚を合成作成。。

#### 山岳
主な山
- 秋葉山
- 大草山
- 根本山
- 宇津峠
- 観音山
- 中根山
- 竜頭山
- 戸口山
- 兵越峠（飯田市境）
- 青崩峠（飯田市境）
- 大洞山
- 鳶ノ巣山（新城市境）
- 坊ヶ峰（豊橋市境）
- 白倉山
- 天日山
- 光明山
- 小仏山
- 常光寺山
- 井戸口山
- 五丁坂頭山
- 鋸山（川根本町境）
- 入手山
- 白山（森町境）
- 蕎麦粒山（川根本町境）
- 竜馬ヶ岳

鉱山
浜松市に鉱山があったという話は余り知られていない。現在の天竜区に久根鉱山（銅）及び峰之沢鉱山、北区に黒姫鉱山（マンガン）があった。
都田地区、旧引佐町、旧浜北市根堅地区では石灰岩の採掘が行なわれており、一部は現在も操業中である。
政令指定都市でかつて鉱山を有していたのは手稲鉱山と豊羽鉱山があった札幌市、秋保鉱山があった仙台市、梅が島鉱山のあった静岡市、峰之沢鉱山や久根鉱山などがあった浜松市の4市のみである。

#### 河川
主な川
- 一級水系 天竜川
  - 水窪川、白倉川、気田川、横山川、阿多古川、二俣川、安間川
  - 詳しくは天竜川の支流一覧を参照
- 二級水系 都田川
  - 獺渕川、川名川、井伊谷川、新川、段子川、権現谷川
- 二級水系 馬込川
  - 芳川、狢川、染地川、御陣屋川、新川

#### 海域
主に市域の南側に広がっている。
南海トラフ巨大地震が発生した際には、西区で最大4m、南区で最大14mの津波が到達することが予想されている。南区の値は静岡県下の市町村で2番目に高い値である。

#### 湖沼
主な湖

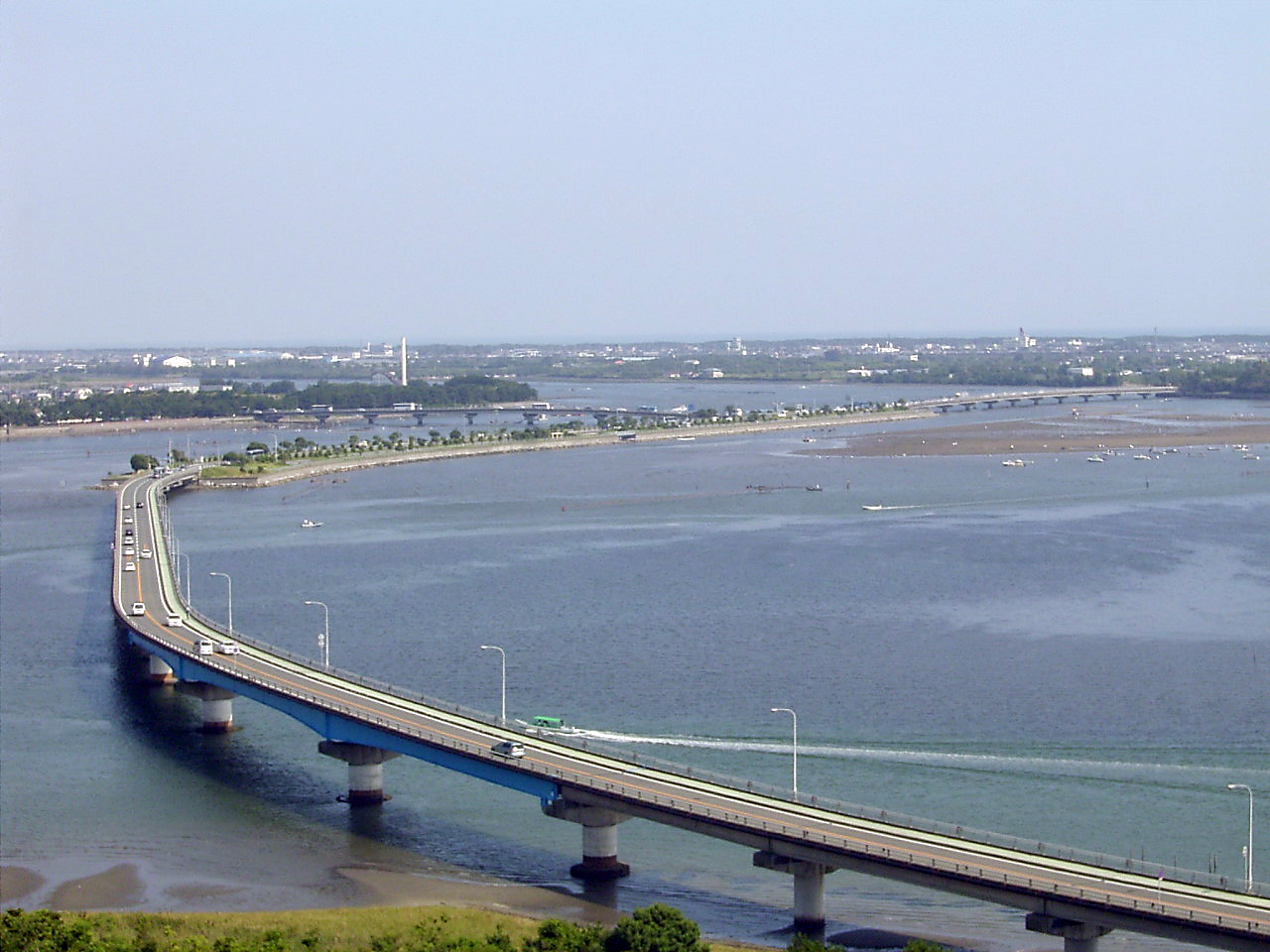
浜名湖大橋
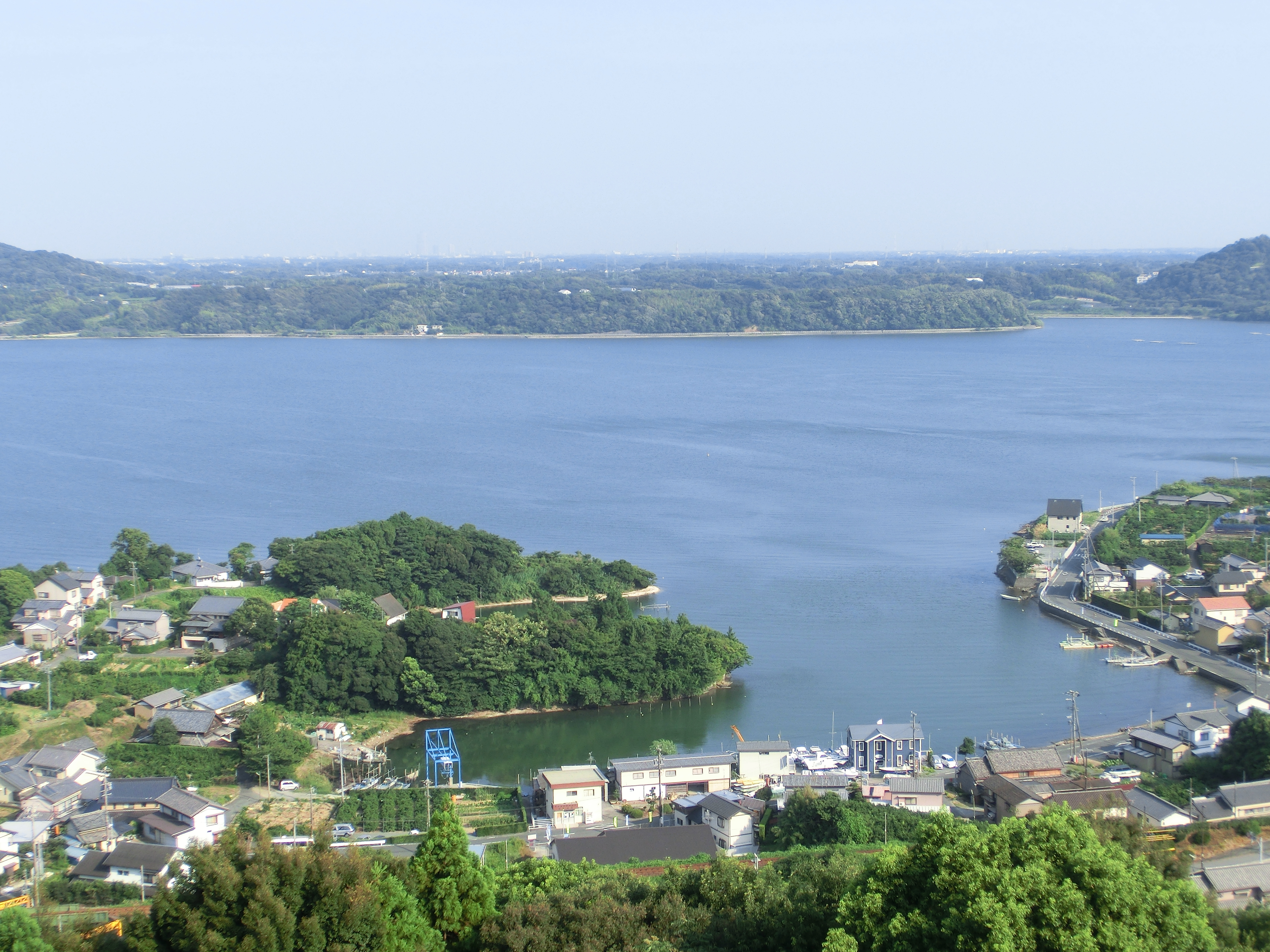
引佐細江
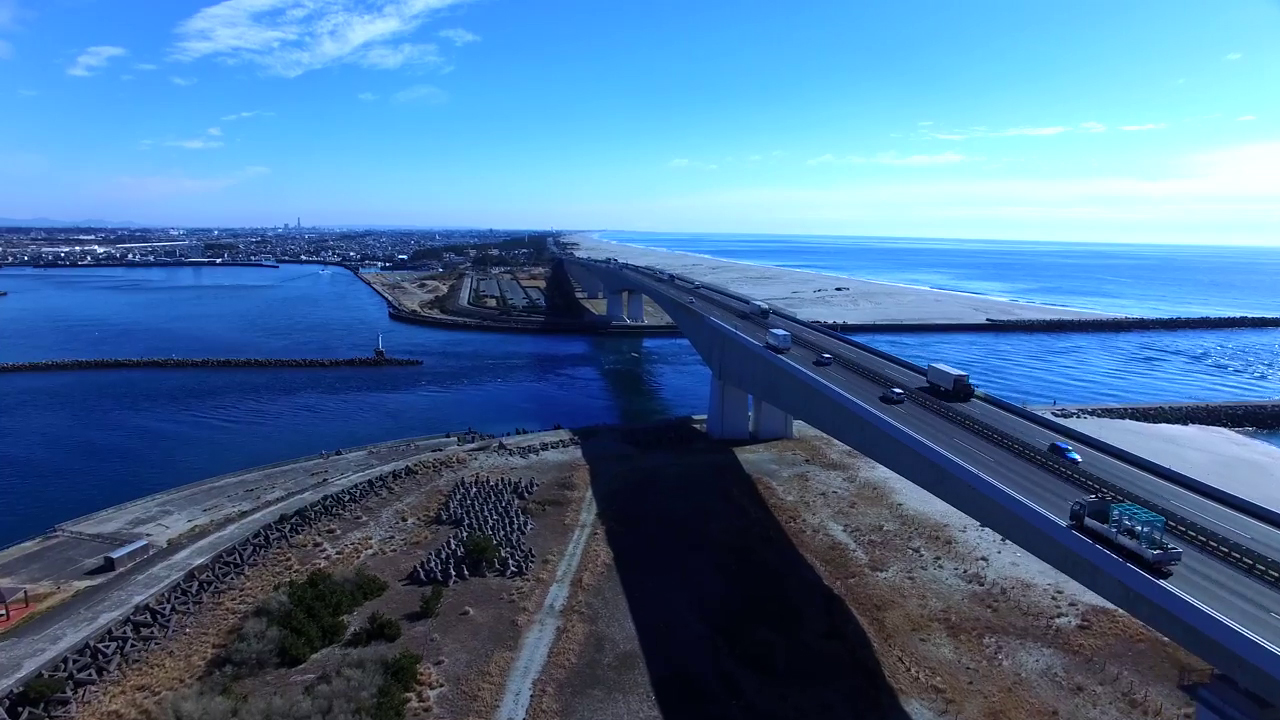
浜名大橋と今切口

- 浜名湖 ： 市の南部に位置する都田川水系の汽水湖。
- 引佐細江 ： 浜名湖の枝湾で、細江湖とも呼ばれる。
- 猪鼻湖 ： 浜名湖の枝湾。
- 庄内湖 ： 浜名湖の枝湾。
- 佐鳴湖 ： 都田川水系新川の中流に位置する湖。日本一汚染度の高い湖としても知られた（2001-2006年度。2008年度湖沼部門4位）。
- 佐久間湖 ： 天竜川にある佐久間ダムのダム湖。
- 秋葉湖 ： 天竜川にある秋葉ダムのダム湖。
- 船明ダム湖 ： 天竜川にある船明ダムのダム湖。
- いなさ湖 ： 都田川にある都田川ダムのダム湖。
- 水窪湖 ： 天竜川水系戸中川にある水窪ダムのダム湖。

### 気候
平野部の年降水量は1843.2mmで全国的に見ると少し多めだが、静岡県の中では少ない方である。山間部に行くにつれて年降水量は多くなる傾向がある。
夏は山間地は暑さが厳しく、フェーン現象により、全国一の高温を記録することもある。また平野部でも時折35℃以上の猛暑日が発生しており、2020年（令和2年）8月16日に浜松市中央区で初めて40℃を記録、翌8月17日午後0時10分には、浜松市中央区で当時埼玉県熊谷市が観測していた日本歴代最高気温に並ぶ41.1℃を記録し、2025年（令和7年）7月30日午後2時39分に兵庫県丹波市柏原で41.2℃を記録するまでの5年間、観測史上最高気温の記録を保持した。
平野部は冬でも温暖で、2月でも晴れた日には上着なしで外出できる日もある。ただしこれは浜松市に限らず全国的に気温が上がっている日であって、基本的には「遠州のからっ風」と呼ばれる強い季節風が吹くため、気温以上に寒く感じられる日が多い。
平野部での冬の降雪は稀であるが、強い寒気が流れ込むと浜松市でも雪が降ることがあり、山間部では積もることがある。
山間部の天竜区水窪町が豪雪地帯に指定されている一方で、沿岸部の浜松市中心部（中央区）は降雪量累計の平年値が0cmであるなど地域差が大きい。
| 浜松特別地域気象観測所（浜松市中区高丘東、標高46m）の気候 | 浜松特別地域気象観測所（浜松市中区高丘東、標高46m）の気候 | 浜松特別地域気象観測所（浜松市中区高丘東、標高46m）の気候 | 浜松特別地域気象観測所（浜松市中区高丘東、標高46m）の気候 | 浜松特別地域気象観測所（浜松市中区高丘東、標高46m）の気候 | 浜松特別地域気象観測所（浜松市中区高丘東、標高46m）の気候 | 浜松特別地域気象観測所（浜松市中区高丘東、標高46m）の気候 | 浜松特別地域気象観測所（浜松市中区高丘東、標高46m）の気候 | 浜松特別地域気象観測所（浜松市中区高丘東、標高46m）の気候 | 浜松特別地域気象観測所（浜松市中区高丘東、標高46m）の気候 | 浜松特別地域気象観測所（浜松市中区高丘東、標高46m）の気候 | 浜松特別地域気象観測所（浜松市中区高丘東、標高46m）の気候 | 浜松特別地域気象観測所（浜松市中区高丘東、標高46m）の気候 | 浜松特別地域気象観測所（浜松市中区高丘東、標高46m）の気候 |
| 月                                                        | 1月                                                       | 2月                                                       | 3月                                                       | 4月                                                       | 5月                                                       | 6月                                                       | 7月                                                       | 8月                                                       | 9月                                                       | 10月                                                      | 11月                                                      | 12月                                                      | 年                                                        |
| --------------------------------------------------------- | --------------------------------------------------------- | --------------------------------------------------------- | --------------------------------------------------------- | --------------------------------------------------------- | --------------------------------------------------------- | --------------------------------------------------------- | --------------------------------------------------------- | --------------------------------------------------------- | --------------------------------------------------------- | --------------------------------------------------------- | --------------------------------------------------------- | --------------------------------------------------------- | --------------------------------------------------------- |
| 最高気温記録 °C （°F）                                    | 20.7 (69.3)                                               | 23.6 (74.5)                                               | 26.0 (78.8)                                               | 28.8 (83.8)                                               | 31.8 (89.2)                                               | 36.7 (98.1)                                               | 39.2 (102.6)                                              | 41.1 (106)                                                | 36.6 (97.9)                                               | 32.2 (90)                                                 | 27.8 (82)                                                 | 23.2 (73.8)                                               | 41.1 (106)                                                |
| 平均最高気温 °C （°F）                                    | 10.6 (51.1)                                               | 11.5 (52.7)                                               | 15.0 (59)                                                 | 19.6 (67.3)                                               | 23.7 (74.7)                                               | 26.6 (79.9)                                               | 30.3 (86.5)                                               | 31.8 (89.2)                                               | 28.8 (83.8)                                               | 23.6 (74.5)                                               | 18.6 (65.5)                                               | 13.2 (55.8)                                               | 21.1 (70)                                                 |
| 日平均気温 °C （°F）                                      | 6.3 (43.3)                                                | 6.8 (44.2)                                                | 10.3 (50.5)                                               | 15.0 (59)                                                 | 19.3 (66.7)                                               | 22.6 (72.7)                                               | 26.3 (79.3)                                               | 27.8 (82)                                                 | 24.9 (76.8)                                               | 19.6 (67.3)                                               | 14.2 (57.6)                                               | 8.8 (47.8)                                                | 16.8 (62.2)                                               |
| 平均最低気温 °C （°F）                                    | 2.4 (36.3)                                                | 2.7 (36.9)                                                | 5.7 (42.3)                                                | 10.7 (51.3)                                               | 15.3 (59.5)                                               | 19.4 (66.9)                                               | 23.4 (74.1)                                               | 24.7 (76.5)                                               | 21.5 (70.7)                                               | 16.2 (61.2)                                               | 10.4 (50.7)                                               | 4.8 (40.6)                                                | 13.1 (55.6)                                               |
| 最低気温記録 °C （°F）                                    | −6.0 (21.2)                                               | −5.5 (22.1)                                               | −3.3 (26.1)                                               | 0.0 (32)                                                  | 4.7 (40.5)                                                | 10.4 (50.7)                                               | 15.3 (59.5)                                               | 16.8 (62.2)                                               | 12.4 (54.3)                                               | 3.8 (38.8)                                                | 0.1 (32.2)                                                | −4.2 (24.4)                                               | −6.0 (21.2)                                               |
| 降水量 mm （inch）                                        | 59.2 (2.331)                                              | 76.8 (3.024)                                              | 147.1 (5.791)                                             | 179.2 (7.055)                                             | 191.9 (7.555)                                             | 224.5 (8.839)                                             | 209.3 (8.24)                                              | 126.8 (4.992)                                             | 246.1 (9.689)                                             | 207.1 (8.154)                                             | 112.6 (4.433)                                             | 62.7 (2.469)                                              | 1,843.2 (72.567)                                          |
| 平均降水日数 （≥0.5 mm）                                  | 5.9                                                       | 6.5                                                       | 9.8                                                       | 10.4                                                      | 10.8                                                      | 13.1                                                      | 11.9                                                      | 8.4                                                       | 11.9                                                      | 10.9                                                      | 7.5                                                       | 6.3                                                       | 113.4                                                     |
| % 湿度                                                    | 57                                                        | 56                                                        | 59                                                        | 65                                                        | 70                                                        | 78                                                        | 77                                                        | 76                                                        | 74                                                        | 72                                                        | 64                                                        | 61                                                        | 67                                                        |
| 平均月間日照時間                                          | 206.6                                                     | 187.8                                                     | 201.9                                                     | 199.7                                                     | 205.1                                                     | 148.1                                                     | 176.3                                                     | 211.4                                                     | 166.7                                                     | 162.6                                                     | 171.8                                                     | 200.1                                                     | 2,237.9                                                   |
| 出典：気象庁 (平均値：1991年-2020年、極値：1882年-現在)   |                                                           |                                                           |                                                           |                                                           |                                                           |                                                           |                                                           |                                                           |                                                           |                                                           |                                                           |                                                           |                                                           |

| 天竜の気候                                                   | 天竜の気候   | 天竜の気候   | 天竜の気候    | 天竜の気候   | 天竜の気候    | 天竜の気候     | 天竜の気候     | 天竜の気候    | 天竜の気候    | 天竜の気候    | 天竜の気候    | 天竜の気候   | 天竜の気候       |
| 月                                                           | 1月          | 2月          | 3月           | 4月          | 5月           | 6月            | 7月            | 8月           | 9月           | 10月          | 11月          | 12月         | 年               |
| ------------------------------------------------------------ | ------------ | ------------ | ------------- | ------------ | ------------- | -------------- | -------------- | ------------- | ------------- | ------------- | ------------- | ------------ | ---------------- |
| 最高気温記録 °C （°F）                                       | 19.1 (66.4)  | 24.1 (75.4)  | 26.6 (79.9)   | 31.3 (88.3)  | 34.0 (93.2)   | 39.4 (102.9)   | 40.2 (104.4)   | 40.9 (105.6)  | 37.8 (100)    | 34.1 (93.4)   | 27.8 (82)     | 24.6 (76.3)  | 40.9 (105.6)     |
| 平均最高気温 °C （°F）                                       | 10.8 (51.4)  | 12.0 (53.6)  | 15.4 (59.7)   | 20.4 (68.7)  | 24.6 (76.3)   | 27.2 (81)      | 31.1 (88)      | 32.7 (90.9)   | 29.2 (84.6)   | 24.0 (75.2)   | 18.6 (65.5)   | 13.2 (55.8)  | 21.6 (70.9)      |
| 日平均気温 °C （°F）                                         | 5.6 (42.1)   | 6.4 (43.5)   | 9.6 (49.3)    | 14.4 (57.9)  | 18.7 (65.7)   | 22.0 (71.6)    | 25.8 (78.4)    | 27.0 (80.6)   | 23.9 (75)     | 18.7 (65.7)   | 13.1 (55.6)   | 7.8 (46)     | 16.1 (61)        |
| 平均最低気温 °C （°F）                                       | 1.0 (33.8)   | 1.6 (34.9)   | 4.5 (40.1)    | 9.3 (48.7)   | 13.9 (57)     | 18.1 (64.6)    | 22.0 (71.6)    | 23.1 (73.6)   | 20.2 (68.4)   | 14.9 (58.8)   | 8.9 (48)      | 3.3 (37.9)   | 11.7 (53.1)      |
| 最低気温記録 °C （°F）                                       | −6.7 (19.9)  | −5.9 (21.4)  | −5.2 (22.6)   | −0.9 (30.4)  | 5.1 (41.2)    | 11.3 (52.3)    | 15.6 (60.1)    | 17.8 (64)     | 11.4 (52.5)   | 3.9 (39)      | −1.8 (28.8)   | −5.8 (21.6)  | −6.7 (19.9)      |
| 降水量 mm （inch）                                           | 61.5 (2.421) | 88.7 (3.492) | 176.8 (6.961) | 202.7 (7.98) | 212.8 (8.378) | 258.1 (10.161) | 281.0 (11.063) | 177.2 (6.976) | 276.6 (10.89) | 206.6 (8.134) | 116.3 (4.579) | 65.2 (2.567) | 2,123.4 (83.598) |
| 平均月間日照時間                                             | 200.0        | 186.4        | 198.4         | 198.6        | 192.4         | 135.4          | 159.2          | 204.3         | 154.9         | 163.4         | 176.1         | 194.2        | 2,163.4          |
| 出典：気象庁（平均値：1991年 - 2020年、極値：1978年 - 現在） |              |              |               |              |               |                |                |               |               |               |               |              |                  |

| 佐久間の気候                                            | 佐久間の気候 | 佐久間の気候 | 佐久間の気候  | 佐久間の気候  | 佐久間の気候  | 佐久間の気候   | 佐久間の気候  | 佐久間の気候  | 佐久間の気候   | 佐久間の気候  | 佐久間の気候  | 佐久間の気候 | 佐久間の気候   |
| 月                                                      | 1月          | 2月          | 3月           | 4月           | 5月           | 6月            | 7月           | 8月           | 9月            | 10月          | 11月          | 12月         | 年             |
| ------------------------------------------------------- | ------------ | ------------ | ------------- | ------------- | ------------- | -------------- | ------------- | ------------- | -------------- | ------------- | ------------- | ------------ | -------------- |
| 最高気温記録 °C （°F）                                  | 17.8 (64)    | 23.0 (73.4)  | 26.3 (79.3)   | 31.9 (89.4)   | 34.1 (93.4)   | 38.8 (101.8)   | 40.2 (104.4)  | 39.6 (103.3)  | 37.3 (99.1)    | 33.6 (92.5)   | 25.7 (78.3)   | 23.0 (73.4)  | 40.2 (104.4)   |
| 平均最高気温 °C （°F）                                  | 9.7 (49.5)   | 11.1 (52)    | 14.9 (58.8)   | 20.2 (68.4)   | 24.8 (76.6)   | 27.5 (81.5)    | 31.3 (88.3)   | 32.9 (91.2)   | 28.9 (84)      | 23.2 (73.8)   | 17.3 (63.1)   | 11.8 (53.2)  | 21.1 (70)      |
| 日平均気温 °C （°F）                                    | 3.1 (37.6)   | 4.3 (39.7)   | 7.9 (46.2)    | 13.1 (55.6)   | 17.9 (64.2)   | 21.5 (70.7)    | 25.2 (77.4)   | 26.3 (79.3)   | 22.8 (73)      | 16.9 (62.4)   | 10.6 (51.1)   | 5.2 (41.4)   | 14.6 (58.3)    |
| 平均最低気温 °C （°F）                                  | −1.5 (29.3)  | −0.8 (30.6)  | 2.3 (36.1)    | 7.2 (45)      | 12.4 (54.3)   | 17.3 (63.1)    | 21.3 (70.3)   | 22.3 (72.1)   | 19.0 (66.2)    | 12.8 (55)     | 6.2 (43.2)    | 0.7 (33.3)   | 9.9 (49.8)     |
| 最低気温記録 °C （°F）                                  | −7.1 (19.2)  | −8.1 (17.4)  | −4.8 (23.4)   | −2.6 (27.3)   | 3.3 (37.9)    | 9.0 (48.2)     | 15.3 (59.5)   | 16.4 (61.5)   | 9.8 (49.6)     | 2.4 (36.3)    | −1.9 (28.6)   | −6.3 (20.7)  | −8.1 (17.4)    |
| 降水量 mm （inch）                                      | 71.0 (2.795) | 97.6 (3.843) | 184.1 (7.248) | 193.5 (7.618) | 192.0 (7.559) | 265.6 (10.457) | 339.1 (13.35) | 225.9 (8.894) | 320.9 (12.634) | 223.5 (8.799) | 120.8 (4.756) | 78.1 (3.075) | 2,344 (92.283) |
| 平均月間日照時間                                        | 152.9        | 167.1        | 187.4         | 194.0         | 194.0         | 138.0          | 156.4         | 187.4         | 148.2          | 163.1         | 151.7         | 142.4        | 1,982.5        |
| 出典：気象庁 (平均値：1991年-2020年、極値：1978年-現在) |              |              |               |               |               |                |               |               |                |               |               |              |                |

| 浜松の平均気温の推移                                           |                                                                |
| -------------------------------------------------------------- | -------------------------------------------------------------- |
| 現在、技術上の問題で一時的にグラフが表示されなくなっています。 |                                                                |
|                                                                | 現在、技術上の問題で一時的にグラフが表示されなくなっています。 |

|  | 現在、技術上の問題で一時的にグラフが表示されなくなっています。 |

|  | 現在、技術上の問題で一時的にグラフが表示されなくなっています。 |

|  | 現在、技術上の問題で一時的にグラフが表示されなくなっています。 |

|  | 現在、技術上の問題で一時的にグラフが表示されなくなっています。 |

|  | 現在、技術上の問題で一時的にグラフが表示されなくなっています。 |

|  | 現在、技術上の問題で一時的にグラフが表示されなくなっています。 |

|  | 現在、技術上の問題で一時的にグラフが表示されなくなっています。 |

|  | 現在、技術上の問題で一時的にグラフが表示されなくなっています。 |

|  | 現在、技術上の問題で一時的にグラフが表示されなくなっています。 |

|  | 現在、技術上の問題で一時的にグラフが表示されなくなっています。 |

|  | 現在、技術上の問題で一時的にグラフが表示されなくなっています。 |

|  | 現在、技術上の問題で一時的にグラフが表示されなくなっています。 |

|  | 現在、技術上の問題で一時的にグラフが表示されなくなっています。 |

|  | 現在、技術上の問題で一時的にグラフが表示されなくなっています。 |

|  | 現在、技術上の問題で一時的にグラフが表示されなくなっています。 |

|  | 現在、技術上の問題で一時的にグラフが表示されなくなっています。 |

|  | 現在、技術上の問題で一時的にグラフが表示されなくなっています。 |

### 地域

#### 行政区
浜松市は2005年7月1日に12市町村を編入合併し、2007年4月1日に非都道府県庁所在地では4番目、静岡県内では静岡市に次いで2番目の政令指定都市となった。移行当初は7つの行政区が置かれ、それぞれの区域および区役所の位置は、合併協議の際に決められた。
2021年11月、行政区再編を議論する特別委員会が開かれ、行政組織の見直しのため、2024年前半を目途に7つの行政区を3つに再編・削減する方針が示された。2022年11月1日に浜松市行政区画等審議会が新区名について答申したのち、2023年2月22日の浜松市議会本会議において、浜松市区及び区協議会の設置等に関する条例の一部を改正する条例が議決・公布され、2024年1月1日から正式に行政区が3区に再編され、静岡市や相模原市とともに、政令指定都市では最少の行政区数となった。なお、新たに誕生した中央区は全国の行政区の中で最多の人口を誇り、対する天竜区は行政区の中で最小の人口である事から、人口が最多と最小の行政区が同一の市に存在する形となった。
気象情報に関しては同年1月10日まで旧区での発表となっていた。
- 中央区…従来の中区・東区・南区・西区・北区の三方原地区[注釈 14]
- 浜名区…従来の浜北区・北区の三方原地区[注釈 14]以外
- 天竜区…従来の天竜区の区域のままで不変

| 区名   | 範囲 |
| ------ | --- |
| 中央区 | 中心部・泉・幸・萩丘・小豆餅・花川・高丘・和合・積志・長上・笠井・中ノ町・和田・蒲・大瀬・大島・小池・市野・佐鳴台・入野・志都呂・篠原・庄内・村櫛・⁠和地・伊佐見・神久呂・雄踏・舞阪・白脇・新津・飯田・芳川・河輪・五島・可美・三方原など |
| 浜名区 | 都田・新都田・細江・引佐・三ヶ日・貴布祢・美薗・中瀬・小松・染地台など |
| 天竜区 | 二俣・山東・横山・熊・月・谷山・春野・佐久間・水窪・龍山など |

各区の記事を参照。

### 人口
| |                                        |  |
| 浜松市と全国の年齢別人口分布（2005年） | 浜松市の年齢・男女別人口分布（2005年） |  |
| ■紫色 ― 浜松市 ■緑色 ― 日本全国 | ■青色 ― 男性 ■赤色 ― 女性              |  |
| 浜松市（に相当する地域）の人口の推移 \| 1970年（昭和45年） \| 631,284人 \| \| \| 1975年（昭和50年） \| 672,261人 \| \| \| 1980年（昭和55年） \| 698,982人 \| \| \| 1985年（昭和60年） \| 728,300人 \| \| \| 1990年（平成2年） \| 751,509人 \| \| \| 1995年（平成7年） \| 766,832人 \| \| \| 2000年（平成12年） \| 786,306人 \| \| \| 2005年（平成17年） \| 804,032人 \| \| \| 2010年（平成22年） \| 800,866人 \| \| \| 2015年（平成27年） \| 797,980人 \| \| \| 2020年（令和2年） \| 790,718人 \| \| |                                        |  |
| 総務省統計局 国勢調査より |                                        |  |
| 1970年（昭和45年） | 631,284人                              |  |
| 1975年（昭和50年） | 672,261人                              |  |
| 1980年（昭和55年） | 698,982人                              |  |
| 1985年（昭和60年） | 728,300人                              |  |
| 1990年（平成2年） | 751,509人                              |  |
| 1995年（平成7年） | 766,832人                              |  |
| 2000年（平成12年） | 786,306人                              |  |
| 2005年（平成17年） | 804,032人                              |  |
| 2010年（平成22年） | 800,866人                              |  |
| 2015年（平成27年） | 797,980人                              |  |
| 2020年（令和2年） | 790,718人                              |  |

平均年齢（2015年（平成27年）10月1日）
- 全体 - 45.16 歳
  - 男性 - 43.71 歳
  - 女性 - 46.60 歳

### 隣接自治体
静岡県
- 磐田市
- 湖西市
- 島田市
- 周智郡：森町
- 榛原郡：川根本町

愛知県
- 豊橋市
- 新城市
- 北設楽郡：東栄町
- 北設楽郡：豊根村

長野県
- 飯田市
- 下伊那郡：天龍村

## 歴史

### 古代

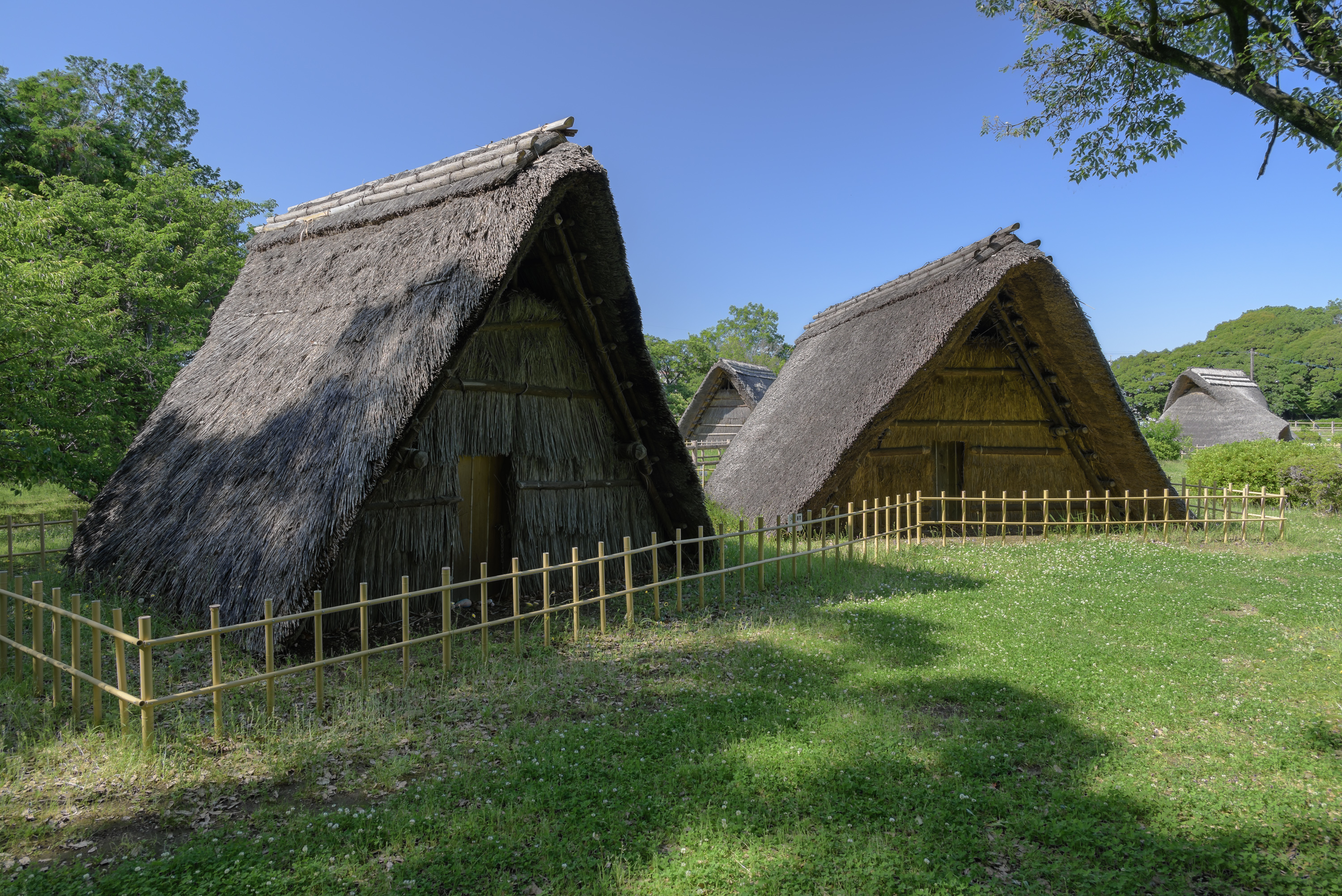
蜆塚遺跡

- 1万4000年〜1万8000年前 - 1962年に浜名区根堅[注釈 15]洞窟からこの年代の人骨が出土（浜北人を参照）。
- 縄文時代早期 - 浜名区三ヶ日町[注釈 15]に人々が住み始める（⇒三ヶ日人）。
- 紀元前2000年頃 - 中央区蜆塚[注釈 15]に人々が住み始める（⇒蜆塚遺跡）。
- 200年頃 - 伊場・長上・飯田地区で稲作が始まる。
- 400年頃 - 赤門上古墳、千人塚古墳が作られる。遠淡海・久努・素賀が統合し、遠江国を形成する。
- 699年 - 伊場遺跡群出土の木簡により、この頃までには「渕評（フチノコオリ）」（後の敷知郡）が成立していたと考えられる。
- 709年 - 長田郡が長上・長下の二郡に分かれる。
- 740年 - 遠江国国司が、租の納入の様子を浜名郡輸租帳で報告する。
- 755年 - 遠江国の防人が短歌を作り、万葉集に採用される。
- 761年 - 天竜川の堤防が決壊し、修復作業が行われる[36]。
- 820年 - 遠江国と駿河国の新羅人が反乱を起こす[37]。
- 862年 - 浜名湖の出口にあたる浜名川に浜名橋が架けられ歌枕にもなる[38]。

### 中世
鎌倉時代から室町時代まで

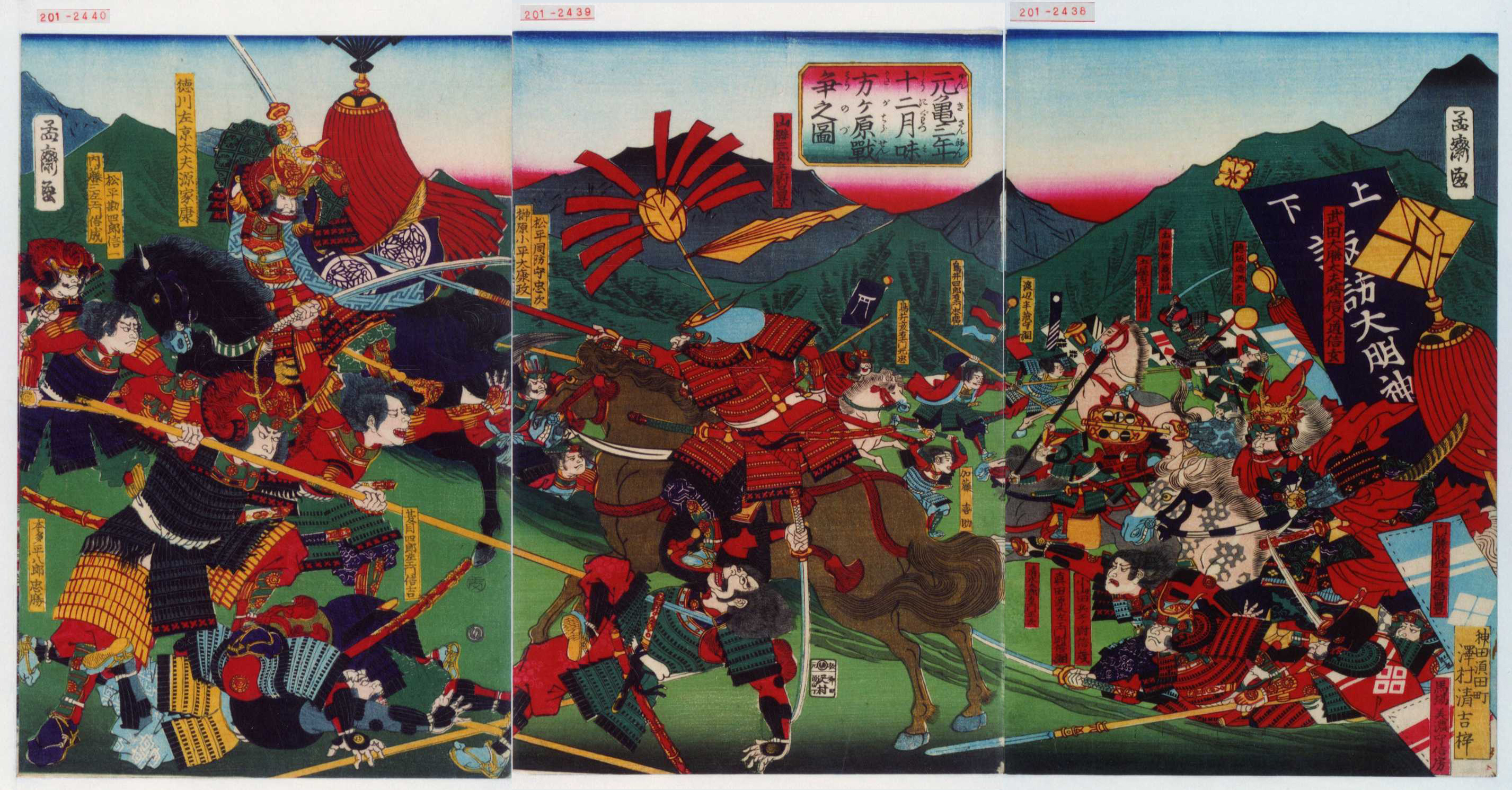
三方ヶ原の戦い

- 1156年 - 保元の乱で遠江国の武士が参加する。
- 1277年 - 十六夜日記の作者、阿仏尼が遠江国に泊まる。
- 1498年 - 地震による津波で浜名湖に今切口ができ、遠州灘につながる。

戦国時代
- 1551年 - 日吉丸（後の豊臣秀吉）が頭陀寺城主松下之綱に仕える。
- 1570年 - 徳川家康が浜松城に入る。
- 1572年 - 武田信玄が遠江国に侵入し、三方ヶ原の戦いで家康の軍を破る。
- 1579年 - 浜松城が修築される。
- 1586年 - 徳川家康が浜松城から駿府城に移る。
- 1590年 - 堀尾吉晴が浜松城に入る。

### 近世
江戸時代
- 1601年 - 堀尾吉晴が浜松城から松江城に移る。
- 1601年 - 徳川家康の家臣伊奈忠次が須倍神社に社領七石を黒印を以て寄進する。
- 1603年 - 浜松藩の城下町、東海道の宿場町となる。
- 1604年 - 東海道に一里塚が置かれる。
- 1648年 - 徳川家光が都田須倍神社へ家康寄進の社領を朱印に改めて寄進。
- 1657年 - 馬込川の土橋が板橋に改められる。
- 1703年 - 浜松町奉行が浜松宿勢を調査する。総戸数1,386戸、人口4,336人。
- 1707年 - 東海地震（宝永地震）があり、今切渡船による交通が途絶えた。
- 1817年 - 水野忠邦が浜松藩主となる。
- 1846年 - 浜松藩校克明館が建てられる。
- 1854年 - 東海地震（安政の大地震）により被災。

### 近代
明治時代
- 1869年 - 浜松奉行所が開設される。

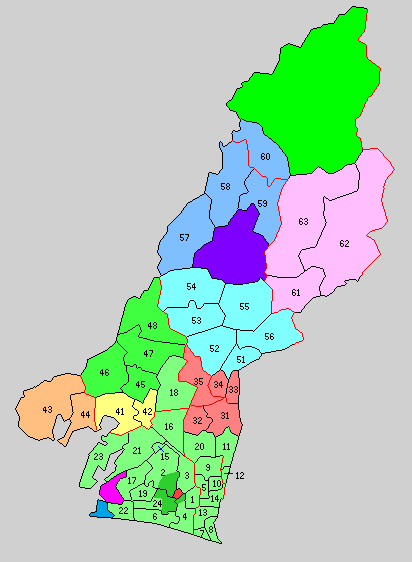
浜松市及び後に浜松市の区域に含まれる市町村の区域の位置。市町村の区域は浜松市および2005年の合併直前に存在していた市町村への合併直前のもの。
下赤：町村制施行時の浜松町　付近の濃い緑色は部分的な編入。
下赤・下緑・深緑：2005年に編入する前の浜松市(1.天神町村 2.富塚村 3.曳馬町 4.白脇村 5.蒲村 6.新津村 7.五島村 8.河輪村 9.長上村 10.和田村 11.笠井町 12.中ノ町村 13.芳川村 14.飯田村 15.吉野村 16.三方原村 17.神久呂村 18.都田村 19.入野村 20.積志村 21.湖東村 22.篠原村 23.庄内村 24.浅場村→可美村)
赤紫：雄踏町
下水色：舞阪町
上赤：浜北市(31.北浜村 32.浜名町 33.中瀬村 34.赤佐村 35.麁玉村)
黄：細江町(41.気賀町 42.中川村)
橙：三ケ日町(43.三ヶ日町 44.東浜名村)
中緑：引佐町(45.引佐町 46.奥山村 47.伊平村 48.鎮玉村)
中水色：天竜市(51.二俣町 52.下阿多古村 53.上阿多古村 54.熊村 55.竜川村 56.光明村)
紫：龍山村
青：佐久間町(57.浦川町 58.佐久間村 59.山香村 60.城西村)
桃色：春野町(61.犬居町 62.熊切村 63.気田村)
上緑：水窪町

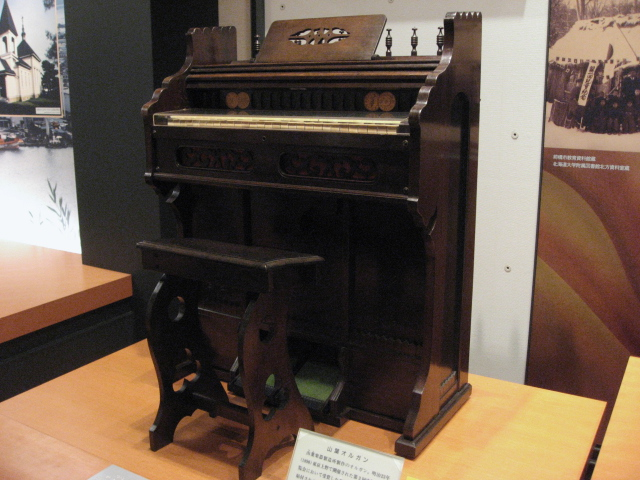
山葉楽器製造所製作 オルガン

初代の浜松市章
1911年7月1日制定

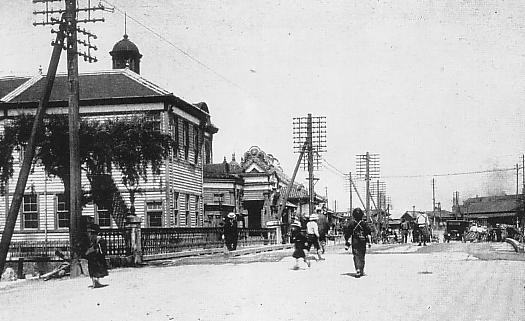
浜松市街

- 1871年12月 - 廃藩置県により、浜松県の県庁所在地となった。
- 1872年 - 浜松県裁判所が設置される。
- 1873年 - 第一番小学校（現在の元城小学校）が開校する。
- 1873年 - 浜松城が廃城になる。
- 1876年8月21日 - 浜松県が廃止され、静岡県に編入する。支庁が置かれる。
- 1882年 - 浜松に測候所が開設する。
- 1887年 - 日本楽器製造（現在のヤマハ）の創立者、山葉寅楠が初めてオルガンを製造する。
- 1889年2月1日 - 東海道本線浜松駅開業。
- 1889年4月1日 - 町村制の施行により、敷知郡浜松町が発足する（当時の人口13,630人）。
- 1894年 - 浜松中学校開校（のち旧制浜松一中、現在の静岡県立浜松北高等学校）。
- 1896年 - 郡制の施行により、浜名郡、長上郡の区域の大部分、敷知郡の区域の大部分及び豊田郡の区域の一部をもって、浜名郡が発足により、浜名郡浜松町となる。
- 1900年 - 日本楽器製造でピアノの製造を開始する。
- 1901年 - 浜松高等女学校開校。
- 1904年 - 浜名郡白脇村の区域の一部を編入する。
- 1906年 - 静岡工業試験場浜松分場が設立された。
- 1907年 - 歩兵第六十七連隊が浜松に設置される。
- 1908年 - 浜名郡浅場村の区域の一部を編入する。
- 1908年 - 電話が開通する。
- 1909年 - 浜松・二俣（旧天竜市、現天竜区二俣町）間に軽便鉄道が開通する。
- 1909年 - 鉄道院（旧国鉄）工場誘致の運動が起こる。
- 1909年 - 鈴木道雄、静岡県浜名郡天神町村で鈴木式織機製作所（現在のスズキ）を創業。
- 1910年 - 浜松ガス会社が設立された。
- 1911年7月1日 - 市制施行して、浜松市となる（当時の人口36,782人）。同時に初代の市章を制定する。

大正時代
- 1912年 - 浜名郡富塚村の区域の一部を編入する。
- 1912年 - 鉄道院浜松工場（現東海旅客鉄道浜松工場）操業開始。
- 1914年 - 浜松〜金指[注釈 16]間に軽便鉄道が開通する。
- 1915年 - 浜松師範学校、浜松工業学校が開校する。
- 1915年 - 浜松市立病院が開院する。
- 1916年 - 浜名郡曳馬村の区域の一部及び天神町村の区域の一部を編入する。
- 1918年 - 米価などの高騰により、浜松で米騒動が起こる。
- 1920年 - 遠州地方の織物業が不況により、2ヶ月の総休業を行う。
- 1920年 - 市立図書館が紺屋町97番地に開館する。
- 1921年 - 浜名郡天神町村を編入する。森鷗外（森林太郎）作詞・本居長世作曲の浜松市歌が発表される（2005年廃止）。
- 1921年 - 浜松市名残常設競馬場において、浜名郡畜産組合主催の競馬が始まる。設置場所は、大日本帝国陸軍歩兵第六十七聯隊（現在の静岡大学浜松キャンパス）の西側。1928年に国の法令で「1931年以降静岡県内の競馬場は2場まで」と決められた為、1933年の秋季開催で廃止された。
- 1925年 - 歩兵第六十七連隊が廃止される。

昭和時代（戦前）
- 1926年 - 陸軍飛行第七連隊（現航空自衛隊浜松基地）が置かれる。軍需産業が盛んになる。
- 1926年 - 日本楽器製造でストライキが起きる。
- 1926年 - 市会議員の選挙が行われる（日本初の男子普通選挙実施）。
- 1926年 - 松城幼稚園が開園。
- 1928年 - 高射砲第一連隊が浜松に設置される。

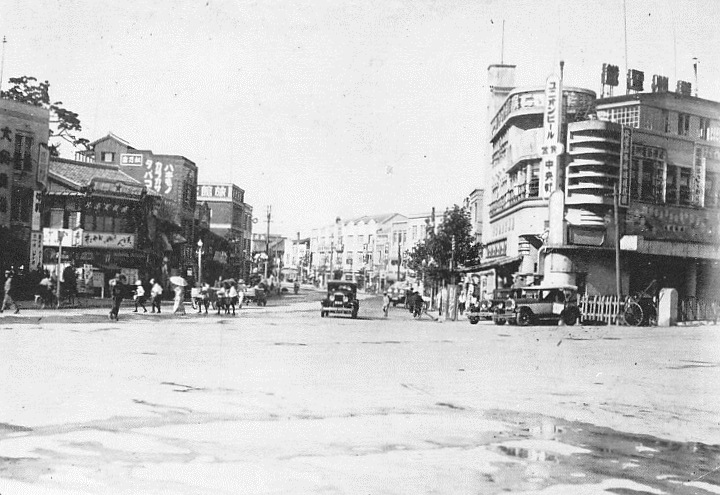
1930年代の広小路通

- 1930年 - 昭和天皇の行幸が行われる。
- 1931年 - 上水道が完成し通水式が行われる。
- 1931年 - 全国産業博覧会が開催される。
- 1933年 - 浜松陸軍飛行学校が開校する。
- 1936年 - 浜名郡曳馬町及び富塚村を編入する。
- 1936年 - 浜松市営バスが運行を開始する。
- 1939年 - 浜名郡白脇村及び蒲村を編入する。
- 1939年 - 浜松保健所が設立される。
- 1942年 - 戦時体制下で、金属資源の回収が始まる。塩や衣料などの配給制度が実施される。
- 1944年12月7日 - 東南海地震が起こり、大きな被害を受けた。
- 1945年 - 6月の浜松空襲や、その前後の艦砲射撃により市街地の大半が焼失する。

### 現代
昭和時代（戦後）
- 1948年 - 浜松市営球場が完成。
- 1948年 - 浜松事件が勃発。小野組と在日朝鮮人の戦闘で、死者数人・負傷者300人を出した。
- 1949年 - 浜名郡可美村の区域の一部及び入野村の区域の一部を編入する。
- 1949年 - 東海道本線浜松駅・静岡駅間が電化。
- 1950年 - 浜松こども博覧会が現在の浜松城公園で開催、その後、市営動物園として開園、市営元城プールが完成。
- 1950年 - 市立図書館が松城町16番地に移転開館。
- 1951年 - 浜名郡新津村、五島村及び河輪村を編入する。
- 1952年 - 警察予備隊が保安隊へ・浜松に航空基地を配置。
- 1952年 - 市役所新庁舎が完成し、市教育委員会が発足。
- 1953年 - 東海道本線浜松駅・名古屋駅間が電化。
- 1954年 - 浜名郡笠井町、長上村、和田村、中ノ町村、芳川村、飯田村、吉野村及び三方原村を編入する。
- 1955年 - 引佐郡都田村及び浜名郡神久呂村を編入する。
- 1956年 - 浜松オートレース場が完成。
- 1957年 - 浜名郡湖東村の区域の一部、入野村及び積志村を編入する。
- 1958年 - 浜松城の天守閣が再建。
- 1959年 - NHK浜松放送局がテレビ放送を開始。
- 1960年 - 浜名郡湖東村を編入する。
- 1961年 - 浜名郡篠原村を編入する。
- 1961年 - 浜松市民会館が完成。
- 1964年10月1日 - 東海道新幹線浜松駅開業。
- 1964年 - 遠州鉄道奥山線が廃線。
- 1965年 - 浜名郡庄内村を編入する。
- 1969年 - 国道1号浜松バイパスが開通。
- 1970年 - 温水プール、浜松市フラワーパークが完成。
- 1971年 - 市制60周年。浜松市立美術館が完成。
- 1974年 - 国立浜松医科大学開校。
- 1978年 - 浜松商業高校野球部、春の選抜高校野球大会で優勝。
- 1979年 - 浜松市博物館が完成。
- 1979年 - 東海道線の高架工事が完成。
- 1981年 - 浜松地域テクノポリス建設構想調査地域の指定を受諾。
- 1982年 - 人口50万人突破。
- 1982年 - 浜松駅の北口広場にバスターミナルが完成。
- 1985年 - 浜松まつり会館が完成。
- 1986年3月31日 - 浜松市営バスが廃止。
- 1988年 - 浜松文芸館、浜松復興記念館、クリエート浜松が開館。
- 1988年 - 常葉学園浜松大学（現・常葉大学浜松キャンパス）開学。

平成時代

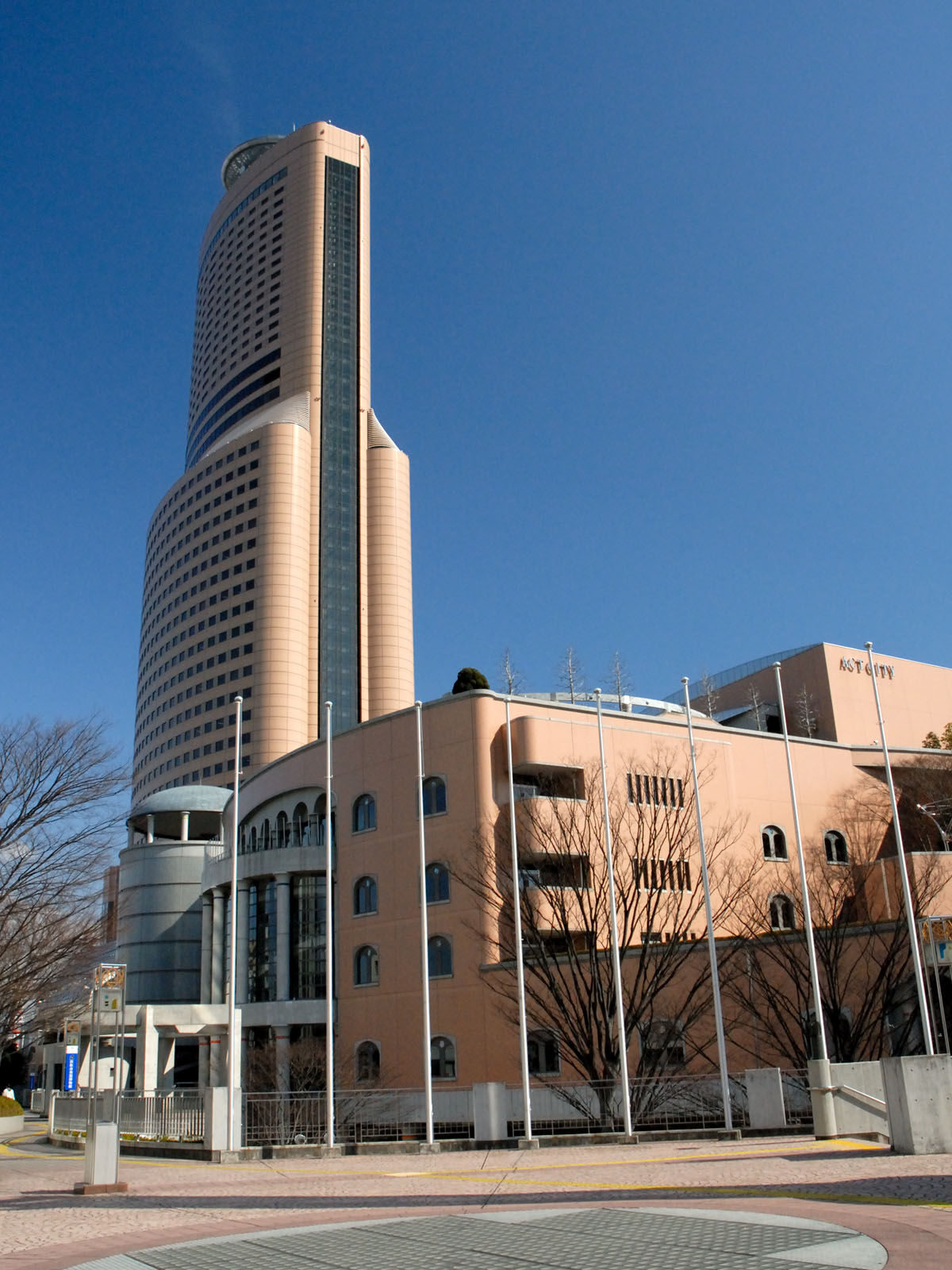
アクトシティ浜松

2代目の浜松市章
2005年7月1日施行

- 1989年4月1日 - 静岡県浜松総合庁舎が完成。
- 1990年5月1日 - 浜松アリーナが完成。
- 1991年5月1日 - 浜名郡可美村を編入する。
- 1991年4月1日 - 第1回浜松国際ピアノコンクールが開催。
- 1994年5月1日 - アクトシティ浜松が完成。
- 1995年10月1日 - 浜松市楽器博物館が完成。
- 1996年4月1日 - 中核市へ移行。
- 1996年6月1日 - フルーツパーク開園。
- 1997年1月1日 - 浜松市内でごみの分別収集が開始。
- 1997年12月25日 - 全国で初めてオムニバスタウンの指定を受ける。
- 1998年4月1日 - アクトシティ音楽院完成。
- 2000年4月3日 - 静岡文化芸術大学が開学。
- 2002年8月1日 - 環浜名湖政令指定都市構想研究会が発足。
- 2003年6月1日 - 天竜川・浜名湖地域合併協議会が発足。
- 2003年9月10日 - NEW!!わかふじ国体開催。市内の各所で競技を開催。
- 2004年4月1日 - 浜松学院大学が開学。
- 2004年4月8日〜10月11日 - 庄内地区の「浜名湖ガーデンパーク」で浜名湖花博（パシフィックフローラ2004、第21回全国都市緑化しずおかフェア、浜名湖花博）を開催。
- 2005年6月28日 - 2代目の市章を制定する（同年7月1日施行）[39]。
- 2005年7月1日 - 浜北市、天竜市、引佐郡引佐町、細江町、三ケ日町、浜名郡雄踏町、舞阪町、磐田郡佐久間町、水窪町、龍山村及び周智郡春野町を編入する（静岡県から村、引佐郡、磐田郡が消滅）[注釈 17]。旧市町村の区域を区域とした12の地域自治区を設置。
- 2006年11月28日 - 市の花をミカン、市の木をマツ、市の鳥をウグイスと制定。
- 2007年4月1日 - 政令指定都市へ移行、7つの行政区を設置。浜松地域自治区・浜北地域自治区を廃止、浜松西地域自治区・浜松北地域自治区を設置。市外局番が053に統一（天竜区になる地域の0539を053-9××に変更）。
- 2007年7月1日 - 2代目の浜松市歌（作詩:林望、作曲:伊藤康英）を制定[40]。
- 2009年2月7日 - 古橋廣之進記念浜松市総合水泳場 (ToBiO) が完成。
- 2009年9月19日〜11月23日 - 浜松市フラワーパークで浜松モザイカルチャー世界博2009（浜名湖立体花博）を開催。
- 2010年3月16日 - 浜名湖の境界線が確定し、同湖面積64.97 km2のうち、46.89 km2が浜松市に組み込まれる[注釈 18]。
- 2011年7月1日 - 市制100周年。「浜松市民憲章」[42]、「浜松市平和都市宣言」[43] を制定。
- 2012年3月31日 - 「合併時の未調整事務事業の調整は概ね終了した」として地域自治区を廃止する[44]。
- 2014年12月1日 - 国際連合教育科学文化機関（ユネスコ） 創造都市ネットワークに音楽分野で加盟し音楽都市となる[45]。
- 2019年4月7日 - 市長選・市議選とともに、行政区の再編に関する住民投票を実施。

令和時代
- 2022年10月26日 - 中区、東区、西区、南区、北区（三方原地区[注釈 14]）を中央区に、浜北区と北区（三方原地区[注釈 14]以外）を浜名区に再編することが市議会特別委員会で了承された[46]。
- 2023年2月22日 - 市議会本会議において、「浜松市区及び区協議会の設置等に関する条例の一部を改正する条例」が議決・公布され、2024年1月1日に天竜区以外を行政区が合区し、中央区、浜名区及び天竜区の合計3行政区に区域を変更する決定を行う[33]。
- 2024年1月1日 - 浜松市の区域の内、天竜区を除く区が合区により変更して、浜北区及び北区の区域の内、三方原地区[注釈 14]以外の区域をもって、浜名区が発足する。中区、東区、西区、南区の区域及び北区の区域の内、三方原地区[注釈 14]をもって、中央区が発足する。
- 2024年（令和6年）5月 - 浜北温水プールが閉館[47]。

### 市町村合併への経緯
新浜松市は2005年7月1日に12市町村の合併により誕生したが、当初から政令指定都市の実現を目指したところに特色がある。
行政区の区割りにあたっては以下の点が示された。
1. 北遠の1市3町1村を分断しない。
2. 旧浜松市以外の市町村の区域内を分断しない。
3. 郡を分断しない。
4. 旧浜松市内の区割りは市内36地区自治会連合会を単位とする。

| 旧市町村 （-2005年6月30日） | 行政区                       | 行政区        | 備考                   |
| 旧市町村 （-2005年6月30日） | 2007年4月1日 -2023年12月31日 | 2024年1月1日- | 備考                   |
| --------------------------- | ---------------------------- | ------------- | ---------------------- |
| 浜北市                      | 浜北区                       | 浜名区        |                        |
| 引佐町                      | 北区                         | 浜名区        |                        |
| 三ケ日町                    | 北区                         | 浜名区        |                        |
| 細江町                      | 北区                         | 浜名区        |                        |
| 浜松市                      | 北区                         | 浜名区        | 都田地区・新都田地区   |
| 浜松市                      | 北区                         | 中央区        | 三方原地区             |
| 浜松市                      | 南区                         | 中央区        |                        |
| 浜松市                      | 中区                         | 中央区        |                        |
| 浜松市                      | 東区                         | 中央区        |                        |
| 浜松市                      | 西区                         | 中央区        | 舞阪地区・雄踏地区以外 |
| 舞阪町                      | 西区                         | 中央区        |                        |
| 雄踏町                      | 西区                         | 中央区        |                        |
| 天竜市                      | 天竜区                       | 天竜区        |                        |
| 春野町                      | 天竜区                       | 天竜区        |                        |
| 佐久間町                    | 天竜区                       | 天竜区        |                        |
| 龍山村                      | 天竜区                       | 天竜区        |                        |
| 水窪町                      | 天竜区                       | 天竜区        |                        |

#### 旧浜松市

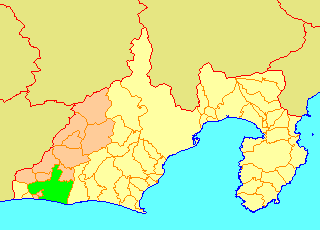
合併前の浜松市行政区域

2005年（平成17年）7月1日の合併前における浜松市のデータを記載。
- 市の木:マツ 市の花：ハギ 市の鳥：ツバメ
- 市の歌:「浜松市歌」（作詞:森林太郎（鴎外） 作曲:本居長世）
- 面積: 256.88km2 （※境界未定部分あり）
- 総人口: 601,728人 （推計人口、2005年6月1日）

1911年（明治44年）7月1日に制定された市章（記章）は、2005年6月30日をもって廃止された。

#### 三ケ日町・三ヶ日町
合併当初、（浜名区）三ヶ日町は、三ケ日町であった。三ヶ日町と東浜名村の合併時に国が三ケ日町と告示したためである。政令指定都市になる前の2007年3月に三ヶ日町に変更された。三ケ日町も参照。

#### 地域型JPドメイン名
浜松市は政令指定都市に移行した自治体の地域型JPドメイン名は city.hamamatsu.jp が割り当られるが、政令指定都市移行の前に hamamatsu.jp が汎用JPドメイン名として浜松市以外の一般事業者に取得されており、浜松市が使用できない状態にある。このようなケースは堺市と相模原市でも発生しており、堺市では.osakaに代えて『地域』を表す.lgを挿入している。浜松市では政令指定都市移行前と同じ city.hamamatsu.shizuoka.jp ドメインを引き続き使用している。

## 政治

### 行政
- 浜松市は、2015年度（平成27年度）から開始の総合計画において、都市の将来像を「市民協働で築く『未来へかがやく創造都市・浜松』」と掲げている[49]。
- マスコットキャラクター（はままつ福市長）は、「出世大名家康くん」が務めている[50]。

#### 市長
歴代市長
| 代    | 氏名       | 就任年月日     | 退任年月日     |
| ----- | ---------- | -------------- | -------------- |
| 初代  | 鶴見信平   | 1911年7月1日   | 1911年12月19日 |
| 2     | 小西四郎   | 1911年12月19日 | 1915年12月14日 |
| 3     | 竹山平八郎 | 1916年3月24日  | 1920年3月23日  |
| 4-5   | 渡辺素夫   | 1920年7月24日  | 1928年8月21日  |
| 6     | 中村陸平   | 1928年12月5日  | 1932年11月4日  |
| 7     | 高柳覚太郎 | 1933年3月17日  | 1934年9月17日  |
| 8-9   | 横光吉規   | 1935年2月8日   | 1942年9月20日  |
| 10    | 藤岡兵一   | 1942年11月28日 | 1946年11月11日 |
| 11    | 坂田啓造   | 1947年4月16日  | 1951年4月15日  |
| 12-13 | 岩崎豊     | 1951年4月25日  | 1959年4月30日  |
| 14-18 | 平山博三   | 1959年5月1日   | 1979年4月30日  |
| 19-23 | 栗原勝     | 1979年5月1日   | 1999年4月30日  |
| 24-25 | 北脇保之   | 1999年5月1日   | 2007年4月30日  |
| 26-29 | 鈴木康友   | 2007年5月1日   | 2023年4月30日  |
| 30    | 中野祐介   | 2023年5月1日   | 現職           |

#### 行政機構
浜松市役所では、部制を採用している。

##### 行政局
市長事務部局
市長 - 副市長(3)
- 市長公室
- 企画調整部
- 総務部
- 財務部
- 市民部
- 健康福祉部
- こども家庭部
- 環境部
- 産業部
- 都市整備部
- 土木部
- 区役所(3)

市長 - 会計管理者
その他部局
- 消防局
- 上下水道部
- 教育委員会
- 選挙管理委員会
- 人事委員会
- 監査委員
- 農業委員会
- 議会

#### 区役所・行政センター
| 役所名         | 住所                     |
| -------------- | ------------------------ |
| 中央区役所     | 中央区元城町103番地の2   |
| 東行政センター | 中央区流通元町20番3号    |
| 西行政センター | 中央区雄踏一丁目31番1号  |
| 南行政センター | 中央区江之島町600番地の1 |
| 北行政センター | 浜名区細江町気賀305番地  |
| 浜名区役所     | 浜名区貴布祢3000番地     |
| 天竜区役所     | 天竜区二俣町二俣481番地  |

### 議会

#### 市議会
浜松市議会 （定数46、2023年4月選挙、任期:2023年5月1日 - 2027年4月30日、2025年5月現在）
|                          | 合計 | 中央区 | 浜名区 | 天竜区 |
| ------------------------ | ---- | ------ | ------ | ------ |
| 定数                     | 46   | 33     | 9      | 3      |
| 自由民主党浜松           | 23   | 16     | 6      | 1      |
| 市民クラブ               | 7    | 6      | 1      |        |
| 公明党                   | 5    | 5      |        |        |
| 創造浜松・国民民主党浜松 | 5    | 3      | 1      | 1      |
| 日本共産党浜松市議団     | 3    | 1      | 1      | 1      |
| 浜松市政向上委員会       | 1    | 1      |        |        |
| 市民サポート浜松         | 1    | 1      |        |        |
| 欠員                     | 1    | 1      |        |        |

※ 行政区再編前に当時の区単位で選挙。

#### 県議会
静岡県議会
静岡県議会議員（定数68、2023年4月選挙、任期:2023年4月30日 - 2027年4月29日、2024年4月現在）
- 中央区 - 定数12 会派別内訳（自民改革会議…7、ふじのくに県民クラブ…3、無所属…2）
- 浜名区・天竜区 - 定数3 会派別内訳（自民改革会議…1、ふじのくに県民クラブ…2）

※ 行政区再編前に当時の区単位で選挙。

#### 国会
衆議院議員
2024年（令和6年）10月27日に第50回衆議院議員総選挙を執行。任期満了日は2028年（令和10年）10月26日。
| 選挙区                                                                     | 選出議員   | 党派       | 当選回数 |
| -------------------------------------------------------------------------- | ---------- | ---------- | -------- |
| 静岡県第7区 （中央区の一部、浜名区及び天竜区のそれぞれ全部、並びに湖西市） | 城内実     | 自由民主党 | 7        |
| 静岡県第8区 （中央区の一部）                                               | 源馬謙太郎 | 立憲民主党 | 3        |

## 官公庁・施設

### 国家機関

#### 法務省
- 静岡保護観察所浜松駐在官事務所
- 静岡地方法務局浜松支局
- 静岡刑務所浜松拘置支所
- 名古屋出入国在留管理局浜松出張所
- 静岡地方検察庁浜松支部
  - 浜松区検察庁

#### 財務省
- 名古屋税関清水税関支署浜松出張所
- 浜松東税務署
- 浜松西税務署

#### 厚生労働省
- 浜松労働基準監督署
- 浜松公共職業安定所
  - 細江出張所
  - 浜北出張所

#### 農林水産省
林野庁
- 関東森林管理局天竜森林管理署

#### 国土交通省
- 中部地方整備局浜松河川国道事務所
- 静岡運輸支局浜松自動車登録事務所

### 施設

#### 警察
- 天竜警察署（天竜区）
- 浜北警察署（浜名区の一部）（西部運転免許センターが隣接）
- 浜松中央警察署（中央区の一部）
- 浜松西警察署（中央区の一部）
- 浜松東警察署（中央区の一部）
- 細江警察署（浜名区の一部）

管轄区域の詳細は各リンク先参照
その他
中央区舞阪町は2007年3月まで新居警察署（現 湖西警察署）の管轄であった。2007年4月からは浜松中央署の管轄に、2019年4月からは浜松西署の設置に伴い同署の管轄となっている。

#### 消防
消防本部の名称…浜松市消防局
| 消防署     | 住所                   | 出張所 |
| ---------- | ---------------------- | --- |
| 中消防署   | 中央区下池川町19-1     | - 鴨江：中央区鴨江二丁目1-11 - 相生：中央区相生町8-7 - 高台：中央区住吉三丁目18-1 - 富塚：中央区富塚町1714-1   |
| 東消防署   | 中央区篠ケ瀬町1374     | - 上石田：中央区上石田町827 - 有玉：中央区有玉南町1498-1                                                       |
| 西消防署   | 中央区馬郡町4074-1     | - 庄内：中央区庄内町3-1 - 湖東：中央区伊左地町8872 - 大平台：中央区大平台三丁目21-11                           |
| 南消防署   | 中央区森田町98         | - 芳川：中央区四本松町44 - 白脇：南区白羽町595                                                                 |

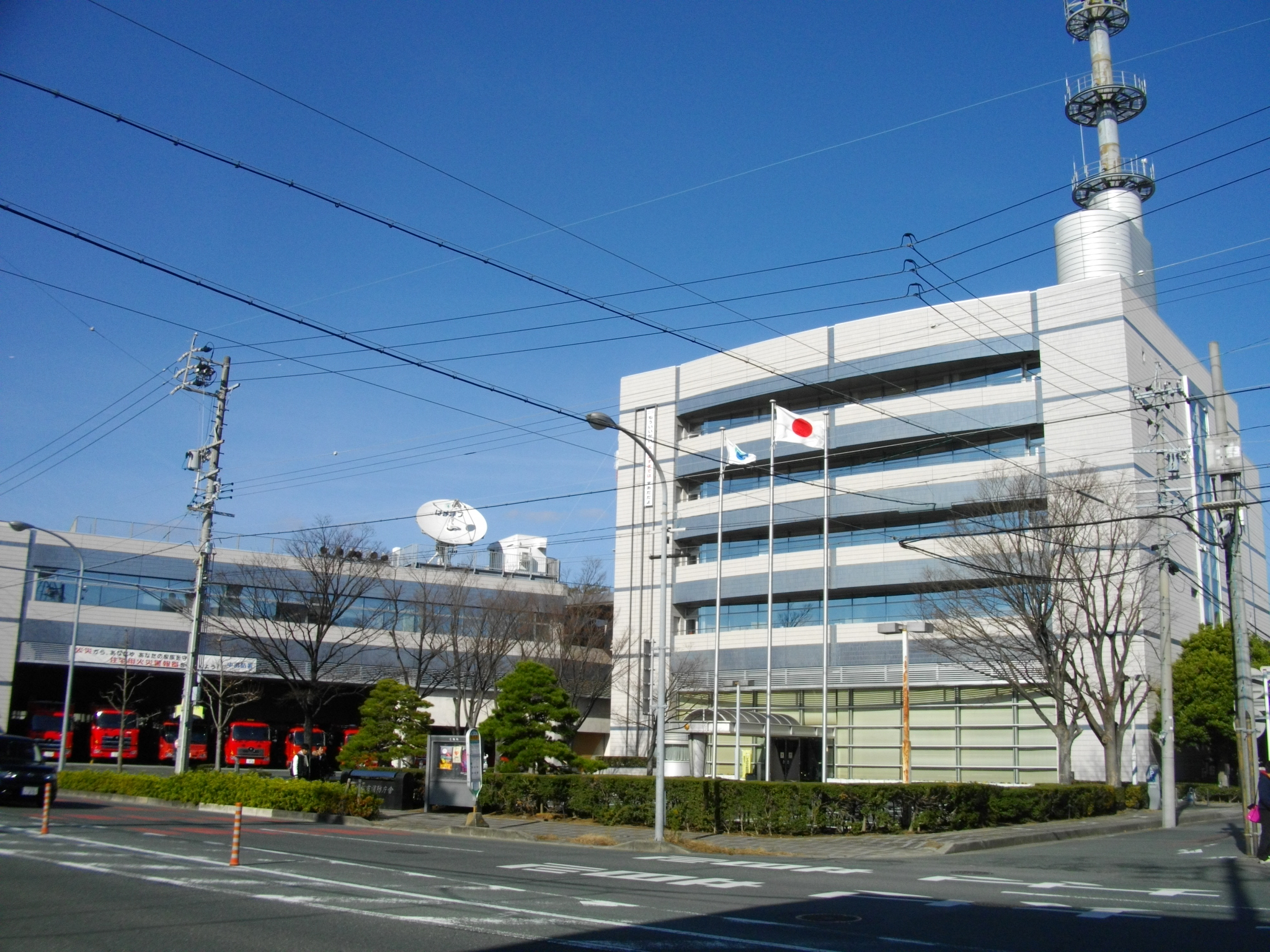
浜松市消防局

| 北消防署   | 浜名区細江町三和2173-7 | - 曳馬野：中央区三方原町388-5 - 三ヶ日：浜名区三ヶ日町三ヶ日500-17 - 引佐（旧引佐北）：浜名区引佐町東黒田415-1 |
| 浜北消防署 | 浜名区西美園58         | - 赤佐（旧浜北北部）：浜名区於呂1985-1                                                                         |
| 天竜消防署 | 天竜区二俣町二俣481    | - 春野：天竜区春野町宮川1467-2 - 佐久間：天竜区佐久間町中部12-11 - 水窪：天竜区水窪町奥領家3395-1              |

#### 医療・福祉
浜松市には浜松医科大学や浜松医療センターをはじめとして、聖隷三方原病院、聖隷浜松病院、遠州病院などの医療機関が集中している。浜松ホトニクスはPET機器の開発を行っており、研究開発と臨床実践を兼ねた財団法人浜松光医学財団が健診センターを設けている。
独立行政法人・国立大学法人医療施設
- 国立大学法人浜松医科大学 浜松医科大学医学部附属病院（中央区半田山一丁目）
- 国立病院機構天竜病院（浜名区於呂）
- 独立行政法人労働者健康福祉機構浜松労災病院（中央区将監町）

市立医療施設
- 中央区
  - 浜松市保健所（中央区鴨江）※旧浜松保健所
  - 浜松医療センター（中央区富塚町）
  - 浜松市リハビリテーション病院（中央区和合北一丁目）※旧国立浜松病院
- 浜名区
  - 浜松市引佐鎮玉診療所（浜名区引佐町四方浄）
  - 浜松市引佐鎮玉診療所渋川出張診療所（浜名区引佐町渋川）
  - 浜松市引佐伊平診療所（浜名区引佐町伊平）
  - 浜松医療センター附属診療所（先端医療技術センター）（浜名区平口）
- 天竜区
  - 浜松市国民健康保険佐久間病院（天竜区佐久間町中部）
  - 浜松市国民健康保険佐久間病院附属浦川診療所（天竜区佐久間町浦川）
  - 浜松市国民健康保険佐久間病院附属山香診療所（天竜区佐久間町大井）
  - 浜松市春野歯科診療所（天竜区春野町宮川）

民間等の病院
- 中央区
  - 静岡県厚生農業協同組合連合会 遠州病院（中央区中央一丁目）
  - 医療法人社団新風会 丸山病院（中央区助信町）
  - 社会福祉法人聖隷福祉事業団 総合病院聖隷浜松病院（中央区住吉二丁目）
  - 医療法人社団あずま会 八幡の森クリニック（旧医療法人弘遠会 すずかけ病院、中央区八幡町）
  - 佐鳴湖病院（中央区佐鳴台六丁目）
  - 三澤病院（中央区佐藤三丁目）
  - 天王病院（中央区天王町）
  - 医療法人社団盛翔会 浜松北病院（中央区大瀬町）
  - 有玉病院（中央区有玉南町）
  - 医療法人社団一穂会 西山病院（中央区西山町）
  - 特定医療法人社団松愛会 松田病院（中央区入野町）
  - 湖東病院（中央区伊左地町）
  - 中西病院（中央区入野町）
  - 浜松南病院（中央区白羽町）
  - 浜松東病院（中央区福島町）
  - 三方原病院（中央区小沢渡町）
  - 医療法人弘遠会 すずかけセントラル病院（旧社会保険浜松病院の移転用地、中央区田尻町）
  - 社会福祉法人聖隷福祉事業団 総合病院聖隷三方原病院（中央区三方原町）
  - 八木病院（中央区初生町）
- 浜名区
  - 政本病院（浜名区都田町）
  - 日本赤十字社静岡県支部 引佐赤十字病院（浜名区引佐町金指）
  - 医療法人豊岡会 はまなこ病院（浜名区三ヶ日町都筑）
  - 日本赤十字社静岡県支部 総合病院浜松赤十字病院（浜名区小林）
  - 浜北病院（浜名区小松）
  - 協立十全病院（浜名区平口）
  - 遠江病院（浜名区中瀬）
  - 浜北さくら台病院（浜名区四大地）
- 天竜区
  - 医療法人弘遠会 天竜すずかけ病院（天竜区二俣町二俣）

#### 文化施設
図書館
博物館
- 浜松市楽器博物館（中央区中央三丁目）
- 浜松市博物館（中央区蜆塚四丁目）
- 浜松市復興記念館（中央区利町）
- 浜松市伊場遺跡資料館（中央区東伊場二丁目）（2010年（平成22年）に閉館。）
- 犀ヶ崖資料館（中央区元城町） - 鼠小僧の墓
- 浜松市舞阪郷土資料館（中央区舞阪町舞阪）
- 浜松市姫街道と銅鐸の歴史民俗資料館（浜名区細江町気賀）
- 浜松市・市民ミュージアム浜北（浜名区貴布祢）
- 浜松市春野歴史民俗資料館（天竜区春野町宮川）
- 浜松市水窪民俗資料館（天竜区水窪町地頭方）

美術館
- 浜松市美術館（中央区松城町）
- クリエート浜松（中央区早馬町）
- 浜松文芸館（クリエート浜松内）
- 浜名湖舘山寺美術博物館（中央区舘山寺町）
- なゆた・浜北（浜名区貴布祢）
- 浜松市秋野不矩美術館（天竜区二俣町）……設計：藤森照信

生涯学習施設・社会文化施設
- 浜松科学館（中央区北寺島町）
- 浜松こども館（中央区鍛冶町）
- 鴨江アートセンター（中央区鴨江町）
- 浜松市地域情報センター（中央区中央一丁目）
- 賀茂真淵記念館（中央区東伊場一丁目）
- 木下惠介記念館（中央区栄町）
- 浜松市産業展示館（中央区流通元町）
- 浜松市天文台（中央区福島町）
- 浜松まつり会館（中央区中田島町）
- 航空自衛隊浜松広報館（中央区西山町）
- 内山真龍資料館（天竜区大谷）
- 白井鐵造記念館（天竜区春野町宮川）
- 静岡県立観音山少年自然の家（浜名区引佐町東久留女木）
- 浜松市かわな野外活動センター（浜名区引佐町川名）
- 静岡県立三ケ日青年の家（浜名区三ヶ日町都筑）
- 浜松市立青少年の家（中央区住吉）

劇場・ホール
- アクトシティ浜松（大ホール、中ホール、展示イベントホール）
- サーラ音楽ホール
- 浜松市男女共同参画・文化芸術活動推進センター（あいホール）
- 浜松市勤労会館（Uホール）
- 浜松市福祉交流センター
- クリエート浜松
- 浜松市浜北文化センター（大ホール、小ホール）
- なゆた・浜北
- 浜松市教育文化会館（はまホール）……2015年3月に休館となり廃止

#### 運動施設
主なスポーツ施設
- 和地山公園（中央区和地山三丁目）
- 浜松市北部水泳場（中央区高丘西四丁目）
- 浜松市武道館（中央区西浅田二丁目）
- 四ツ池公園陸上競技場（中央区上島六丁目）
- 浜松球場（中央区上島六丁目）
- 花川運動公園庭球場（浜松新電力テニスコート）（中央区西丘町）
- 浜松オートレース場（中央区和合町）
- 浜松アリーナ（中央区和田町）
- 浜松毎日ボウル（中央区有玉南町）
- 古橋廣之進記念浜松市総合水泳場 (ToBiO) （中央区篠原町）
- 舞阪総合体育館（舞童夢）（中央区舞阪町舞阪）
- クイック浜名（中央区佐浜町）
- 遠州灘海浜公園球技場（中央区江之島町）
- 可美公園（中央区増楽町）
- 弓道場（中央区増楽町）
- ホンダ都田サッカー場（浜名区都田町）
- 浜北武道館（浜名区竜南）
- 浜北総合体育館（サーラグリーンアリーナ）（浜名区平口）
- 浜北平口サッカー場（サーラグリーンフィールド）（浜名区平口）
- 明神池運動公園（浜名区四大地）
- 天竜川運動公園（浜名区八幡・永島・中瀬）
- 天竜球場（天竜区船明）

## 対外関係

### 姉妹都市・提携都市

#### 国内
音楽文化友好都市
| 都市名 | 都道府県 | 提携年月日                                         |
| ------ | -------- | -------------------------------------------------- |
| 札幌市 | 北海道   | 2009年（平成21年）5月14日 音楽文化都市交流宣言締結 |

その他
- 外国人集住都市会議
静岡県浜松市が中心に呼びかけ、日本国内の外国人が多く住む街の自治体や国際交流協会などが集まり、外国人住民が多数居住する都市の行政と地域の国際交流のために設立された組織。

#### 海外
姉妹都市
| 都市名         | 国名           | 地域名           | 提携年月日                                                                              |
| -------------- | -------------- | ---------------- | --------------------------------------------------------------------------------------- |
| キャマス市     | アメリカ合衆国 | ワシントン州     | 1981年（昭和56年）9月29日 - 旧細江町と姉妹都市提携締結                                  |
| ポータービル市 | アメリカ合衆国 | カリフォルニア州 | 1981年（昭和56年）2月16日 - 旧三ヶ日町と姉妹都市提携締結                                |
| シェヘリス市   | アメリカ合衆国 | ワシントン州     | 1990年（平成2年）10月22日 - 旧引佐町と姉妹都市提携締結                                  |
| ロチェスター市 | アメリカ合衆国 | ニューヨーク州   | 1996年（平成8年）音楽文化友好交流協会締結 2006年（平成18年）10月12日 - 姉妹都市提携締結 |

友好提携都市
| 都市名       | 国名               | 地域名                 | 提携年月日                                           |
| ------------ | ------------------ | ---------------------- | ---------------------------------------------------- |
| ワルシャワ市 | ポーランド共和国   | マゾフシェ県           | 1990年（平成2年）10月22日 - 音楽文化友好交流協会締結 |
| マナウス市   | ブラジル連邦共和国 | アマゾナス州           | 2008年（平成20年）6月20日 - 産業交流都市締結         |
| 瀋陽市       | 中華人民共和国     | 遼寧省                 | 2010年（平成22年）8月28日 - 友好交流都市提携締結     |
| 杭州市       | 中華人民共和国     | 浙江省                 | 2012年（平成24年）4月6日 - 友好交流都市提携締結      |
| 台北市       | 中華民国（台湾）   | （直轄市）             | 2013年（平成25年）7月31日 - 観光交流都市提携締結     |
| ボローニャ市 | イタリア共和国     | エミリア・ロマーニャ州 | 2014年（平成26年）4月23日 - 音楽文化交流協会締結     |
| バンドン市   | インドネシア共和国 | 西ジャワ州             | 2014年（平成26年）12月19日 - 文化環境協会締結        |

その他
この他にも2014年にはユネスコの創造都市に認定された（国内では神戸市、名古屋市、金沢市、札幌市に続く5番目に鶴岡市と共に認定。音楽部門ではアジア初）。

### 国際機関

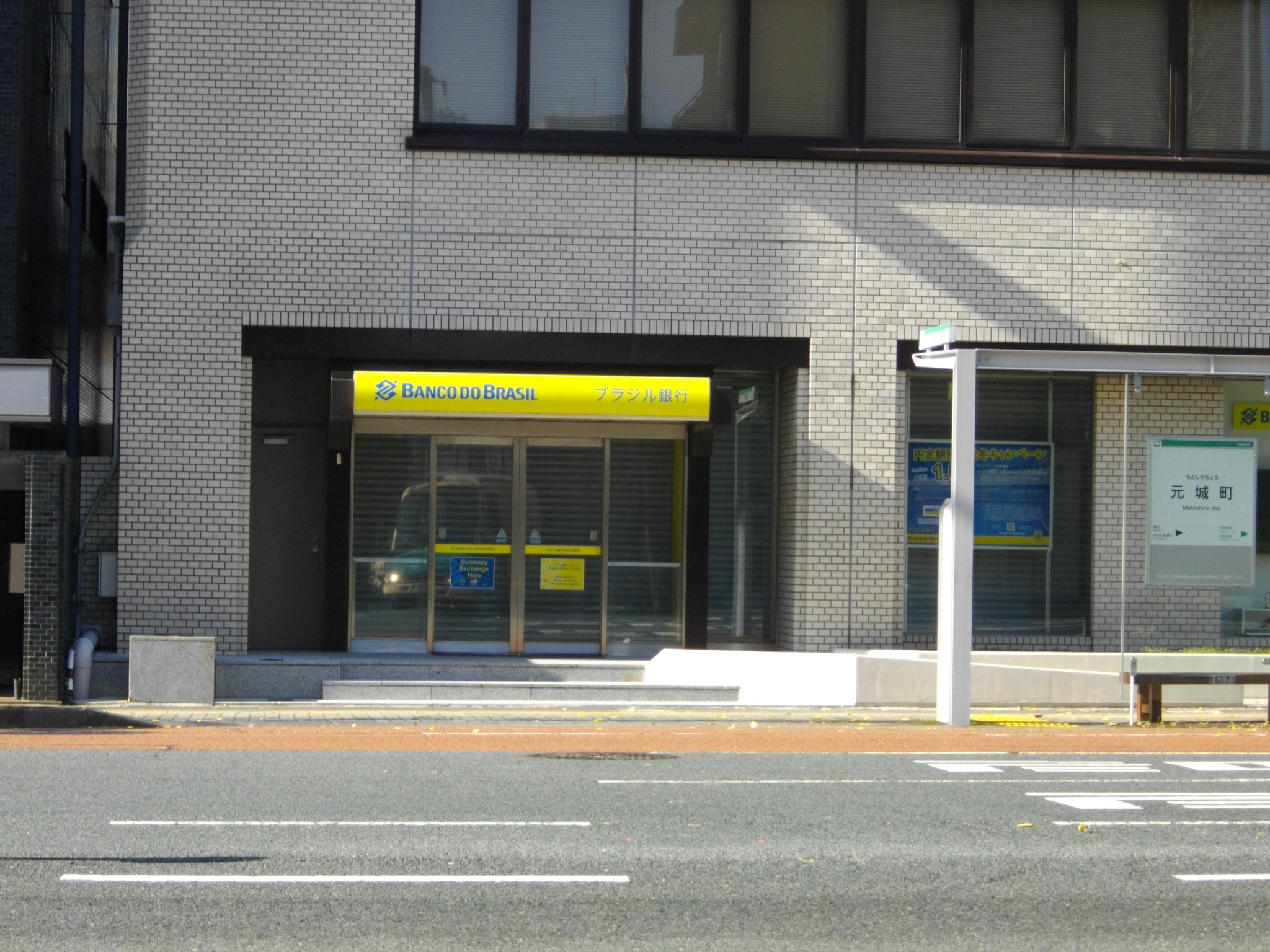
ブラジル銀行浜松支店

首都東京以外の地方都市でブラジルの総領事館があるのは、同市と愛知県名古屋市のみである。

浜松は名古屋と並んで、東海地方に多い在日ブラジル人コミュニティの中心都市の一つとなっている為、ブラジルの文化が多く見られる都市でもある。

#### 領事館
総領事館
- 在浜松ブラジル連邦共和国総領事館

名誉総領事館
- 在浜松ハンガリー名誉総領事館

#### 外国金融機関
- ブラジル銀行 浜松支店

## 経済

### 第一次産業

#### 農業
浜松市に合併された地区を中心に農業が盛んであり、農業産出額は全国4位となっている（2006年）。野菜や花き、果実の他に、浜名区の区域の内、旧浜北市の区域では植木生産が行われ、天竜区などの北部森林地域は、東海地方屈指の林業地帯となっている。
主な農産物
浜松市において産出されている品目のうち、産出額が上位15位以内のものを掲載する。
- みかん - 主要な作目の1つとなっており、「浜名湖みかん」というブランドで全国に出荷されている。特に浜名区三ヶ日地区のみかんについては品質が優れていることから「三ヶ日みかん」というブランドが別に与えられ、高値で取引されている。
- 米 - 多くの水田があり、県内1位である。
- 菊 - 愛知県田原市に次ぐ、全国屈指の菊の産地。遠州地方の花きの主力品目。静岡県全体の70%を、浜松市で生産している。
- 茶 - 天竜区天竜地区・春野地区は、「遠州山のお茶」という統一ブランドを持つ。渋味とほのかに残る甘味。
- チンゲンサイ - 浜名湖東岸での生産が盛んで、産出額は全国1位である。
- サツマイモ - 中央区篠原地区を中心に、紅高系と紅あずまの品種が栽培されている。
- ジャガイモ - 三方原では、ジャガイモの生産が盛んで、県1位の産出額である。北海道などの主要産地より収穫期が早く高品質であるので端境期の高級食材として有名シェフ等に利用されている。
- ネギ - 中央区の旧東区では葉葱、旧南区では白葱の生産が主である。
- セロリ - 中央区で主に栽培され、産出額は全国1位である。
- ガーベラ - 中央区庄内・伊佐見・和地地区での生産が盛んで、産出額は全国1位である。
- 畜産業 - 豚肉は「浜名湖もちぶた」、牛肉は「静岡そだち」としてブランド化されている。牛乳や鶏卵の生産も行われている。

#### 漁業
代表的な水産物
- ウナギ - かつては浜松の特産品として全国的に有名だったが、1990年代から廃業が進み現在は県内シェア10%程度まで低下[要出典]。
- トラフグ - 遠州灘は日本有数の漁場。その大半が山口県下関市に送られている。
- シラス - シラス干がほとんどだが、舞阪地区近くでのみ食べられる生シラスは絶品である。
- アサリ・カキ - 生産量は少ない。
- ノコギリガザミ - 浜名湖の名産品。ドウマンガニと呼ばれ淡白でうまみのある肉質。
- クルマエビ - 浜名湖産は比較的小ぶりで、天ぷらまたは生食用。
- ノリ - 古くから舞阪地区周辺で養殖される。「浜名湖のり」としてブランド化されている。
- スッポン - 全国の70%を浜名湖周辺で生産する。
- ハモ - 京都で祇園祭の頃に消費されるハモの大半は浜名湖産であるといわれている。

その他の水産物
- 浜名湖 - ウナギ、スズキ、サヨリ、イワシ、エビ、カニ、タイ、シラスウナギ、ヒラメ、アサリ、ノリ、カキ
- 遠州灘 - フグ、シラス、イワシ、タチウオ、ヒラメ、タイ、イサキ、スズキ、カツオ、サワラ、アジ
- 天竜川 - アユ、アマゴ
- 養殖 - ウナギ、スッポン、アユ

主な漁港
- 村櫛漁港（中央区村櫛町）
- 舞阪漁港（中央区舞阪町舞阪）

### 第二次産業

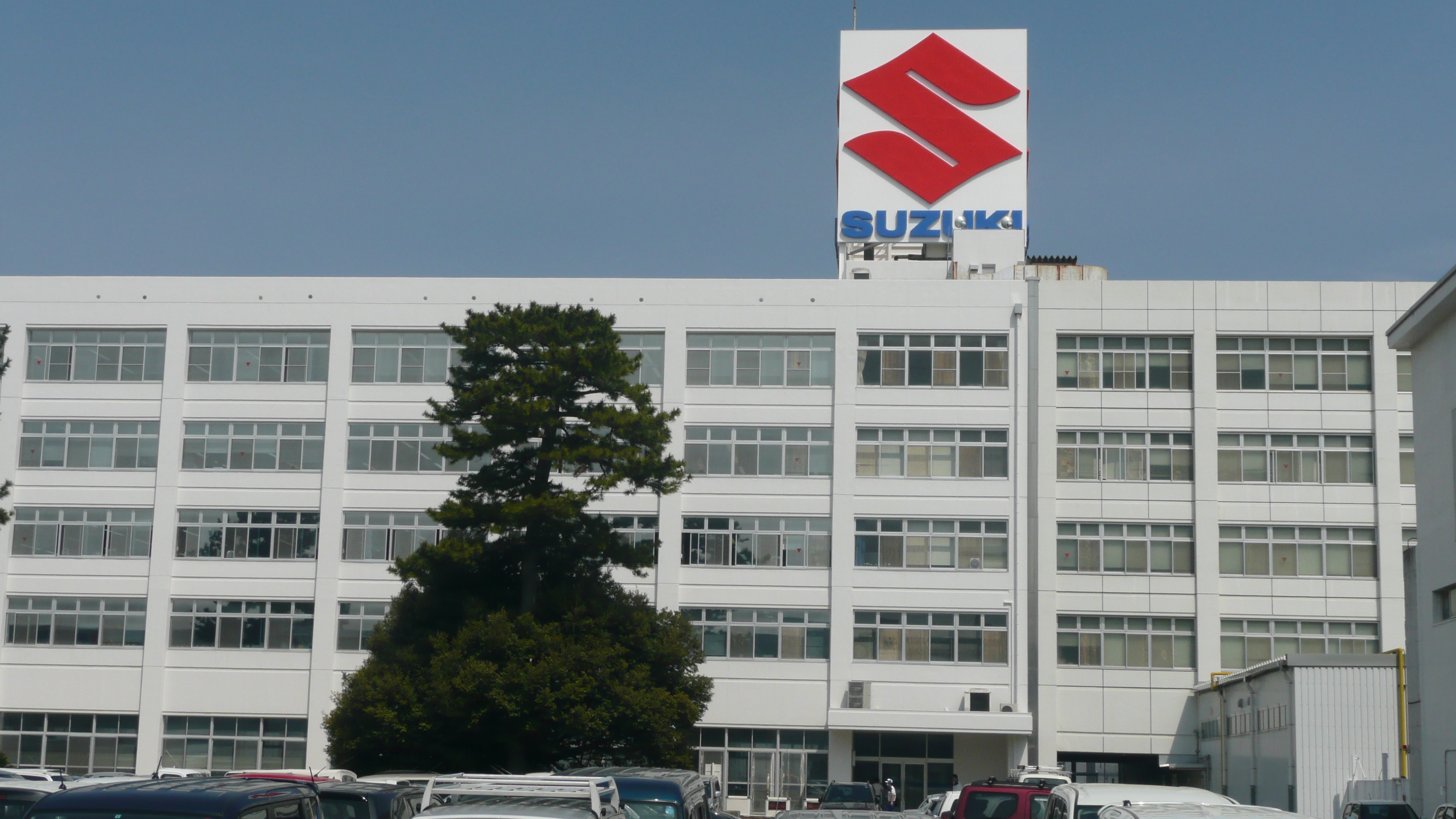
スズキ本社

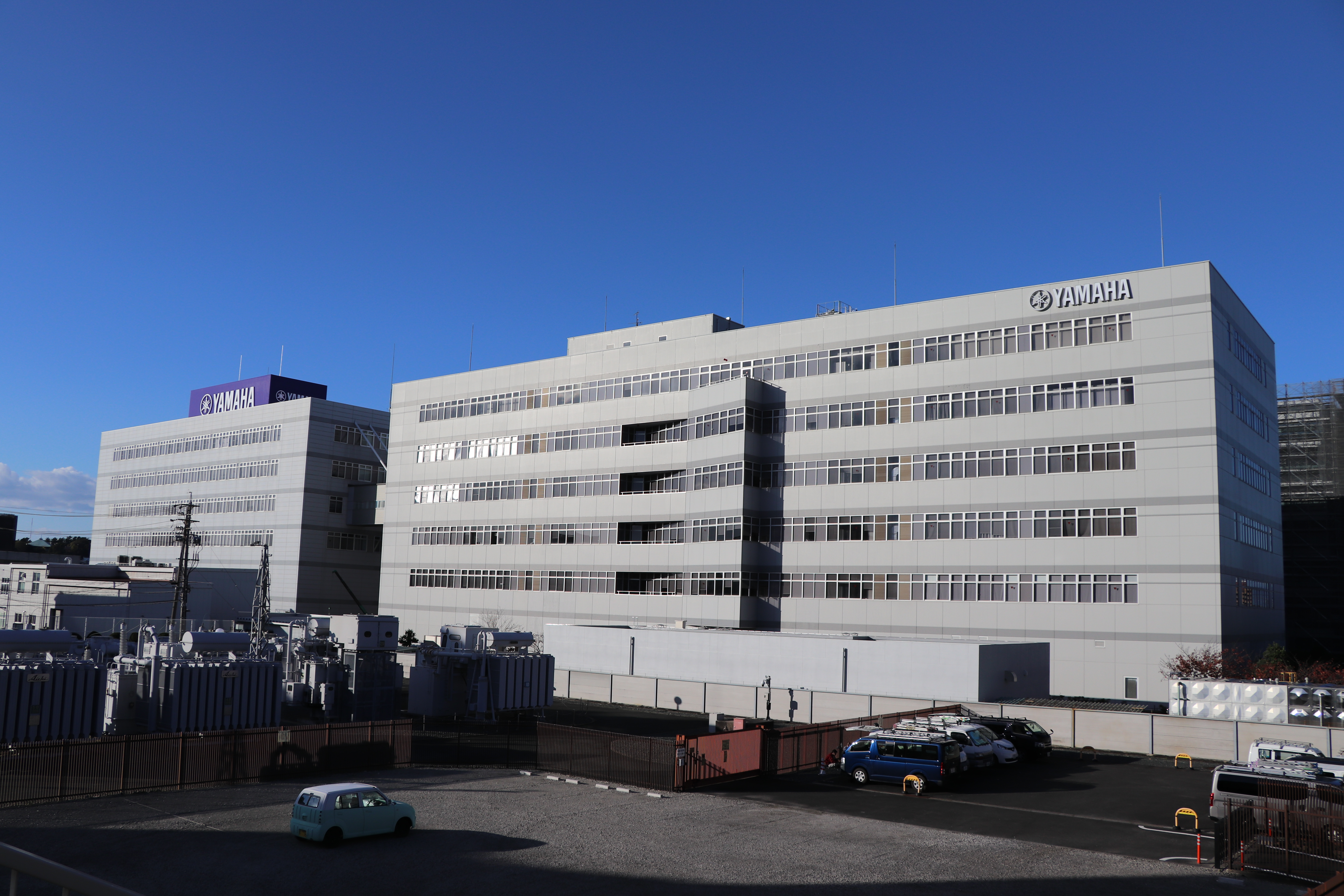
ヤマハ本社

#### 工業
浜松市は東海工業地域を代表する工業都市であり、本地を発祥とするホンダは今なおトランスミッションや船外機の工場を置く。他にもスズキや楽器メーカーのヤマハといった国内屈指の大企業も本社を構え、製造品出荷額は2兆円を超える（県内では静岡市に次ぐ第2位）。浜松の工業の大半は小規模工場で、その多くは繊維、楽器、自動車・オートバイに関連する大企業の下請け工場である。近年、ホンダやスズキなどの工場再編計画で下請け企業にとって厳しい状況である。
市街地の周りには古くからある繊維工場や楽器、機械工場があり、郊外には輸送用機器工場などの大規模工場が各工業団地とともに分布している。北区の都田テクノポリスや細江テクノタウンには、先端技術産業の工場や研究施設が設置されている。
工業の歴史
繊維産業
浜松は江戸時代から綿織物の産地として栄え、明治時代には現在の笠井を中心として綿織物の大生産地となった。
楽器製造業
明治後半に山葉寅楠がオルガンを製作したことから始まった楽器工業は、昭和に入ってヤマハと河合楽器の2大メーカーとなり、1960年代の高度経済成長とともに浜松の楽器産業は飛躍的に発展し世界的な楽器の生産地となった。
21世紀に入り、ローランドも大阪市から本社を移転、さらにローランド創業者の梯郁太郎らが市内に新会社 ATV を設立するなど、国内の電子楽器メーカーの浜松市への集積が進んでいる。
輸送機器
戦後にホンダの本田宗一郎が、不要になった軍用無線機の発電用エンジンを改良して自転車に取り付けたことから、浜松のオートバイ産業は始まった。一時は40社に達し、その後長らく市内で完成車の製造は行っていなかったが、スズキの浜松工場の新設に伴い再びオートバイ完成車の製造を行っている。
主要産業
楽器
浜松は、楽器産業が盛んな都市である。市内には、首位のヤマハや河合楽器製作所、ローランドが本社を構えており、日本の三大楽器メーカーが浜松に存在することになる。浜松市の楽器産業はピアノを発祥とし、ピアノ生産の拠点が周辺都市に移った現在でも、電子オルガンや電子ピアノ、シンセサイザーや管楽器、ギターなど、さまざまな楽器の生産が行われている。メロディオン、ピアニカ、ハーモニカなどの生産も多い。
輸送機器
本田技研工業創業の地で、現在でも浜松製作所が存在し、四輪車用AT/M（自動変速機）、CVT（無段変速機）を生産している。また、スズキの本社工場もあるがエンジンの生産のみで、完成車は生産していない。クラッチ板メーカーのエフ・シー・シーなど、部品メーカーも立地している。
繊維産業
浜松には多くの繊維工場が存在し、特に浴衣の生産では全国有数の生産地域となっている。
光電子技術産業
浜松高等工業学校（現静岡大学工学部）助教授（後に教授）の高柳健次郎が、テレビジョンを発明した。高柳の教え子らが創業した浜松ホトニクスの本社と主要工場がある。また、同社を起源として発展成長した光電子技術企業は多く、光ディスク検査機などのトップシェアであるパルステック工業などがある

### 第三次産業
浜松駅のある中心市街地に多くの商店街が形成されているが、空き店舗の増加など商店街の機能低下の課題を抱えている地区が多くなっている。

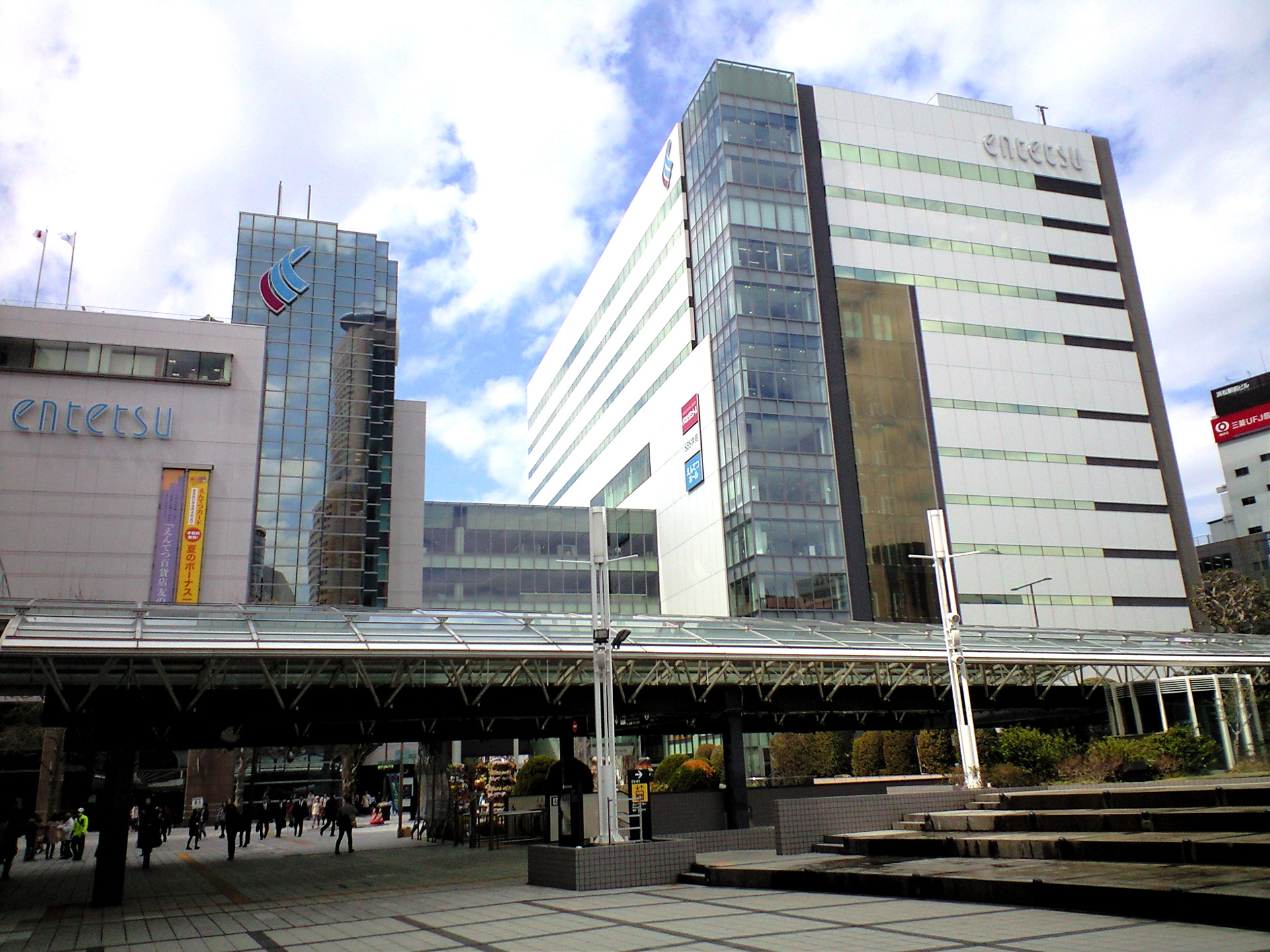
遠鉄百貨店

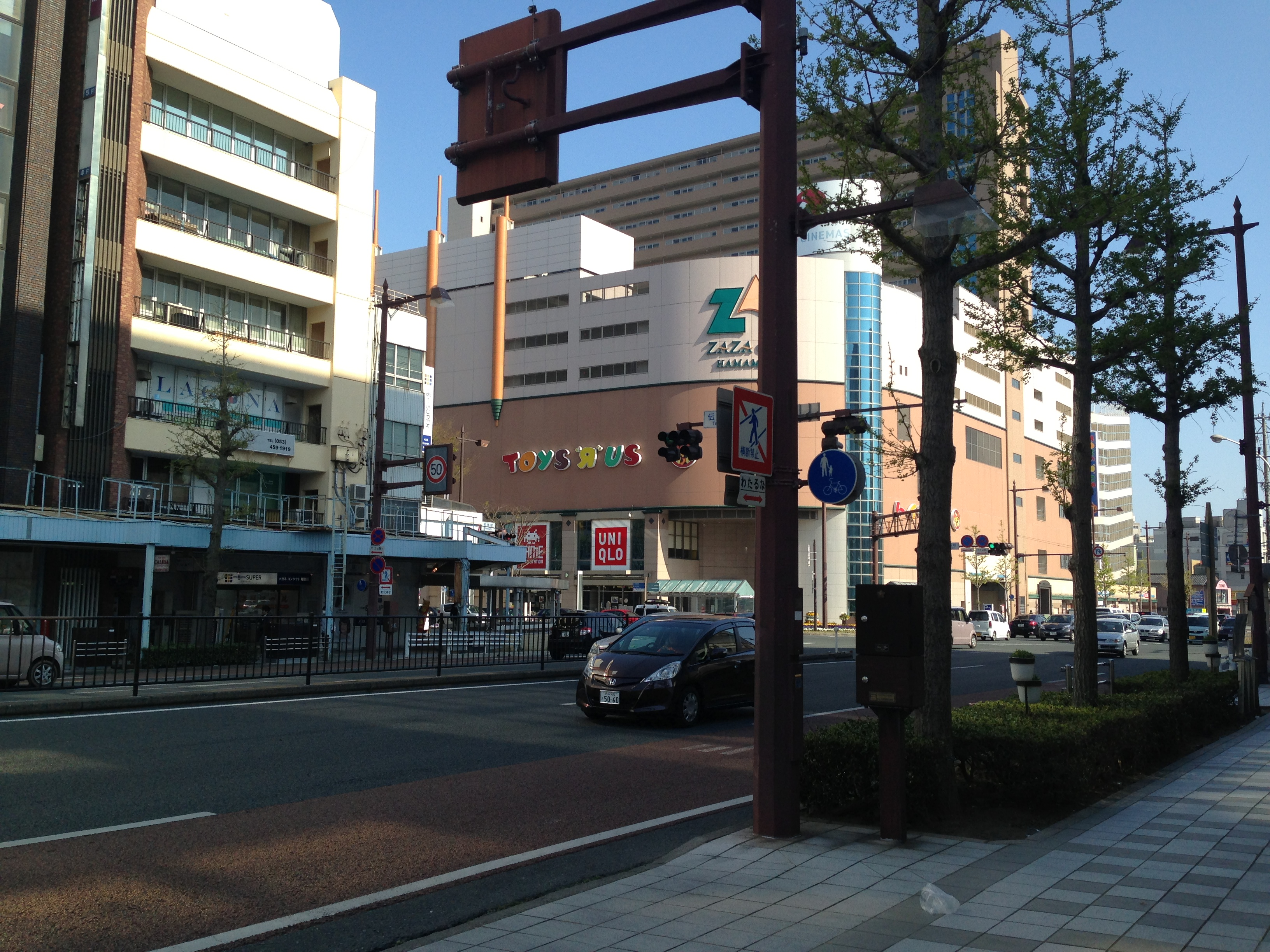
ザザシティ浜松（西館）

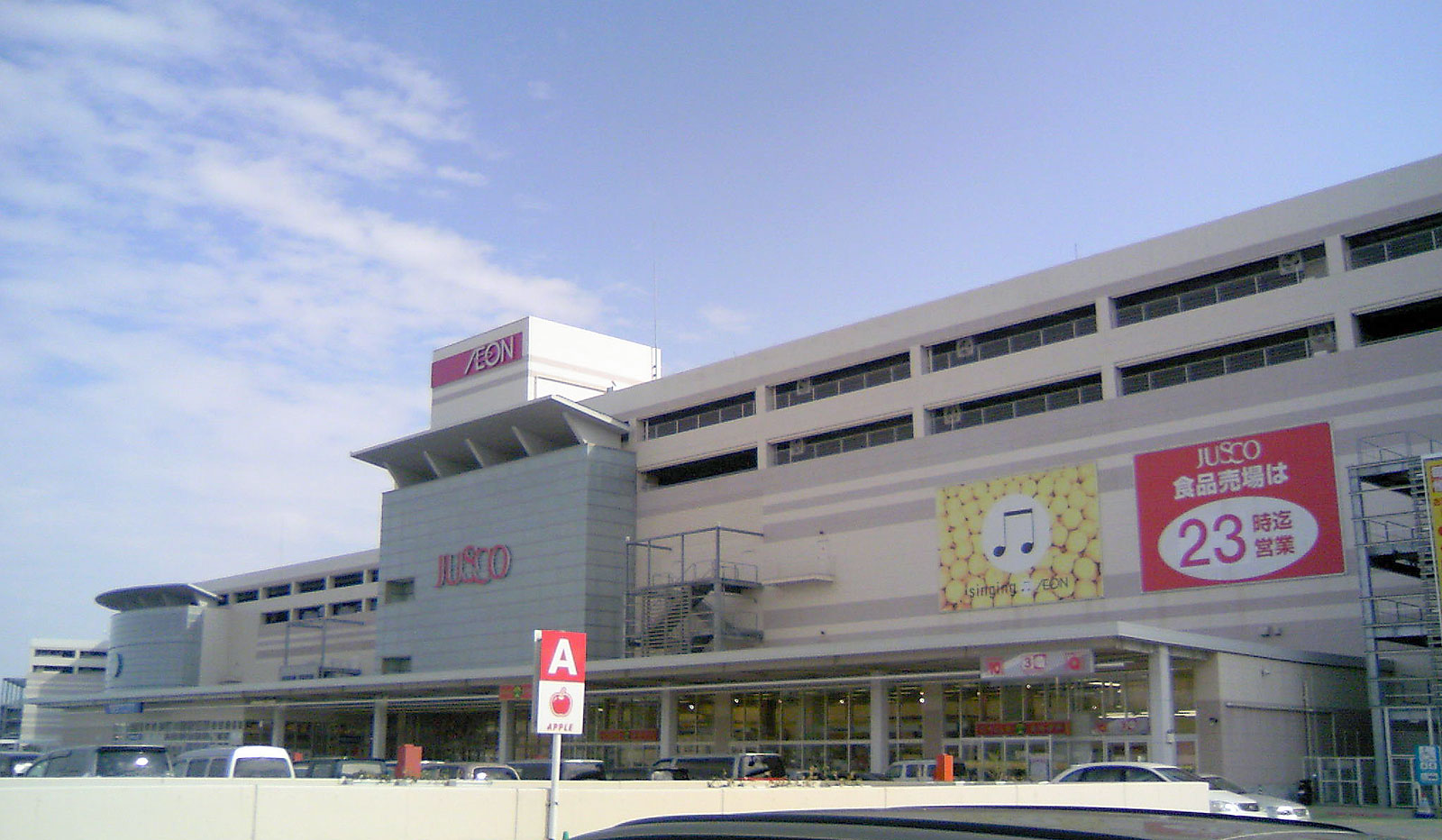
イオンモール浜松志都呂

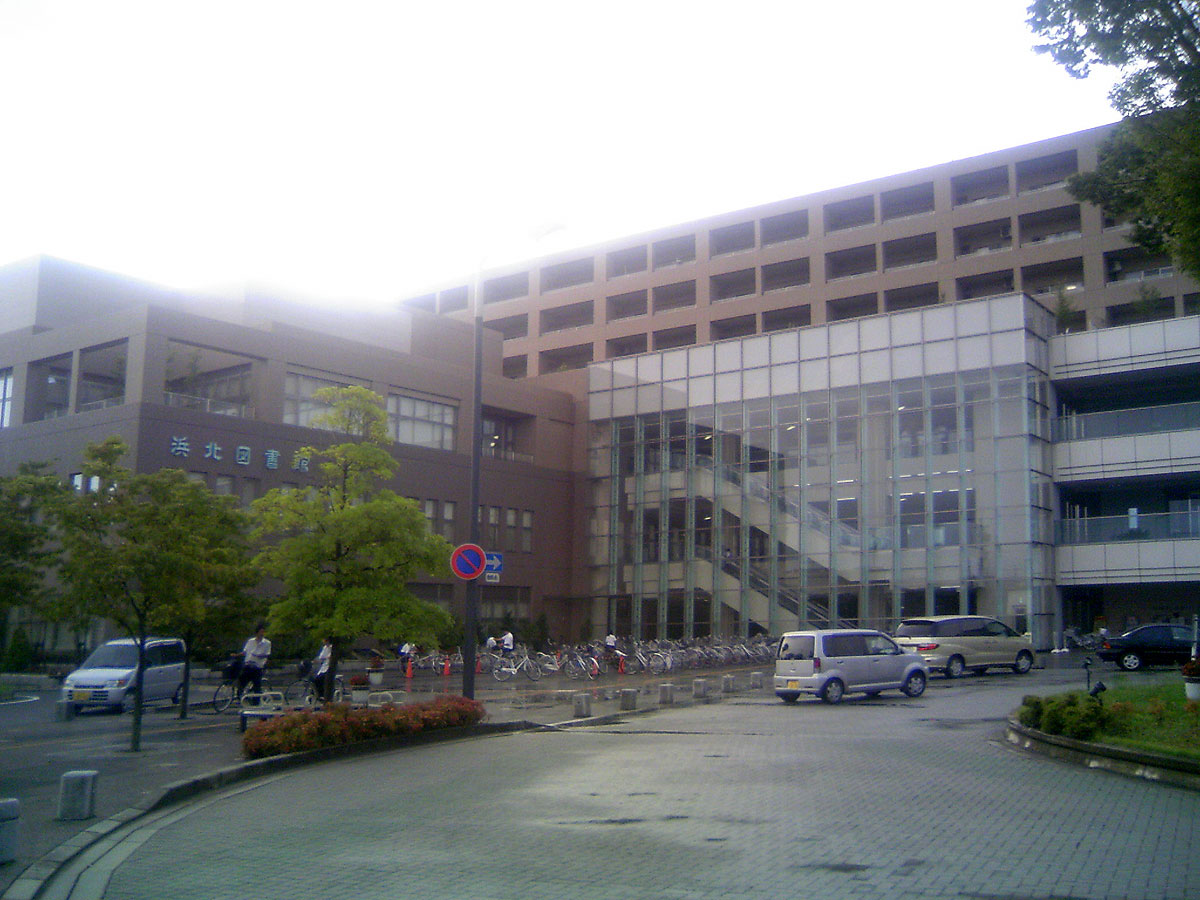
なゆた・浜北

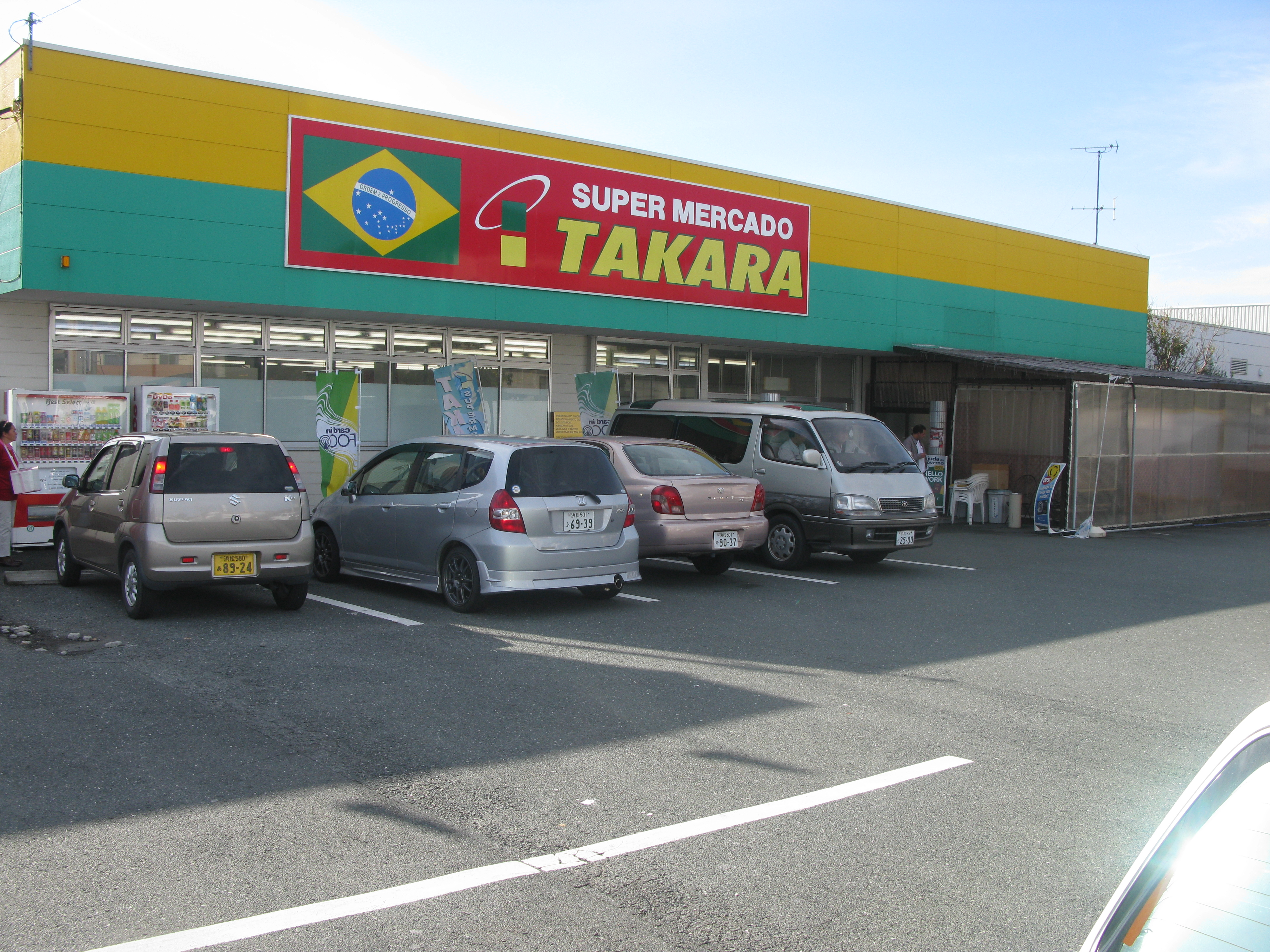
市内のブラジルのスーパー

2013年時点で店舗面積が3,000平米を超す大規模店舗が54店舗存在する。まちづくり三法の制定以降、大規模店舗の出店が急増した。
市域全体で見た場合の小売店舗の売り上げや店舗面積は増加傾向にある。

#### 商業

##### 主要商業地
中心部
商店街
- 有楽街
- モール街
- 肴町通り
- 鍛冶町通り
- ゆりの木通り
- 田町中央通り
- 大手通り
- 広小路通り
- アクト通り
- 砂山銀座商店街（サザンクロス商店街）ほか

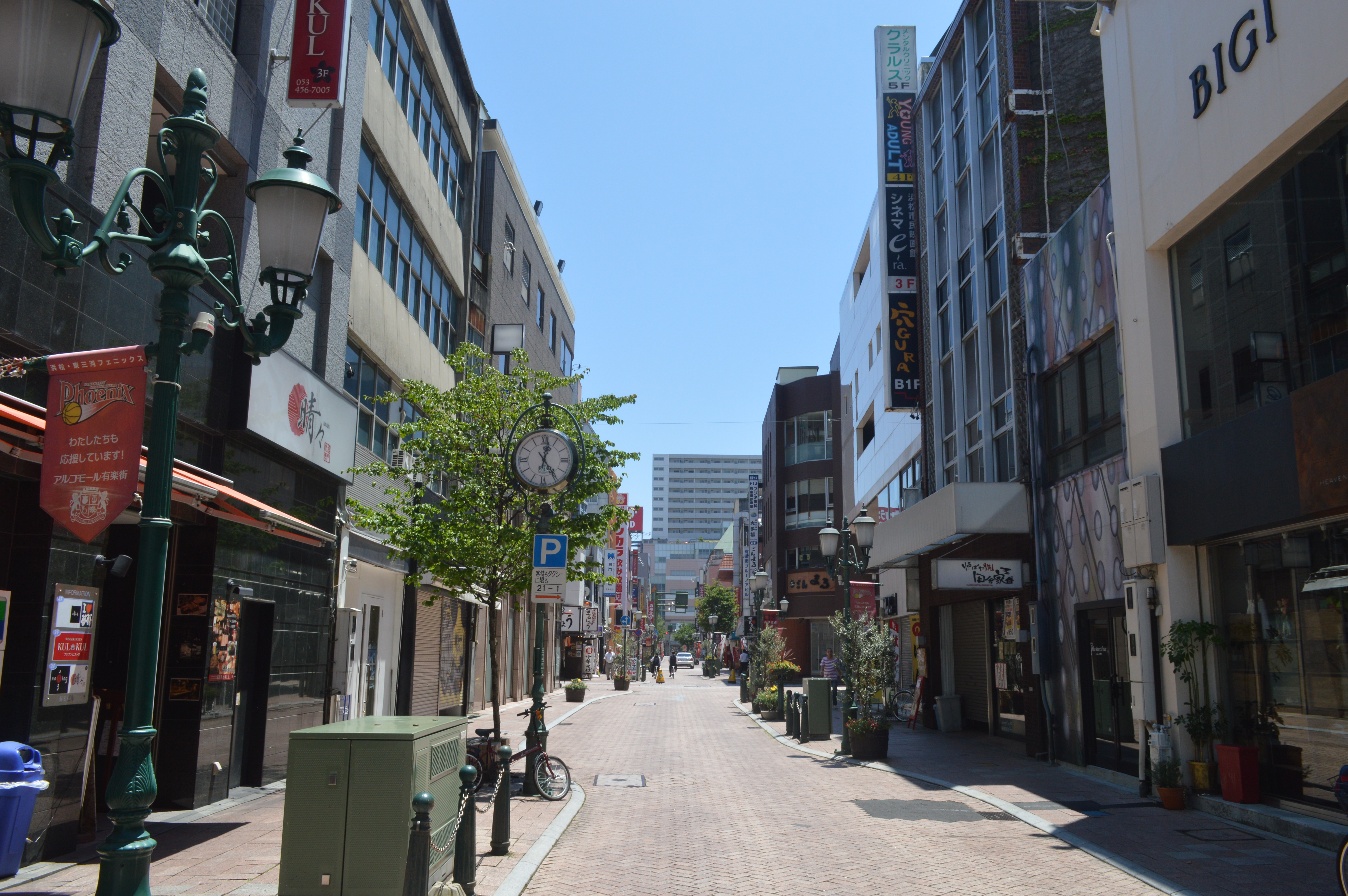
有楽街
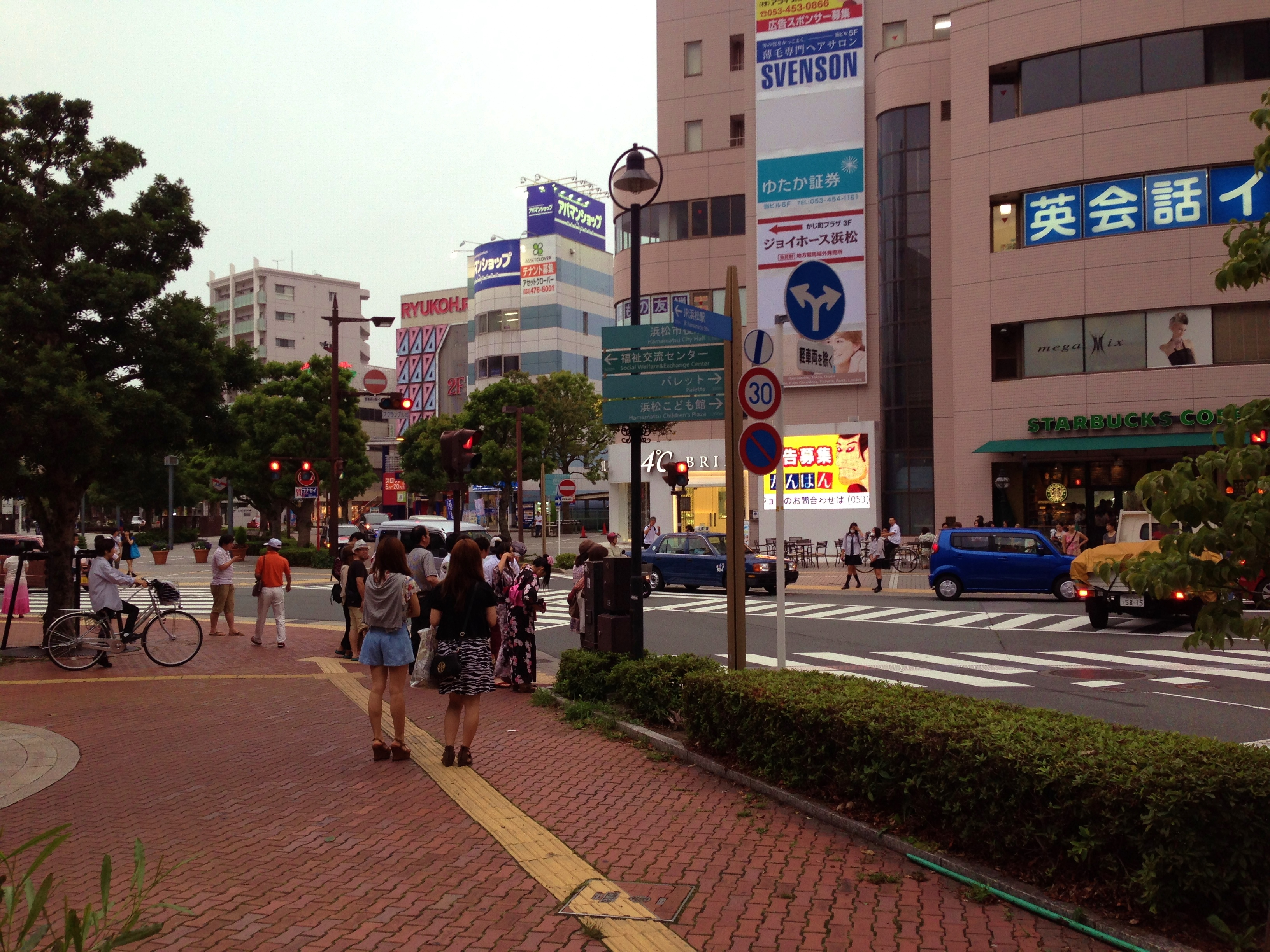
千歳町
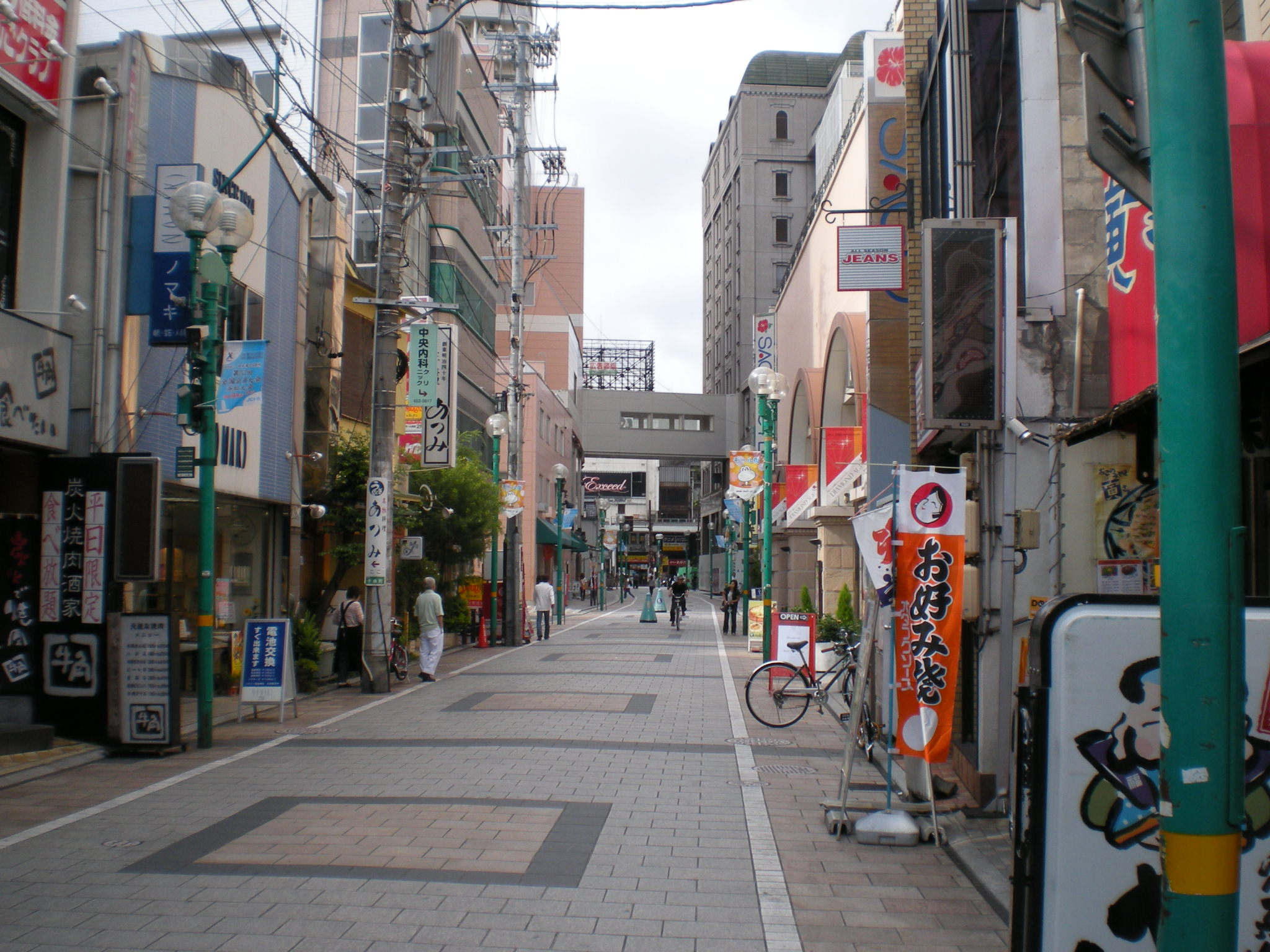
浜松モール街
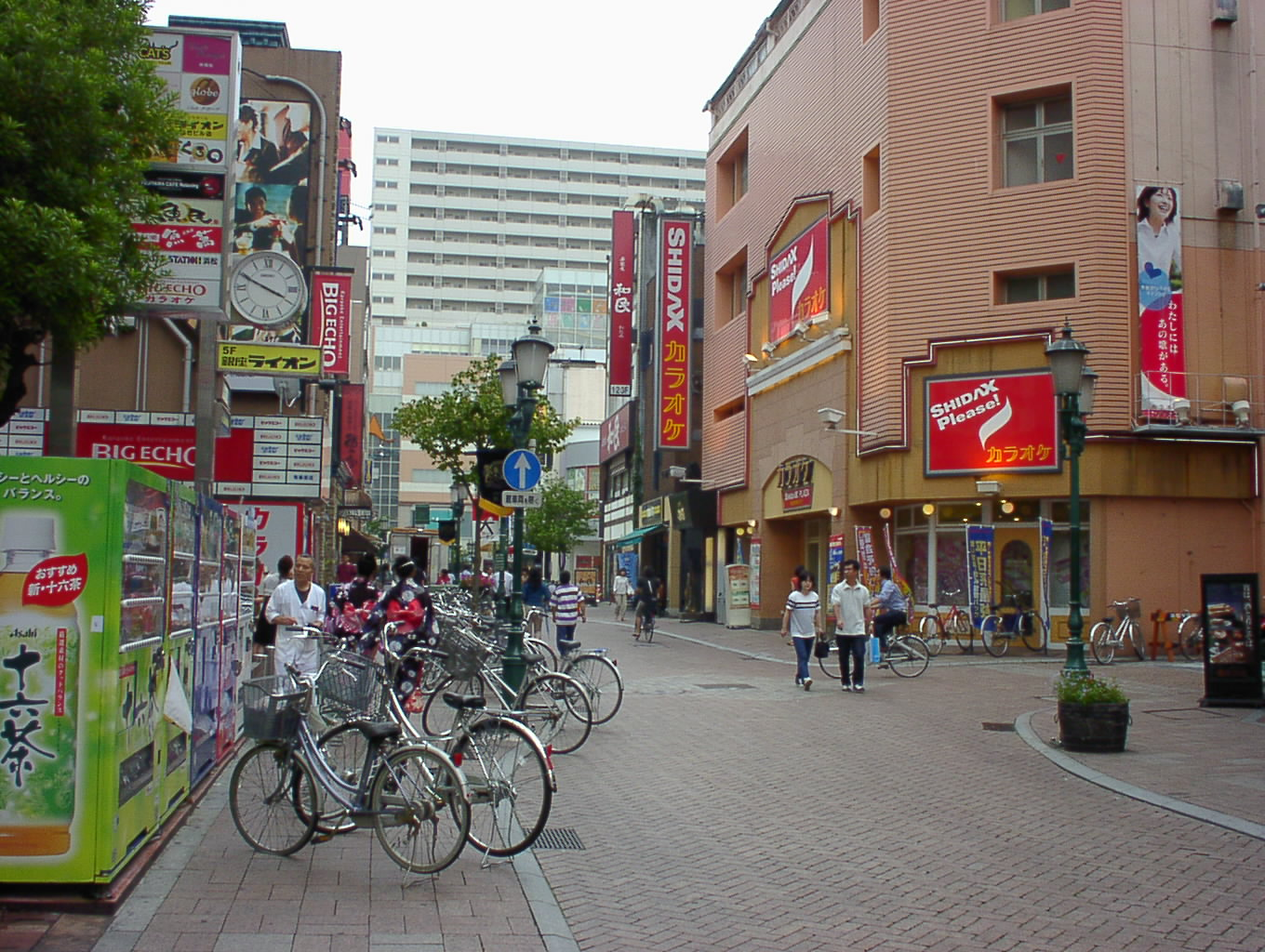
鍛冶町
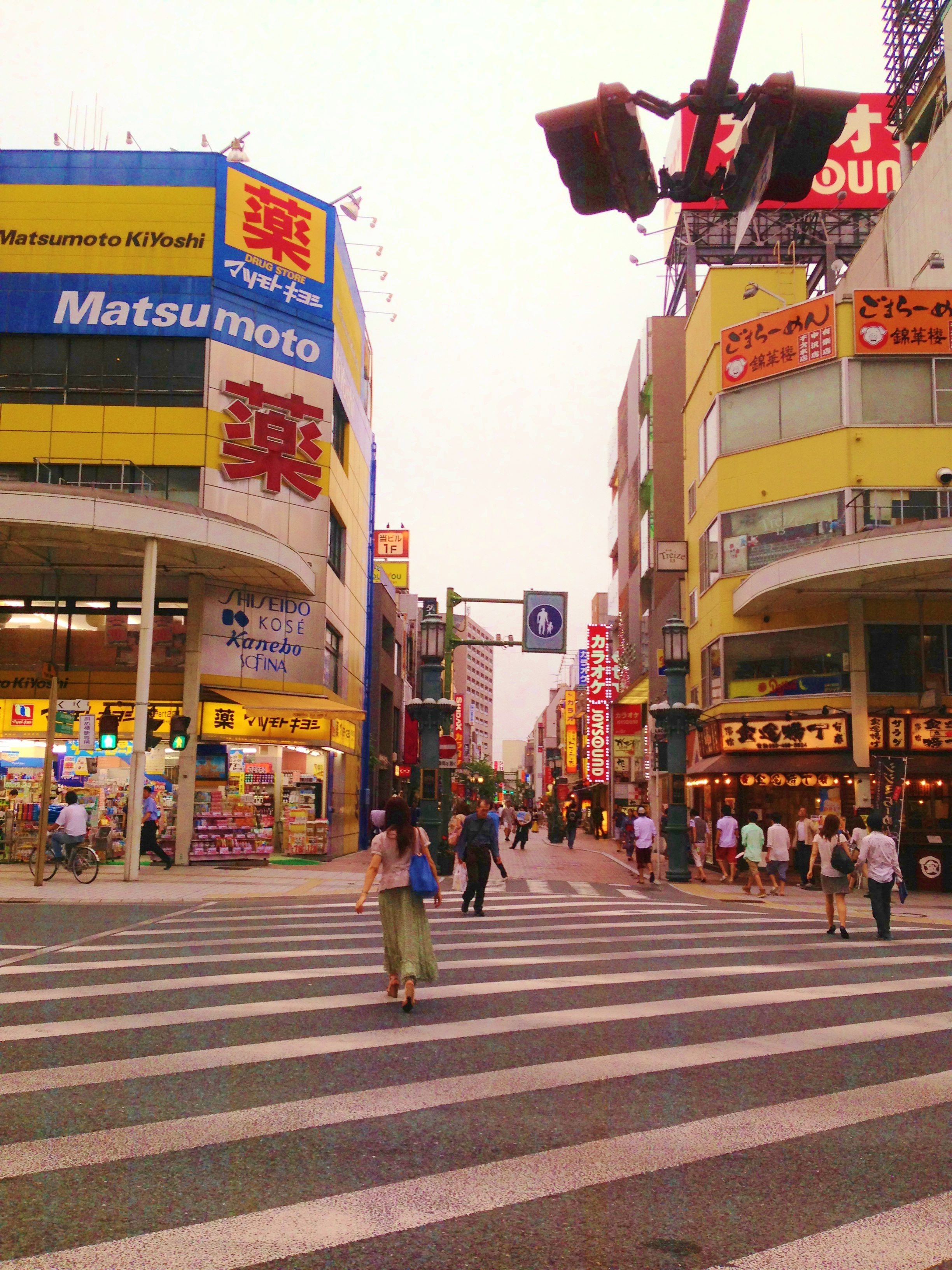
鍛冶町通
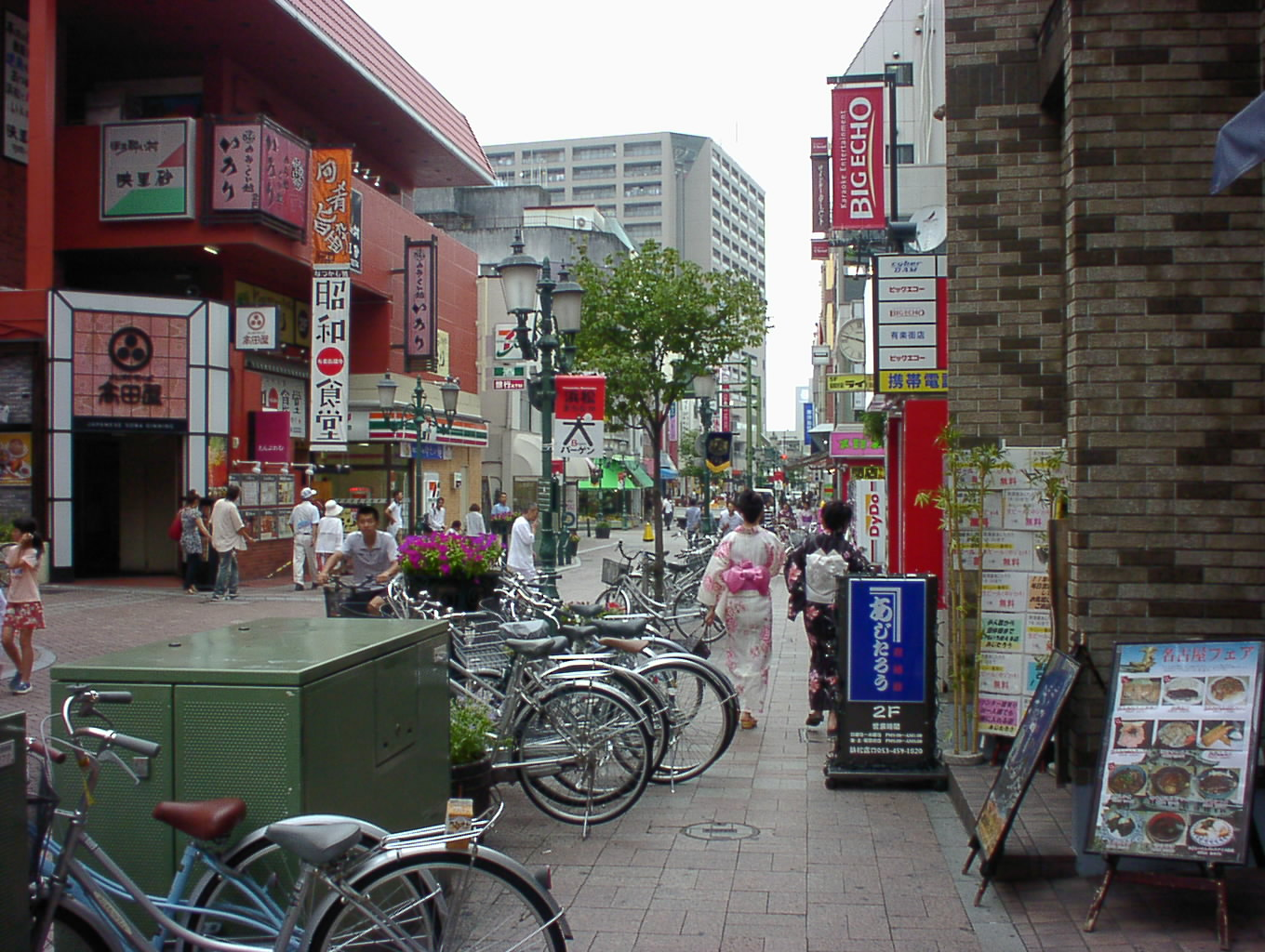
肴町
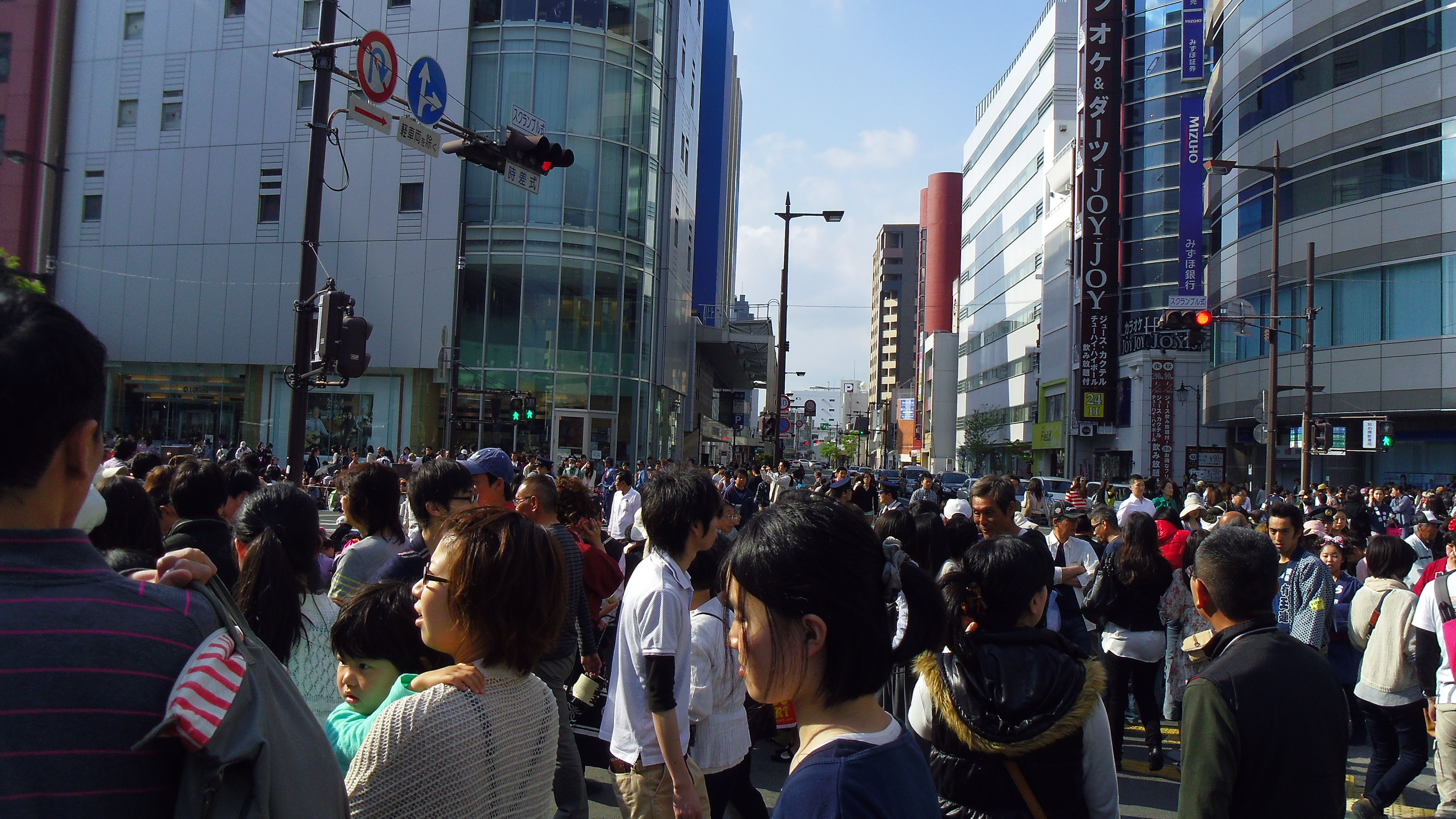
田町
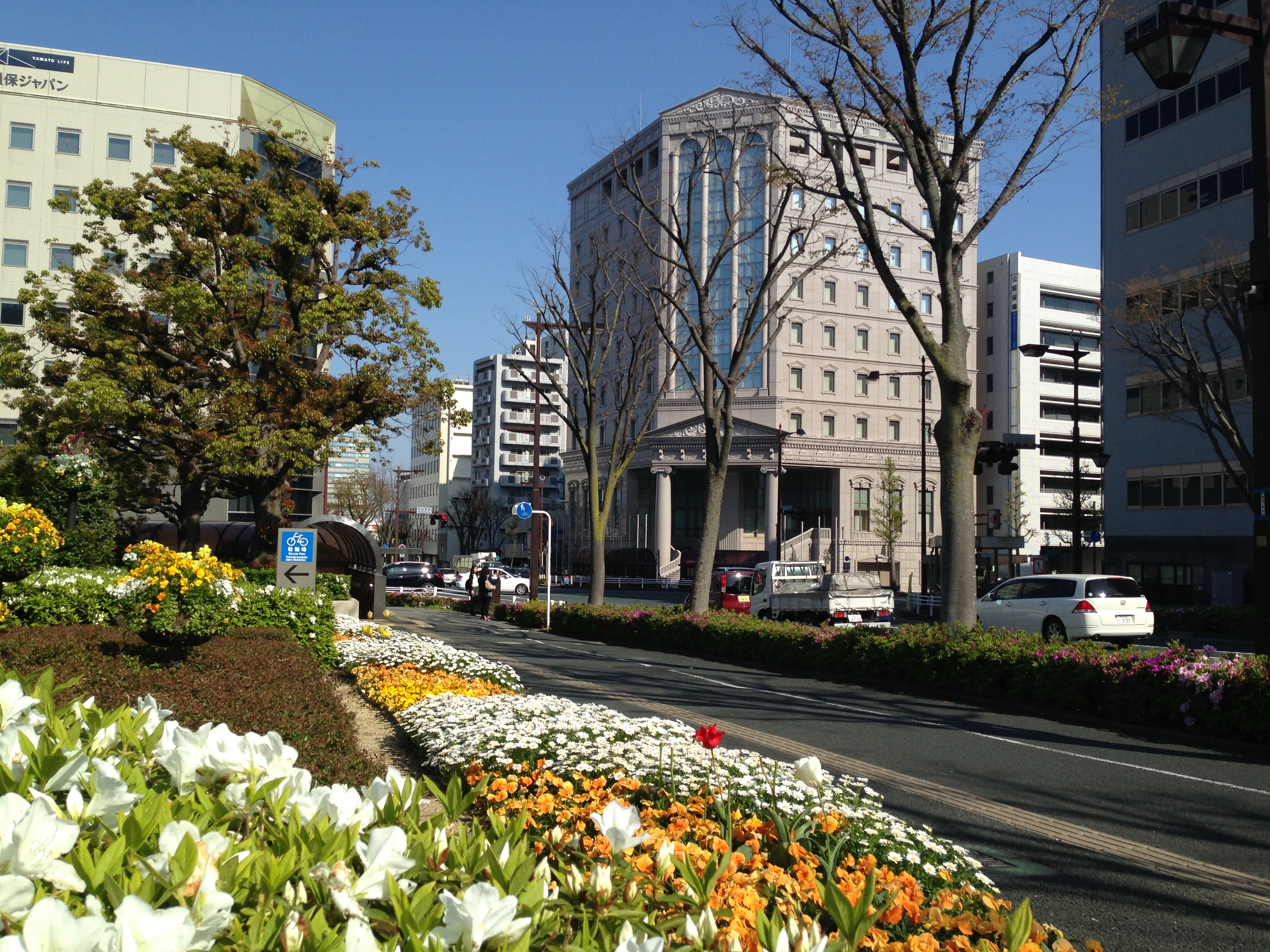
大手通り
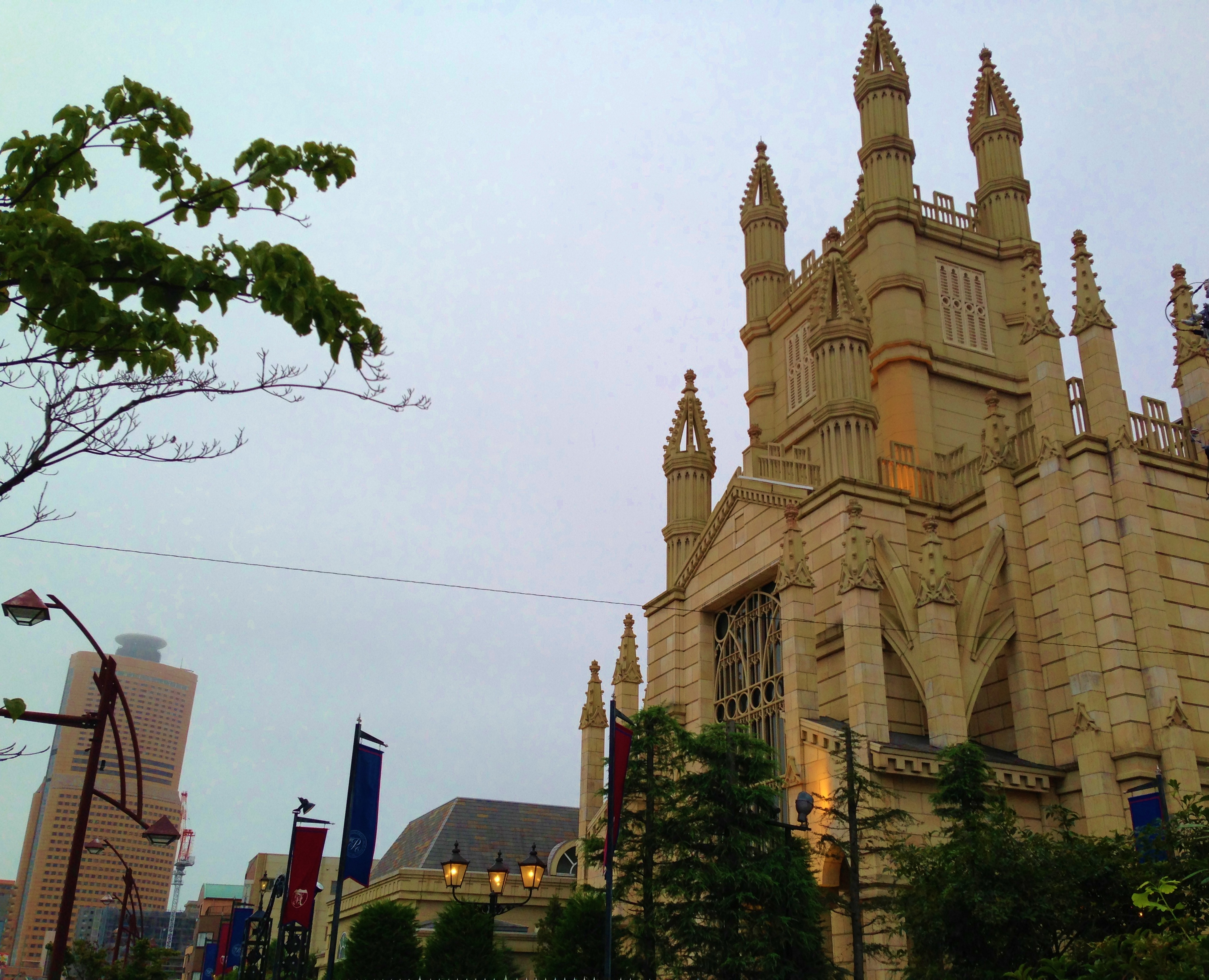
アクト通りとアビー・ラ・トゥール教会
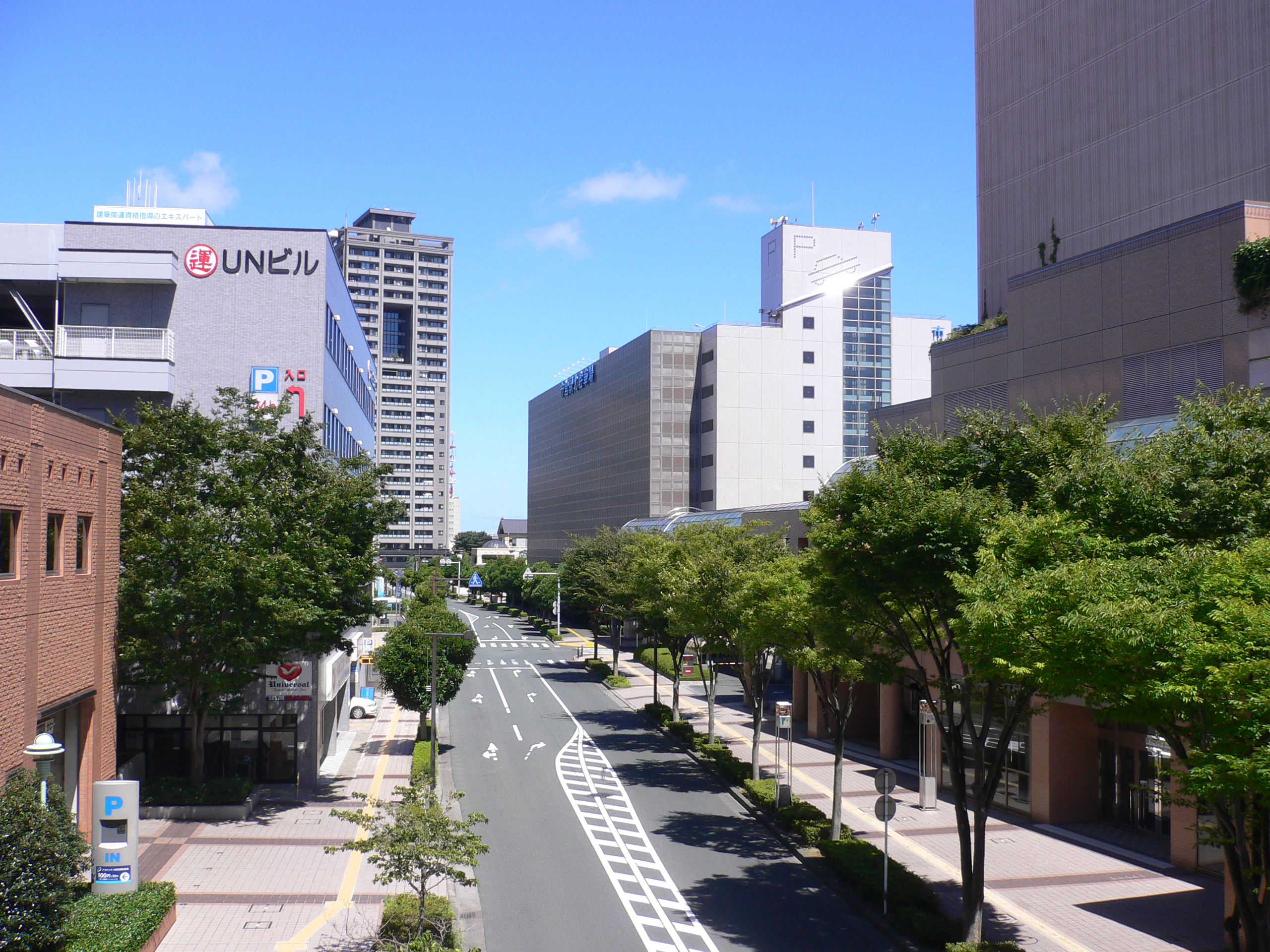
アクトシティ

大型店
- 遠鉄百貨店（本館、新館、UP-ON）
- メイワン（本館、エキマチ、ビックカメラ館）
- アクトプラザ
- ザザシティ浜松
- サゴー(2012/02閉店)
- かじ町プラザ　ほか

郊外の大型店
東部エリア
- イオンモール浜松市野（専門店モール併設）
- ケーズデンキ浜松市野店
- カインズモール浜松市野店
- 創庫生活館
- DCM21浜松店
- 浜松プラザ（専門店モール併設） ほか
- ピーワンプラザ天王
- リブロス笠井

西部エリア
- イオンモール浜松志都呂（専門店モール併設）
- イオン浜松西ショッピングセンター
- MEGAドン・キホーテ浜松可美店
- カインズモール浜松雄踏店 ほか

北部エリア
- MEGAドン・キホーテUNY浜松泉町店
- MEGAドン・キホーテ 浜松三方原店
- カインズモール浜松都田テクノ店 ほか
- プレ葉ウォーク浜北
- サンストリート浜北（西友）
- なゆた・浜北

南部
- マックスバリュエクスプレス浜松飯田店

### 金融機関

#### 本店を有する信用金庫
- 浜松磐田信用金庫
- 遠州信用金庫

浜松市に本店を置く（第一）地方銀行・第二地方銀行は存在しないが、上記の2つの信用金庫が市内全域に
店舗網を有している。

#### 都市銀行（メガバンク）
- 三井住友銀行浜松法人営業部・浜松支店
- 三菱UFJ銀行浜松支店
- みずほ銀行浜松支店・浜松法人支店
- りそな銀行浜松支店

#### 信託銀行・外国銀行
- みずほ信託銀行浜松支店
- ブラジル銀行浜松支店

#### 地方銀行・第二地方銀行
浜松市内の代表店舗を掲載する。
- 静岡銀行浜松営業部
- スルガ銀行浜松支店
- 清水銀行浜松支店
- 静岡中央銀行浜松支店
- あいち銀行浜松支店
- 名古屋銀行浜松支店

#### 政府系・系統金融機関ほか
- 日本政策金融公庫浜松支店
  - 国民生活事業（旧国民生活金融公庫）と中小企業事業（旧中小企業金融公庫）の2業務を取り扱い。
- 商工組合中央金庫（商工中金）浜松支店
- 静岡県信用農業協同組合連合会（JAバンク静岡）浜松支店
- 静岡県労働金庫（静岡ろうきん）浜松中央支店　浜松地区の代表店舗。
- ゆうちょ銀行浜松店（名古屋支店浜松出張所）浜松郵便局の局舎内に出店。

### 拠点を置く主要企業
地方公営企業
- 浜松市上下水道部（検針、収納などの業務を一部民間会社に委託している）

本社
楽器・音楽関連産業
- ヤマハ（楽器、電子機器製造）
- 河合楽器製作所（楽器製造）
- ローランド（電子系楽器類製造）
- ボス（エフェクタ製造）
- 鈴木楽器製作所（ハーモニカ・メロディオン製造）
- 東海楽器製造（楽器製造）

自動車関連産業
- スズキ（自動車・オートバイ製造）
- ユタカ技研（排気系・駆動系部品製造）
- THKリズム（自動車部品製造）
- エンケイ（同上）
- エンシュウ（同上）
- 共和レザー（合成樹脂製品製造）
- エフ・シー・シー（クラッチ等製造）
- ROKI（各種フィルタ製造）

光関連・精密機器
- 浜松ホトニクス（光電子デバイス製造・開発）
- ローランド ディー. ジー.（プロッタ製造）
- パルステック工業（光ディスク製造）

繊維・紡績
- 丸八真綿（寝具製造）
- テイボー（マーキングペン先の製造）
- レワード（野球用ユニフォーム製造）

その他
- 春華堂（菓子製造。「うなぎパイ」など）
- 三立製菓（菓子製造）
- YKマルト（製パン業。山崎製パングループ）
- 花の舞酒造（酒製造「花の舞」など）
- 炭焼きレストランさわやか（飲食店）
- 五味八珍（飲食店）
- 鳥居食品（調味料製造「トリイソース」など）
- 遠州鉄道（鉄道、バス、不動産事業、百貨店事業）
- 聖隷福祉事業団（社会福祉法人）
- スクロール（衣料等カタログ通販事業）
- 生活創庫（リサイクルショップチェーン）
- クラ・ゼミ（学習塾）
- ゴードーソリューション（FA関連ソフト開発）
- OMソーラー協会（住宅技術）
- 雑貨屋ブルドッグ（小売業）
- ハマキョウレックス（物流業）
- 沢根スプリング（薄板ばねの製作や線材加工）
- 秋芳堂（カステラ饅頭）
- メガバス（ルアーなどの釣具製造）
- トクラス（住宅機器。旧ヤマハリビングテック）
- クシタニ（ライディングスーツなどの製造販売）
- グッドリビング（住宅の設計・販売）
- 出雲殿（冠婚葬祭業）
- ヒョウドウプロダクツ（ライディングスーツなどの製造販売）
- 浜友A.L.（パチンコ店「楽園」）
- ヤタロー（食品製造、学校給食事業）
- 丸和商店（食品製造）
- ハマネツ（屋外トイレ・仮設トイレ、環境機器製造販売）
- 一条工務店浜松本社（ハウスメーカー）
- 杏林堂（ドラッグストアチェーン）
- 石松餃子（飲食店）
- 大五ホールディングス（物流業。子会社として大五運送・大五ロジスティクスを運営）
- 源馬（塩辛等の水産加工食品製造）

拠点
- 富国生命浜松支社
- 本田技研工業浜松製作所（自動車部品等製造）
- 中日新聞東海本社（富士川以西の静岡県担当）
- 東海旅客鉄道浜松工場（JR東海の新幹線含め車両整備の一大拠点）
- 日本たばこ産業浜松工場（たばこ、飲料、食品など）
- 静岡銀行浜松営業部
- 日本通運浜松事業部
- 東海染工浜松事業所（染色など）
- 日清紡浜北精機工場（自動車向けABS製造）
- 富士通ゼネラル浜松事業所（家電リサイクル工場）

発祥
- 本田技研工業（自動車、その他汎用製品）
- ヤマハ発動機（オートバイ）
- 聖隷福祉事業団（日本で最初のホスピス、特別養護老人ホームなど）
- 東洋ピアノ製造（本社工場は磐田市に移転したが登記上の本店は中区船越町にある）
- 丸運（運送業）（金原明善が創業）
- めいらくグループ（名古屋製酪）（乳製品・食品）（1946年に創業者が浜松で行商・露天商を開始したのが同社の起源となっている）
- 航空自衛隊（日本で初めて航空自衛隊の基地が作られた）
- ブルーインパルス（航空自衛隊の曲技飛行チーム）
- 写真フィルム（浜松の堀内勝治郎が日本で初めてフィルムを送り出した）
- テレビ（浜松の高柳健次郎は世界に先駆けて全電子式のテレビを完成させた）
- 国産旅客機（浜松の福長浅雄が国産初の旅客機「天竜10号」を開発した）
- 日本式点字（浜松の石川倉次はフランスの点字を日本式に作り変えることに成功した）

## 情報・生活

### マスメディア

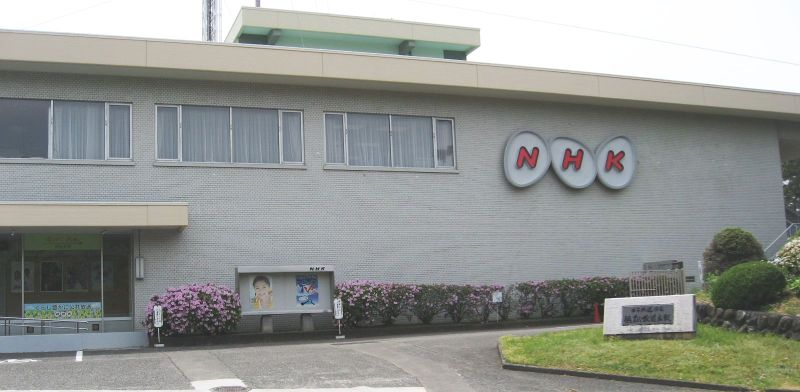
NHK浜松放送会館（中央区）

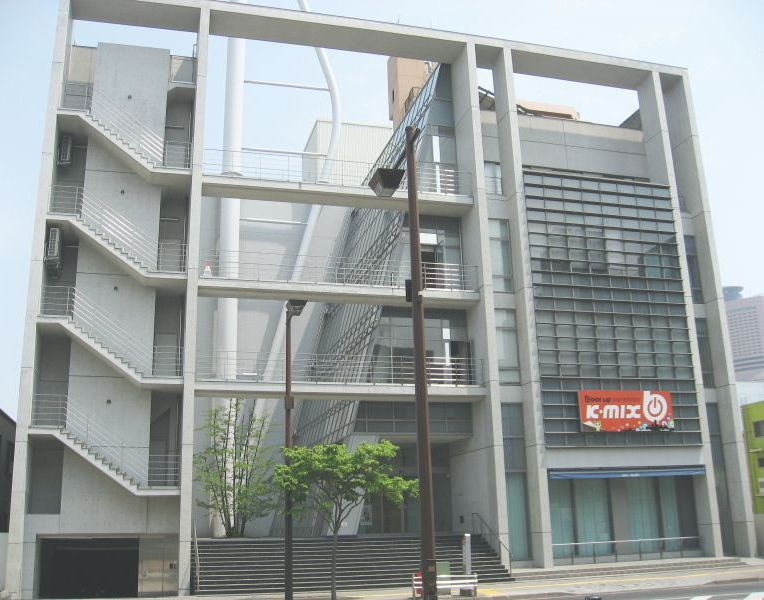
静岡FM放送（K-MIX、中央区）

浜松市内に静岡FMの本社があるほか、NHKおよび民間放送のテレビ局は、NHK静岡放送局や静岡市に本社があるテレビ局の支社があり、放送を中継する浜松中継局がある。新聞は、中日新聞の遠州地方を管轄する東海本社や、静岡新聞の浜松総局、各新聞社の支局や通信部が置かれている。

#### 新聞社
- 中日新聞東海本社 - 東京新聞静岡版の編集もここで行っている。
- 静岡新聞浜松総局
- 静岡新聞天竜支局
- 静岡新聞浜北支局
- 静岡新聞水窪支局
- 朝日新聞浜松支局
- 読売新聞浜松支局
- 毎日新聞浜松支局
- 日本経済新聞浜松支局
- 日刊工業新聞浜松支局
- 中部経済新聞浜松支局

#### 通信社
- 時事通信社浜松支局

※かつては産経新聞も浜松に支局を置いていた。

#### 放送局
- NHK静岡放送局 総合 20ch・Eテレ 13ch・ラジオ第1 576kHz・ラジオ第2 1521kHz・FM 82.1MHz
- テレビ静岡浜松支社 22ch
- 静岡放送浜松総局 テレビ 21ch・ラジオ 1404kHz（FM補完局 94.7MHz）
- 静岡朝日テレビ浜松支社 23ch
- 静岡第一テレビ浜松支局 25ch
- 静岡エフエム放送（K-mix、本社） 78.4MHz
- 浜松エフエム放送（FM Haro!） 76.1MHz
- 浜松ケーブルテレビ（ウィンディ[56]、地上デジタルテレビジョン放送は県内の放送局・テレビ愛知・三河支社[57]のみ再放送）

### ライフライン

#### 電力
- 中部電力パワーグリッド

#### ガス
- サーラエナジー（旧：浜松瓦斯株式会社）

#### 上下水道
- 浜松市上下水道部
- 静岡県企業局

#### 電信
- NTT西日本 - NTT西日本-東海

市外局番
固定電話の単位料金区域は浜松MAである。市外局番は、053（400〜599・920〜959・964〜973・975〜976・978〜989）である。なお、隣接する湖西市も浜松MAである。2007年3月31日までは天竜区の区域が天竜MAで、0539（20〜61・63〜99）、その他の地域が浜松MAで053（400〜599）と、同一市内でも複数の市外局番があり、相互の通話は市外通話扱いだった。
市内局番900番台で欠けている局番は、磐田市豊岡地区（天竜MA[現在でも名称は変更なし]、0539-60〜62・74・77・90〜99および63-0GHJ・5GHJ〜9GHJ）で使用中であることが理由である。（豊岡地区は同じ0539でも浜松市ではないため、市外局番統合の対象からは除外された。）同地区は市外局番統合までは、天竜区となる地域と市内通話エリアであった。浜松市内の0539-63-1GHJ〜4GHJを使用している区域は市内局番も含めて053-973-1GHJ〜4GHJに変更された。この変更の影響で、天竜区（浜松MA）と磐田市豊岡地区（天竜MA、現在でも名称は変更なし）は同一MAではなくなったため、相互の通話は市外局番からのダイヤルとなり、通話料も市内通話料金ではなくなった。
1992年までの浜松市内の市外局番は、旧浜松市の大半は0534で、浜名区の旧引佐町・三ヶ日町・細江町は0535（20〜49）、旧浜北市は05358、中央区の旧雄踏町・舞阪町は05359、天竜区の旧天竜市は05392、旧春野町05398（5・6・9）、旧龍山村・佐久間町・水窪町は0539（64〜69・82・87）だった。

## 教育・研究機関

### 大学
国公立
- 静岡大学浜松キャンパス 設置学部：工学部、情報学部（大学院総合科学技術研究科（工学専攻・情報学専攻）・自然科学系教育部｛創造科学技術大学院｝・創造科学技術研究部）

※廃止学部：工科短期大学部（中央区城北三丁目）
- 浜松医科大学 （中央区半田山一丁目）
- 静岡文化芸術大学（中央区中央二丁目）※公立大学法人による運営

私立
- 星槎大学 浜松学習センター（中央区上浅田）
- 聖隷クリストファー大学（中央区三方原町）
- 常葉大学浜松キャンパス、浜松大学（浜名区都田町）
- 浜松学院大学、短期大学（中央区布橋三丁目、中央区住吉二丁目）※旧静岡女子短期大学の施設を継承
- 光産業創成大学院大学（中央西区呉松町）
- 放送大学 浜松サテライトスペース - （中央区早馬町）クリエート浜松内

### 専修学校
- 専門学校ルネサンス・デザイン アカデミー（中央区北田町）
- 専門学校ルネサンス・ペット・アカデミー（中央区北田町）
- 静岡県立農林大学校林業分校（浜名区於呂）（専修学校専門課程）（農業者研修教育施設）
- 浜松市立看護専門学校（中央区佐鳴台五丁目）
- 常葉学園医療専門学校（浜名区都田町）
- 浜松医療福祉専門学校（中央区連尺町）
- 浜松市医師会看護高等専修学校（中央区鴨江二丁目）
- 浜松歯科衛生士専門学校（中央区鴨江二丁目）
- 静岡医療科学専門学校（浜名区平口）
- 専門学校浜松医療学院（浜名区貴布祢）
- 笹田学園デザインテクノロジー専門学校（中央区東伊場一丁目）
- 東海調理製菓専門学校（中央区板屋町）
- 東海工科専門学校（中央区中沢町）
- 静岡県西部理容美容専門学校（中央区鴨江一丁目）
- 浜松調理菓子専門学校（中央区広沢一丁目）
- 常葉環境情報専門学校（中央区半田山二丁目）
- 浜松情報専門学校（中央区中央三丁目）
- 浜松日建工科専門学校（中央区海老塚一丁目）
- 大原簿記専門学校浜松校（中央区板屋町）
- 大原法律公務員専門学校浜松校（中央区板屋町）
- 国際医療管理専門学校浜松校（中央区元浜町）
- 国際観光専門学校浜松校（中央区元浜町）
- 大原トラベル・ホテル専門学校浜松校（中央区板屋町）
- オイスカ開発教育専門学校（中央区和地町）
- 白百合洋裁専修学校（中央区助信町）
- トミヅカ洋裁専修学校（中央区富塚町）
- ニュースタイル専修学校（中央区葵東二丁目）
- 林洋裁専修学校（中央区中央二丁目）
- 平山文化服装専修学校（中央区城北二丁目）
- スミレ文化服飾専修学校（天竜区二俣町南鹿島）
- 三ケ日文化専修学校（浜名区三ヶ日町三ヶ日）

### 高等学校
県立
- 県立高等学校

市立
- 市立高等学校

私立
- 私立高等学校

### 中学校
- 静岡大学教育学部附属浜松中学校

市立
- 市立中学校

私立
- 私立中学校

### 小学校
- 静岡大学教育学部附属浜松小学校

市立
- 市立小学校

### 幼稚園
公立
- 公立幼稚園

私立
- 私立幼稚園

### 特別支援学校
県立
- 静岡県立浜松視覚特別支援学校（幼、小、中、高、専攻科）
- 静岡県立浜松聴覚特別支援学校（幼、小、中）
- 静岡県立浜北特別支援学校（小、中、高）
- 静岡県立天竜特別支援学校（小、中、高）
- 静岡県立浜松特別支援学校（小、中、高）
  - 城北分校(高)
- 静岡県立西部特別支援学校（小、中、高）
- 静岡県立浜松みをつくし特別支援学校（小、中、高）

### インターナショナルスクール
- ムンド・デ・アレグリア
- エスコーラ・アレグリア・デ・サベール浜松校

### 学校教育以外の施設
保育所
- 公立保育所
- 私立保育所

職業訓練
- 東海職業能力開発大学校附属浜松職業能力開発短期大学校（中央区法枝町）（職業能力開発短期大学校）
- 静岡県立浜松技術専門校（中央区小池町）（職業能力開発校）

自動車教習所
- 静岡県自動車学校浜松校
- 遠鉄自動車学校
- 静岡県セイブ自動車学校
- 綜合自動車学校
- 浜松自動車学校
- 上池自動車学校

静岡労働局長登録教習機関
- 静岡県セイブリフトスクール
- 聖隷福祉事業団

その他
- デモクラティックスクール びーだ（日本におけるサドベリー・スクールの学校）

不祥事
- 浜松市認可保育所「メロディー保育園」で保育士17人と栄養士1人の合わせて18人が園長などからのパワハラやセクハラを理由に一斉に2019年11月28日付けの退職届を提出[58]。

## 文化・名物

### 祭事・催事

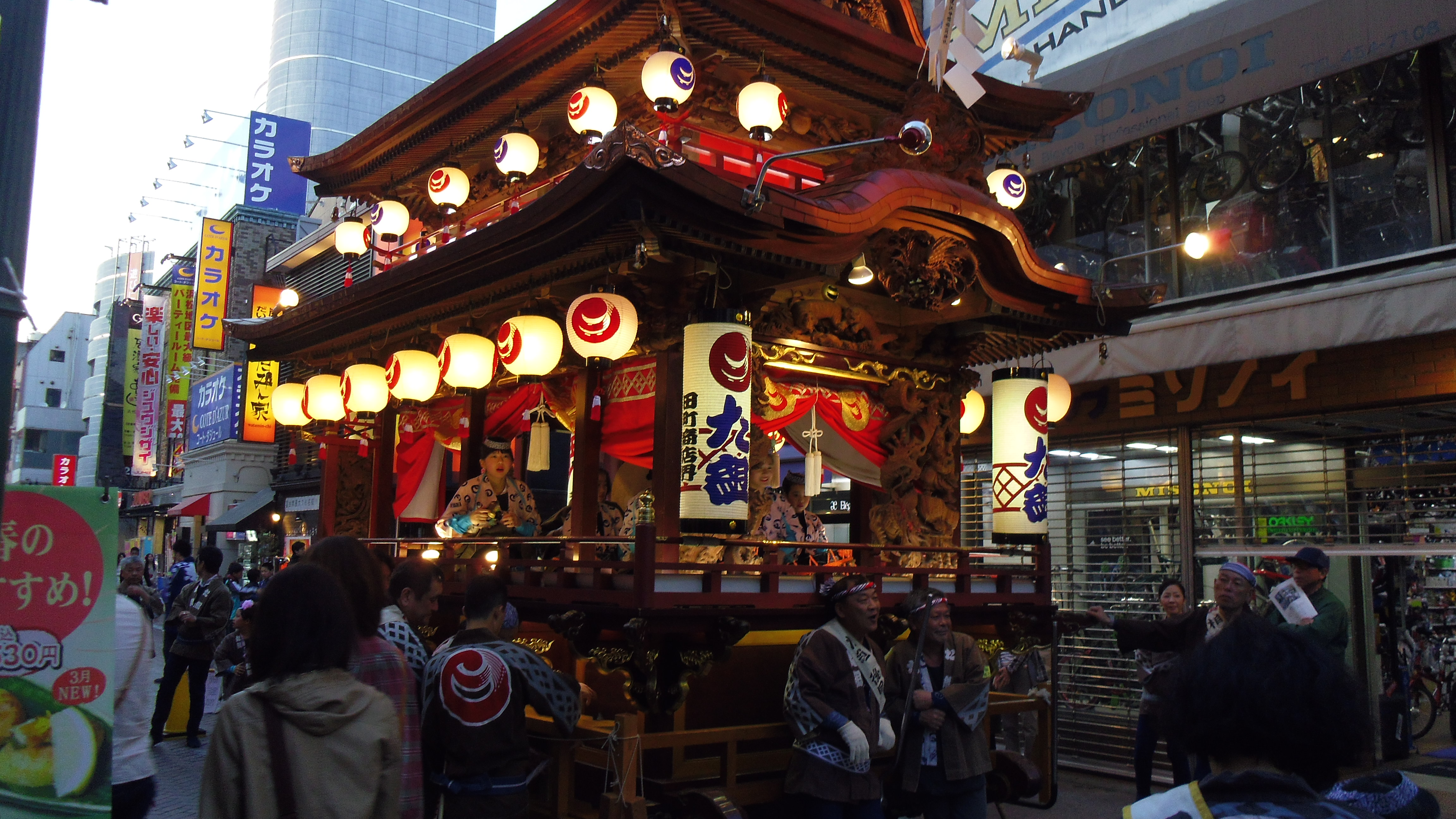
浜松まつり

#### 祭事
祭事の文化面については遠江を参照のこと。
- 西浦の田楽（重要無形民俗文化財）
- 遠江のひよんどりとおくない（重要無形民俗文化財）
- 遠州大念仏（浜松市指定無形民俗文化財）
- 浜松まつり（凧揚げ・屋台引き回し・練り）
- 峠の国盗り綱引き合戦
- 鹿島の花火
- 二俣まつり
- 遠州はまきた飛竜まつり
- 浜北万葉祭り
- 姫様道中
- 舘山寺温泉灯篭流し花火大会
- 白倉峡もみじ祭り
- 奥山半僧坊火まつり
- 光明山秋季大祭
- 小松八幡神社祭り（屋台の引き回しと練り）
- 不動寺開運大祭
- 岩水寺星まつり
- 植木まつり（春・秋）
- うなぎ祭り
- エアフェスタ浜松
- 浜松餃子まつり
- はまきたグリーンフェスタ
- 浜名湖フラワーフェスタ
- バイクのふるさと浜松
- いなさ人形劇まつり
- 浜松アートフェスティバル
- 木下恵介記念はままつ映画祭
- ダルマ市（虚空蔵尊大祭）
- 素人歌舞伎
- 不動寺開運大祭
- 庚申寺初庚申
- 秋葉神社小松鳥居火祭
- 不動寺春季大祭
- はまきたグリーンフェスタ
- 平口八幡神社奉納花火大会
- 岩水寺金城稲荷祭典
- 浜北万葉まつり
- 浜北産業祭
- 赤蛇の里まつり
- 不動寺除夜の鐘つき大祭
- 浜名湖花火・弁天島ゲートウェイフェスティバル

音楽系
- 浜松国際ピアノコンクール
- 静岡国際オペラコンクール
- PIARAピアノコンクール
- がんこ祭（浜松よさこい祭り）
- 浜松ジャズデイ
- やらまいかミュージックフェスティバルin浜松
- 浜名湖フォークジャンボリー

#### 催事
主なスポーツイベント
- 浜松シティマラソン
- 浜松市民スポーツ祭

### 名産・特産

#### 食文化
下記の一部は、浜松市のみならず遠州地区全域にいえる。
名産品
- エシャレット

浜松市中央区の旧南区地域は、エシャレットの栽培が盛んである。
浜松では一般に、そのまま味噌などをつけて食べる。
- 浜松餃子

浜松市は餃子の消費額（総務省家計調査による）が宇都宮市と共に全国トップで、近年急激に有名になったが2011年における消費額で全国第一位となった後、翌2012年でも2年連続第一位となった。元来独特の餃子文化を持っている。また、餃子専門店の数が全国的にみても多く、「浜松餃子」ブランドを確立しようと市民ボランティアによる浜松餃子学会が2005年に発足し活動をしている。なお、マスコットキャラクターとしてちゃおを擁している。
- うなぎ

浜名湖の養殖ウナギは全国的にも有名であり、浜松にはうなぎ屋もたくさんある。学校の給食にもまれにうなぎの蒲焼が出ることもあり、またウナギを使ったお土産菓子として春華堂のうなぎパイも全国的に有名で、他にも「うなぎんぼ」などが作られている。
- あさり

かつて浜名湖ではアサリが盛んに取れていたが、2013年は不漁により潮干狩りが中止となったもののその後水揚げ回復を受け、2015年には本格的に再開したが、2016年には再び中止になった。市内の寿司屋ではあさりの寿司などもある。
- お好み焼き

沢庵漬けを使った特徴的なお好み焼きがあり、他地方から遠州焼きと呼ばれることがある。
食文化全般
- 味噌

市内でも地区により白みそが中心の地区・赤みそ地区・合わせみそが中心の地区にわかれるが、いずれの地域でも白みそ・赤みそ共に用いられ、好みにより使い分けられている。当地域でおでんと言うと味噌田楽を指し、煮込みおでんは関東煮（かんとうに・かんとに）と呼ばれるが、どちらも食される。遠州のもつ煮は八丁味噌文化圏と同じ土手煮である。
- はんぺん

当地域で生産されているはんぺんは通常の白いはんぺんであるが、近年では黒はんぺんも売られている。

#### 土産・伝統工芸品

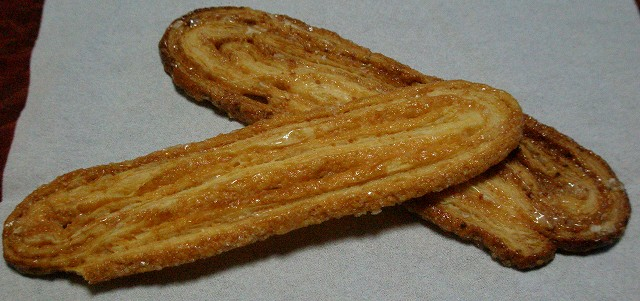
うなぎパイ
- うなぎいも
- 浜納豆（浜松納豆）
- ざざんざ織り
- 笠井織
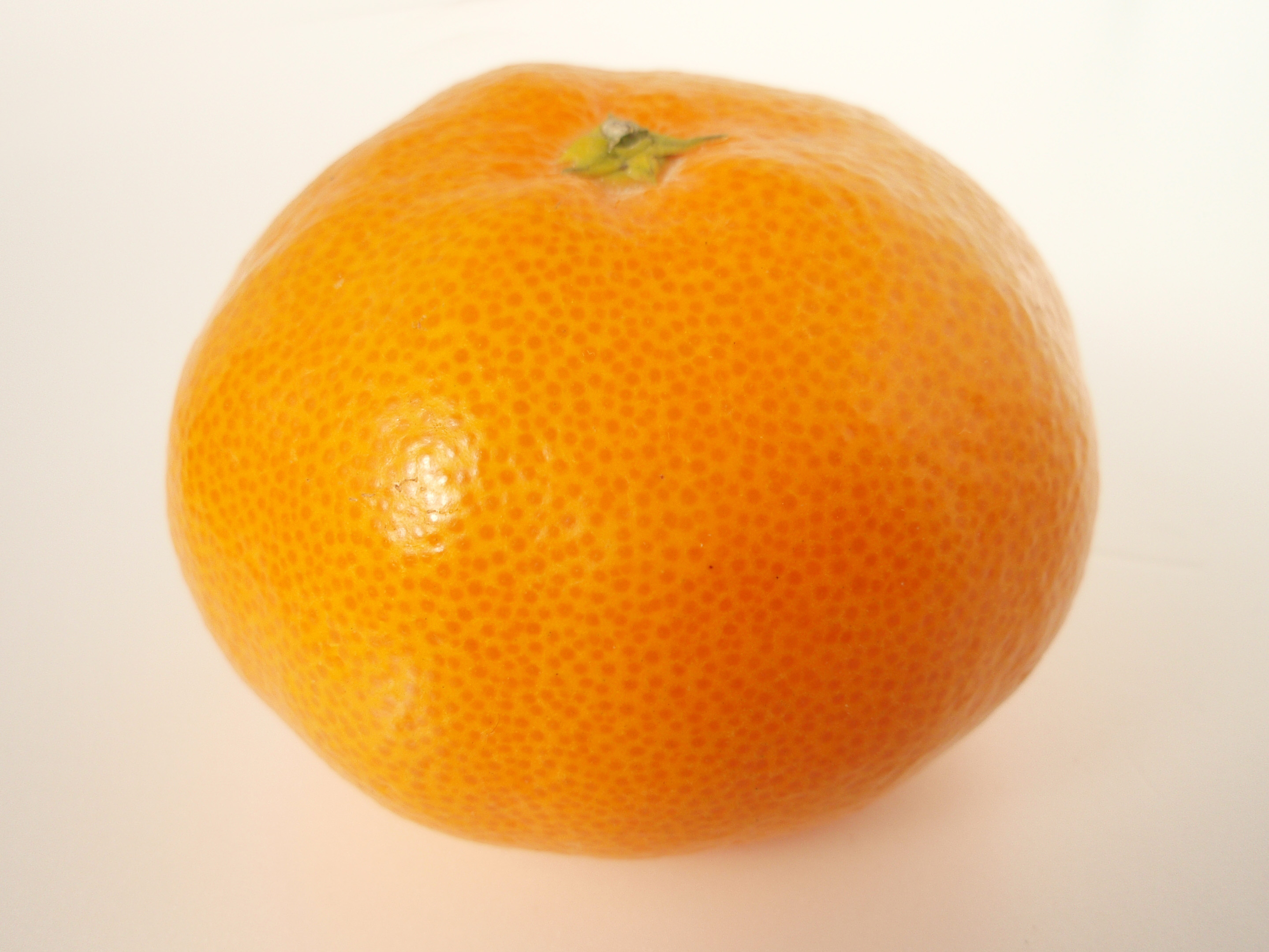
三ヶ日みかん加工品（ゼリー、ゴーフレットなど）
- チーズケーキ（まるたや洋菓子店）
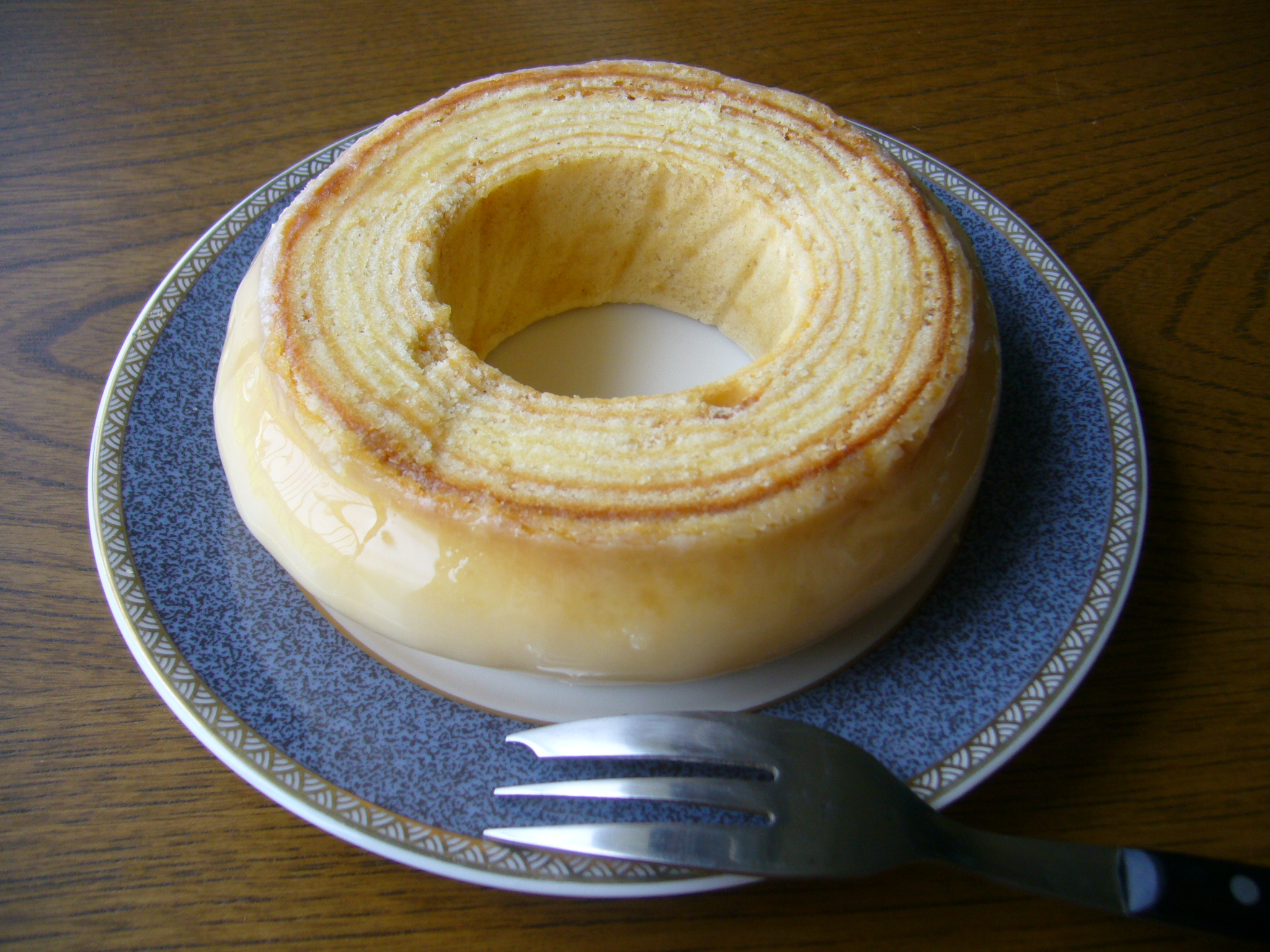
治一郎バウムクーヘン（ヤタロー）
- 浜名湖産の海産物
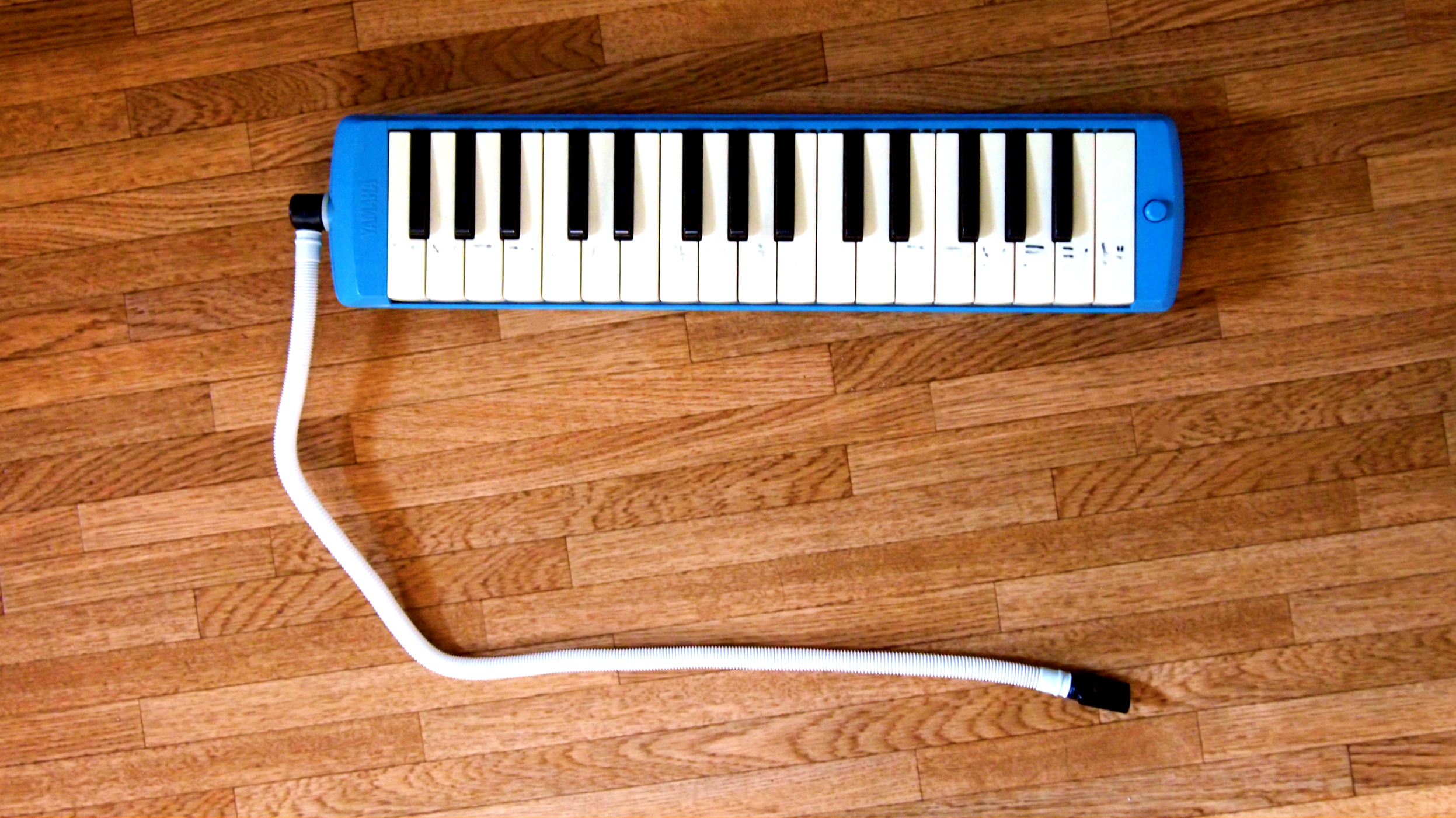
ミニハーモニカ
- 鍵盤ハーモニカ（ピアニカ、メロディオン）
- 遠州木綿
- 伊兵衛織
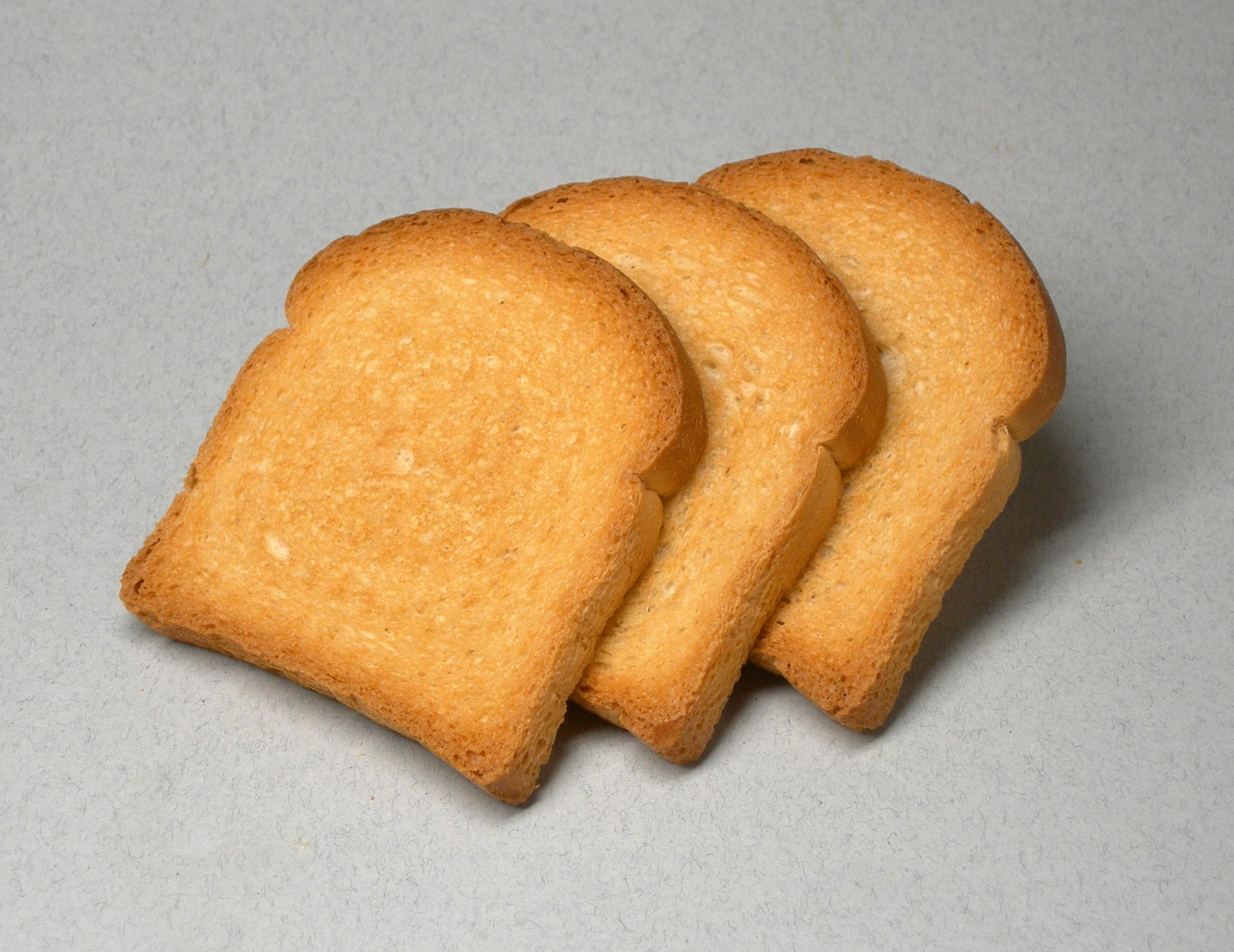
ラスク

- うなぎパイ
- 三ヶ日みかん
- バウムクーヘン
- ピアニカ
- ラスク

### スポーツ

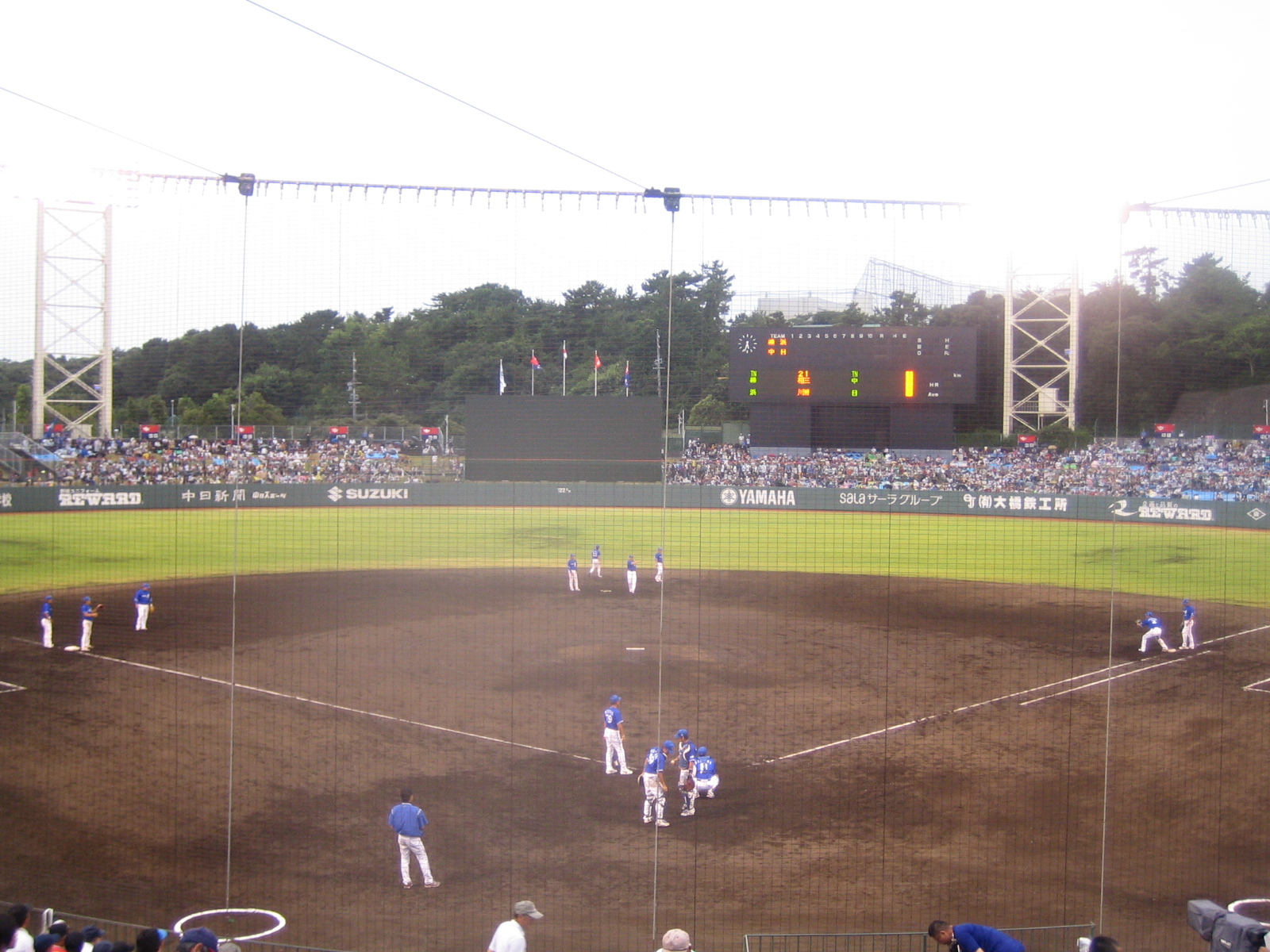
浜松球場

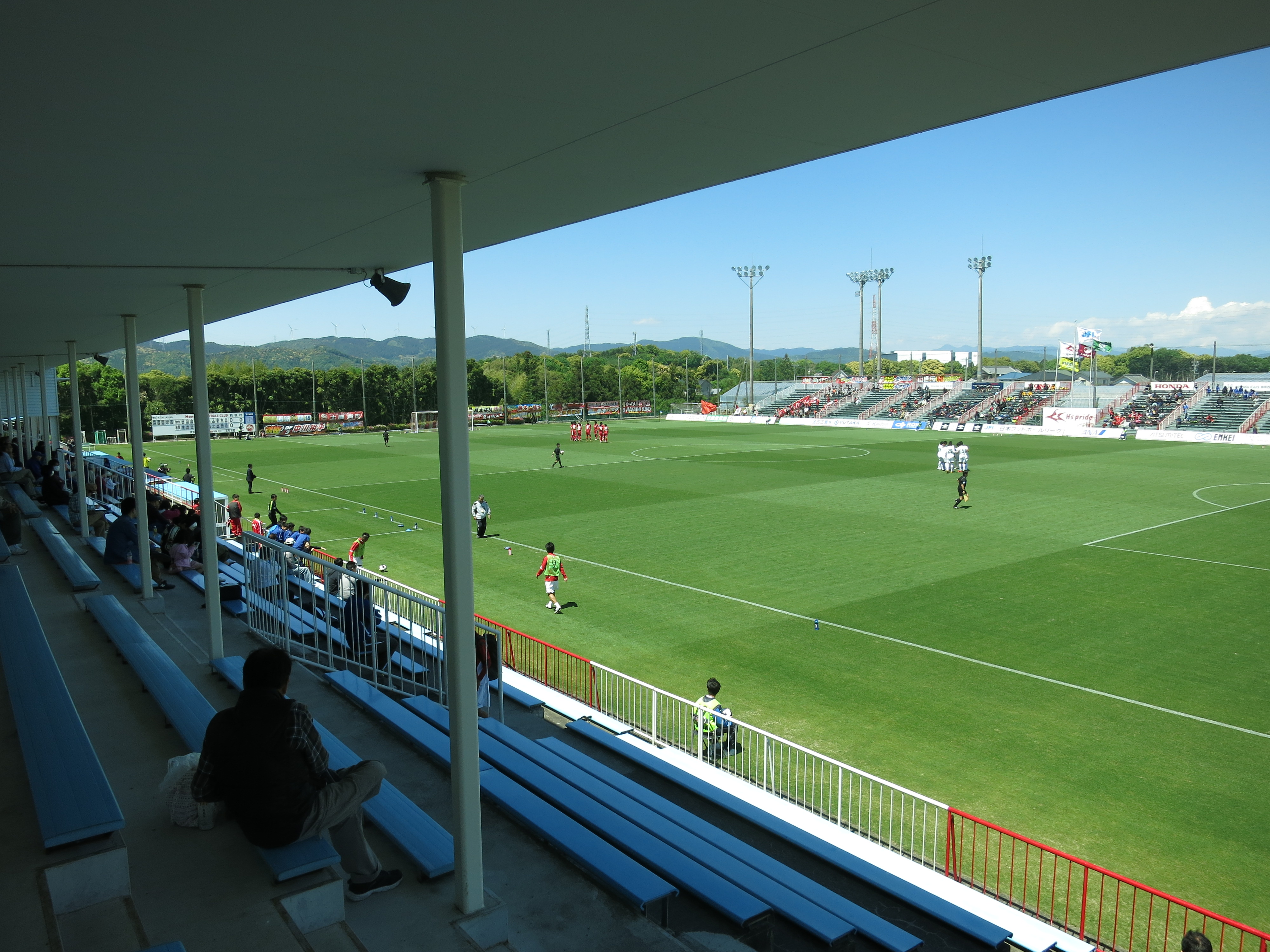
ホンダ都田サッカー場

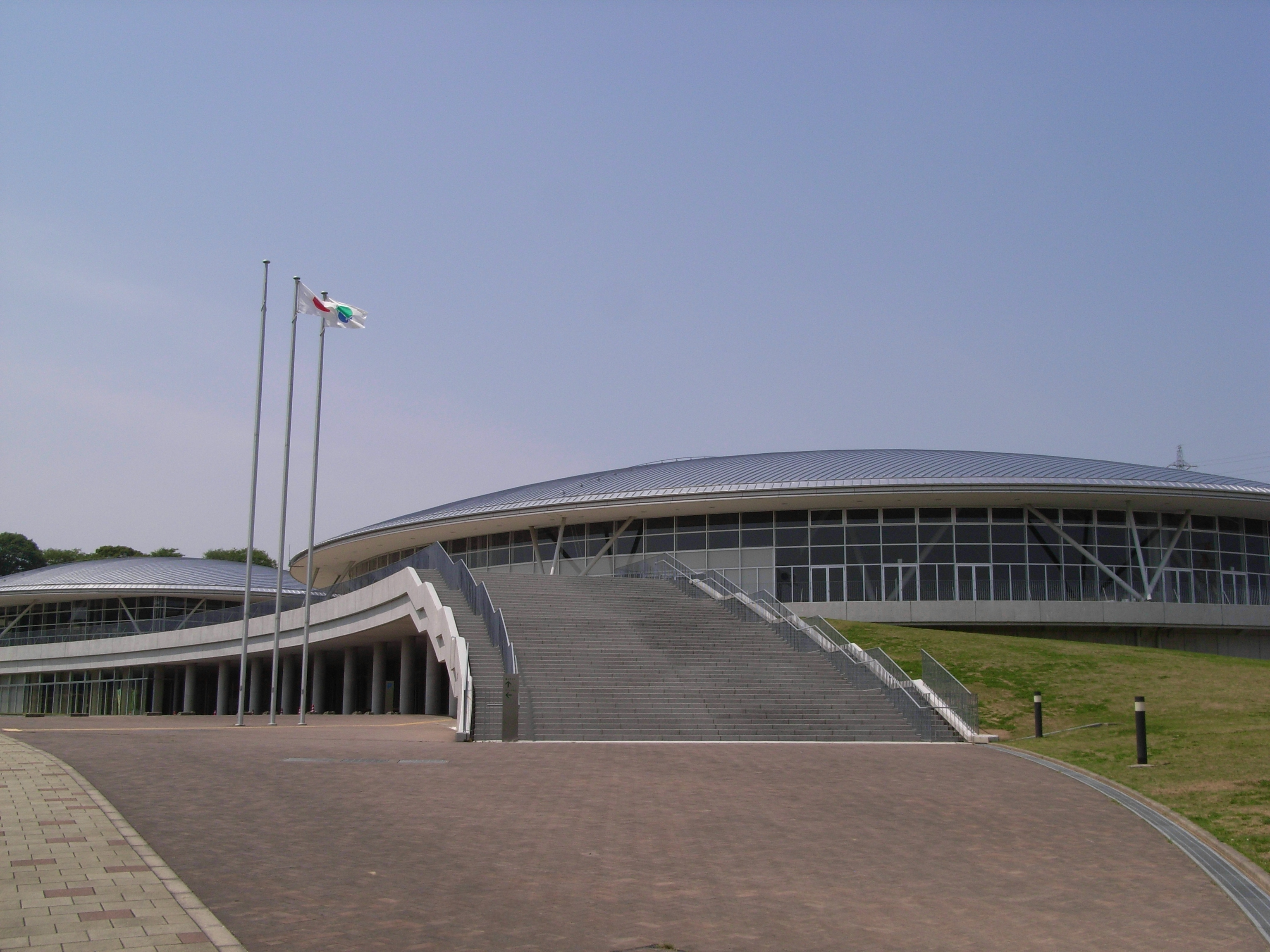
浜北グリーンアリーナ

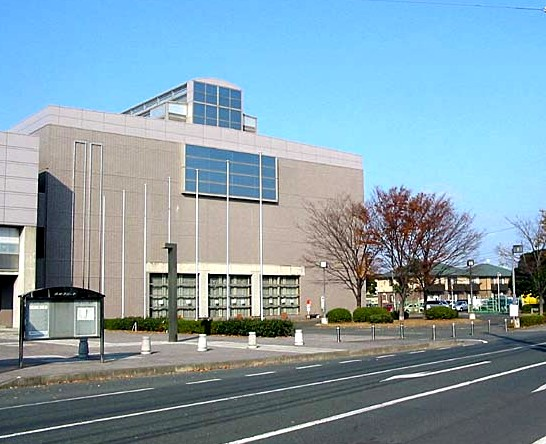
浜松アリーナ

#### 野球
高校野球では、浜松商業高校、浜松工業高校、浜松西高校、興誠高校（当時）、浜松北高校、浜名高校、浜松開誠館高校などが甲子園に出場しており、浜松商業高校は1978年春の選抜高等学校野球大会で全国優勝した。近年においては、2002年夏の甲子園に興誠高校、2003年春の甲子園に浜名高校（当時浜北市）、2023年夏の甲子園に浜松開誠館高校が、それぞれ出場を果たしている。
プロ野球では、中日ドラゴンズが年に数回公式戦とオープン戦を浜松球場で行っている。
社会人野球では以下のチームが浜松市を本拠地に置き活動している。
- ヤマハ硬式野球部（企業チーム） - 都市対抗野球大会常連の強豪で、1972年、1987年、1990年に優勝している他、プロ野球選手も輩出している。
- 河合楽器硬式野球部（企業チーム） - ヤマハと同じく都市対抗野球大会常連の強豪チームだったが、2001年に活動を休止した。
- 浜松ケイ・スポーツBC（クラブチーム） - 休部した河合楽器野球部のOBたちが中心となって2002年に創部。

#### サッカー・フットサル
- Honda FC（JFL）
- 浜松シティF.C（静岡県社会人サッカーリーグ1部）
- アグレミーナ浜松（Fリーグ） - 2012年より加盟
- ジュビロ磐田（Jリーグ） - 2023年5月16日よりホームタウンに追加。追加前より市内にオフィシャルショップやジュニアユースチームを設けている。

#### バスケットボール
- 三遠ネオフェニックス（プロバスケットボール・Bリーグ所属 ※愛知県東三河地区とのダブルホームタウン制）

#### バレーボール
- ブレス浜松 - 女子バレーボールのチーム。V.LEAGUE DIVISION2に所属。

#### 陸上競技
- スズキアスリートクラブ

#### クリケット
- 一般社団法人Grow Up Academy が浜松市との連携により2025年より普及活動開始[60][61][62][63][64]

## 交通

### 空路

#### 空港
- 市内の飛行場としては防衛省が管理する浜松飛行場があり、主に航空自衛隊の業務に使用されている。公共用飛行場ではないので防衛省関係者以外の利用は認められていない。
- 航空法上の飛行場ではないが、場外離着陸場として浜名区上島地先の天竜川河川敷に天竜川浜北滑空場があり、主にゼネラル・アビエーション（一般航空）に利用されている。
- 愛知県常滑市にある中部国際空港へは、直行バス（e-wing 中部国際空港線）が運行されており、浜松駅バスターミナルなどから行くことができる[65]。
- 県内の牧之原市・島田市にある静岡空港へは、空港会社では浜松市から自家用車で所要時間約50分としている[66]。
- 自宅や駅等と静岡空港を結ぶリムジンタクシーが走っている。前日正午までに電話またはWebページでの予約が必要であるが、浜松市民以外でも利用可能。

浜松市内各地 - 浜松市東区役所 - 静岡空港
航空自衛隊浜松基地
中央区に航空自衛隊浜松基地がある。その歴史は古く、大正時代に浜松に設置された陸軍飛行連隊がその前身である。昭和に入ると陸軍飛行学校が設置され、浜松は陸軍の重爆撃機の基地となった。太平洋戦争の戦況が悪化すると、浜松は航空基地や、軍需工場の存在とともに、米軍機の日本侵入路に当たっていたため、ほぼ同様の地理条件にあった静岡市と並び、米軍の爆撃目標値に対する実際の爆撃率において全国の都市の中では数少ない100%を超える空襲や艦砲射撃を受け、多くの市民が命を落とし、市街地は焦土と化した。
終戦後一時、浜松基地はアメリカ空軍の不時着飛行場となり、1952年に組織された保安隊の航空学校が設置され、日本初の航空基地となった。保安隊はその後、航空自衛隊に改称され、1958年に浜松基地は南基地・北基地に分離したが、1989年に統合して、現在に至っている。所属部隊はパイロットや航空機等の整備員を養成する教育部隊が中心で、航空教育集団司令部がある。1999年には広報館「エアーパーク」も開館し、多くの人が訪れている。また、毎年行われる航空祭（エア・フェスタ）には、全国から多くの航空ファンが訪れている。

### 鉄道
中心駅：浜松駅

#### 鉄道路線
東海旅客鉄道（JR東海）
- 東海道新幹線：浜松駅
- CA 東海道本線：天竜川駅 - 浜松駅 - 高塚駅 - 舞阪駅 - 弁天島駅
- CD 飯田線：出馬駅 - 上市場駅 - 浦川駅 - 早瀬駅 - 下川合駅 - 中部天竜駅 - 佐久間駅 - 相月駅 - 城西駅 - 向市場駅 - 水窪駅 - 大嵐駅 - 小和田駅

日本貨物鉄道（JR貨物）
- ■東海道本線：西浜松駅

遠州鉄道（遠鉄）
- ■西鹿島線：新浜松駅 - 第一通り駅 - 遠州病院駅 - 八幡駅 - 助信駅 - 曳馬駅 - 上島駅 - 自動車学校前駅 - さぎの宮駅 - 積志駅 - 遠州西ヶ崎駅 - 遠州小松駅 - 浜北駅 - 美薗中央公園駅 - 遠州小林駅 - 遠州芝本駅 - 遠州岩水寺駅 - 西鹿島駅（全線市内）

天竜浜名湖鉄道（THR）
- ■天竜浜名湖線：天竜二俣駅 - 二俣本町駅 - 西鹿島駅 - 岩水寺駅 - 宮口駅 - フルーツパーク駅 - 都田駅 - 常葉大学前駅 - 金指駅 - 岡地駅 - 気賀駅 - 西気賀駅 - 寸座駅 - 浜名湖佐久米駅 - 東都筑駅 - 都筑駅 - 三ヶ日駅 - 奥浜名湖駅 - 尾奈駅

※ LRT（ライトレール）を導入する構想がある。市民団体などによって研究部会が発足し、浜松駅周辺へ郊外に延びる路線策定等が行われている。現状では市民が中心となった構想の段階で、行政側としてはまだ目立った動きは無いが、リチウムイオンバッテリー等の代替燃料を使用した「世界初の二階建て無架線LRT」を導入の主眼として構想されている。
乗車カード
鉄道路線に於ける乗車カードは以下の通り。かつては磁気ストライプ式のETカード（遠州鉄道）も利用できたが、2006年販売終了、2010年利用終了となり現在は利用できない。
- ナイスパス（遠州鉄道）- 非接触型ICカード。相互利用は行っておらず、計画も無い。
- TOICA（東海旅客鉄道） - 非接触型ICカード。相互利用しているSuica・ICOCA・SUGOCA、およびmanacaも利用可能。
- オレンジカード（東海旅客鉄道）- 磁気ストライプ式。SFではないため、券売機にて乗車券に引き換える必要がある。

### 索道
遠鉄観光開発
- かんざんじロープウェイ：かんざんじ駅 - 大草山駅

### バス

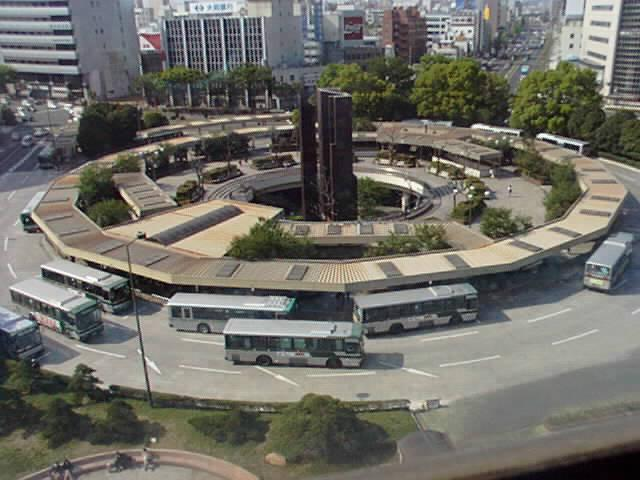
浜松駅バスターミナル

遠鉄バスを中心に運行されている。2007年に浜松バスが浜北区内で路線バス事業を開始した（現在は廃止）。合併前の浜松市では交通部による公営交通「市営バス」を運行していたが、1986年に廃止し遠州鉄道に全路線を移譲している。現在の浜松市自主運行バスは浜松市が運行主体ではあるが公営交通ではなく、廃止代替バスやコミュニティバスなどの自治体バスである。また、天竜区春野町のみ秋葉バスサービスが乗り入れている。
乗車カード
一般路線に於ける乗車カードは以下の通り。かつては非接触型ICカードのEG1CARD（遠州鉄道バス）も利用できたが、ナイスパスへの以降に伴い2004年一杯で利用が終了している。
- ナイスパス（遠州鉄道バス）- 非接触型ICカード。相互利用は行っておらず、計画も無い。
- ETカード（遠州鉄道バス） - 磁気ストライプ式。2006年に販売を終了している。
- パサールカード（秋葉バスサービス） - 磁気ストライプ式。2020年3月末で利用終了。

オムニバスタウン
1997年12月25日、浜松市は日本初のオムニバスタウンに指定された。なお、オムニバスタウンとしての施策については遠鉄バス#特徴的な施策を参照。

#### 路線バス
乗車方法は後乗り前降り後払い方式であり、運賃は整理券による多区間制である。
- 遠州鉄道バス
- 浜松バス
- 秋葉バスサービス
- 浜松市自主運行バス
- 新城市Sバス（愛知県新城市〜県境〜浜名区引佐町<田沢バス停>）
- おでかけ北設（愛知県豊根村〜県境<大嵐駅>）

#### 都市間バス
高速バス
- 遠州鉄道バス
- 京王バス
- ジェイアール東海バス
- ジェイアールバス関東
- ジェイアールバステック
- 西日本ジェイアールバス
- 名鉄バス
- 宮城交通
- ジャムジャムエクスプレス
- 三重交通

### タクシー
- 遠鉄タクシー
- スタータクシーグループ（浜松タクシー・富士タクシー）
- 浜松交通タクシー
- 西部タクシー
- 浜松日本タクシー
- 光タクシー
- 外山タクシー
- 浜松市個人タクシー協会

### 道路

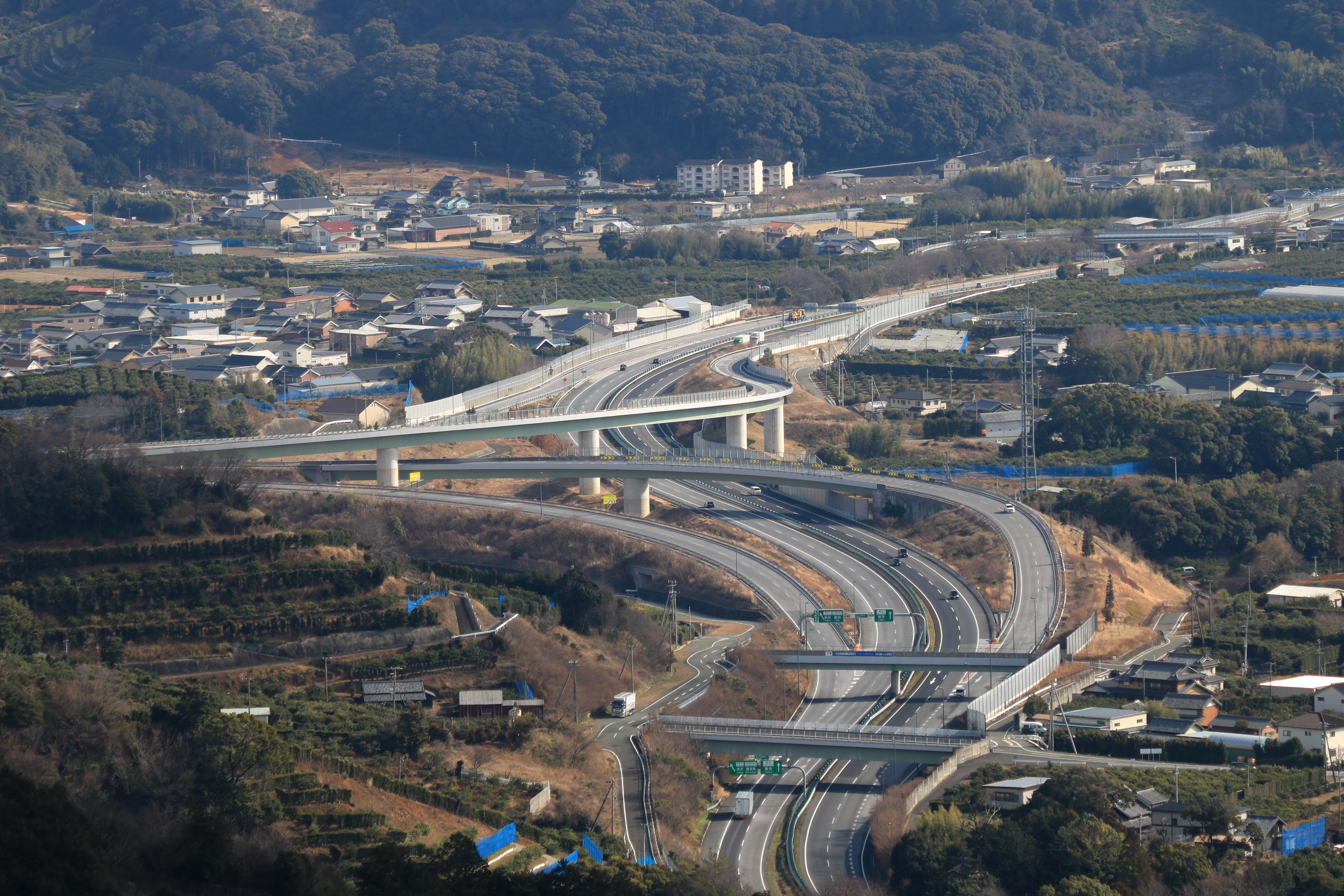
三ヶ日JCT

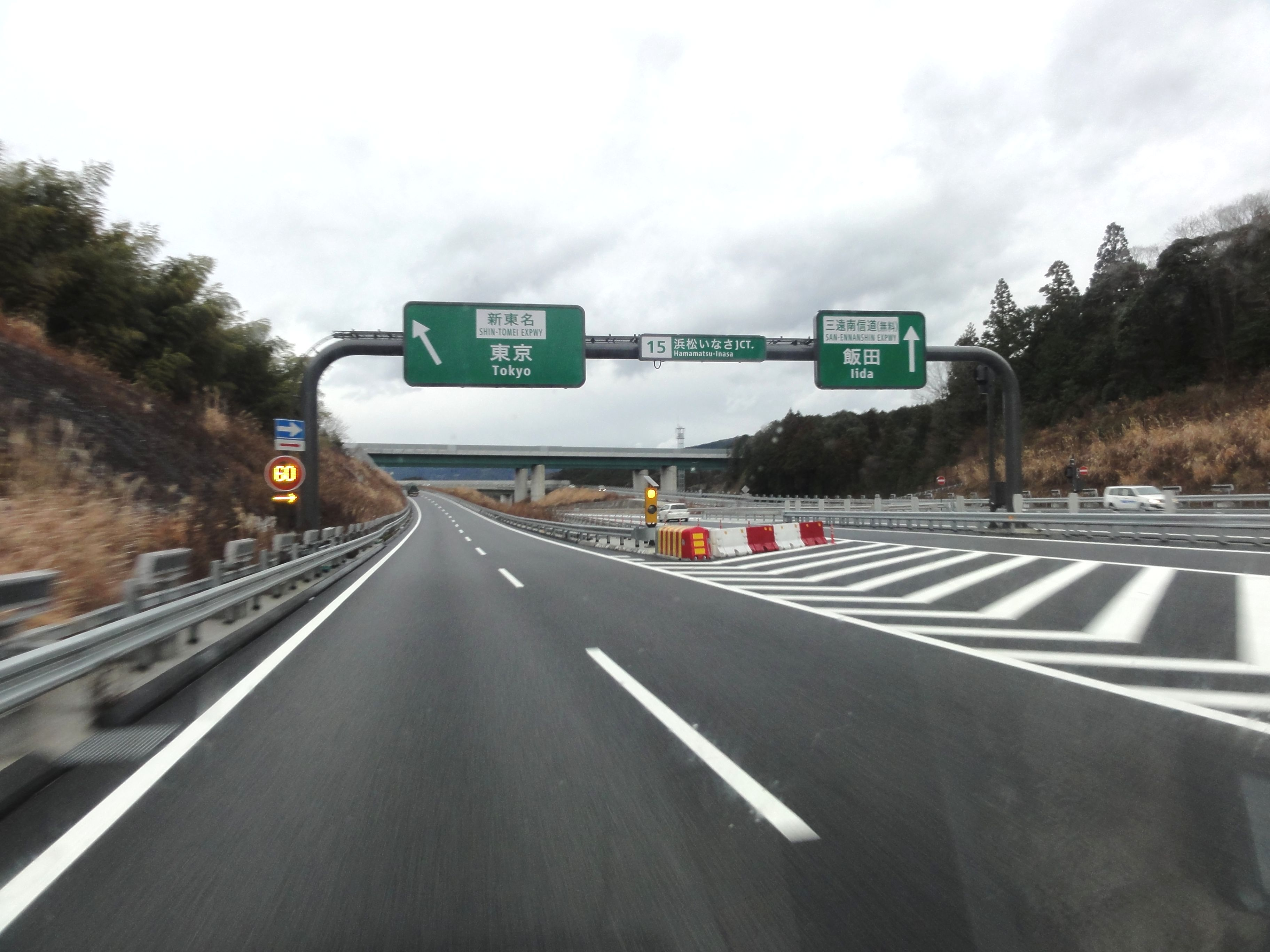
浜松いなさJCT

#### 高速道路
東名高速道路
- 浜松IC - 三方原PA - 浜松西IC - 浜名湖SA - 三ヶ日IC - 三ヶ日JCT

新東名高速道路
- 本線：浜松浜北IC - 浜松SA - 浜松いなさJCT
- 引佐連絡路：浜松いなさJCT - 浜松いなさIC - 三ヶ日JCT

#### 国道
- 国道1号
- 国道42号（始点）
- 国道150号（終点：掛塚街道、遠州大橋通り）
- 国道152号（終点：東海道、飛龍街道、自動車街通り）
- 国道257号（始点：東海道、本坂通り、金指街道）
- 国道301号（始点）
- 国道362号
- 国道473号
- 三遠南信自動車道・国道474号（終点）
  - 高速自動車国道ではなく一般国道自動車専用道路B路線として整備されるため一般国道の項目に含めた

#### 県道
主要地方道
- 長野県道・愛知県道・静岡県道1号飯田富山佐久間線
- 静岡県道・愛知県道9号天竜東栄線
- 静岡県道45号天竜浜松線（笠井街道）
- 静岡県道47号引佐六郎沢線
- 静岡県道48号舘山寺鹿谷線（舘山寺街道）
- 静岡県道49号細江舞阪線
- 静岡県道61号浜北袋井線
- 静岡県道62号浜松雄踏線（雄踏街道）
- 静岡県道65号浜松環状線（浜松環状線）
- 静岡県道68号浜北三ケ日線
- 静岡県道85号三ヶ日インター線

一般県道
- 静岡県道261号磐田細江線（姫街道）
- 愛知県道426号・静岡県道287号津具大嵐停車場線
- 静岡県道288号大嵐佐久間線
- 静岡県道296号熊小松天竜川停車場線（二俣街道）
- 静岡県道298号渋川鳳来線
- 静岡県道299号渋川都田停車場線
- 静岡県道303号新城引佐線
- 静岡県道304号岩水寺停車場線
- 静岡県道305号金指停車場和地線
- 静岡県道306号気賀停車場線
- 愛知県道445号・静岡県道308号鳳来三ヶ日線
- 静岡県道310号瀬戸佐久米線
- 静岡県道311号小松笠井線
- 静岡県道312号中野子安線（東海道）
- 静岡県道313号笠井飯田線
- 静岡県道314号中野市野線（姫街道）
- 静岡県道315号五島天竜川停車場線
- 静岡県道316号舞阪竜洋線（掛舞線）
- 静岡県道317号米津東若林線
- 静岡県道318号横尾根洗線
- 静岡県道319号村櫛三方原線
- 静岡県道320号引佐舘山寺線
- 静岡県道321号和地山曳馬停車場線
- 静岡県道323号舘山寺弁天島線
- 静岡県道325号宇布見浜松線
- 静岡県道326号高塚停車場入野線
- 静岡県道327号高塚停車場線
- 静岡県道328号舞阪停車場線
- 静岡県道344号二俣浜松線
- 静岡県道359号長沢田沢線
- 静岡県道363号高薗貴布祢線
- 静岡県道364号湖東和合線
- 静岡県道368号湖東舘山寺線
- 静岡県道374号浜松袋井線
- 静岡県道376号浜松御前崎自転車道線（太平洋岸自転車道）
- 静岡県道379号浜名湖周遊自転車道線

#### 道路愛称名
市内の道路愛称名
- 東海道（国道152号、国道257号、県道312号）
- 浜松環状線（県道65号）
- 姫街道（県道261号、県道314号）
- 本坂通り（国道257号）
- 掛舞線（県道316号）
- 笠井街道（県道45号）
- 二俣街道（国道152号、県道296号）
- 金指街道（国道257号）
- 舘山寺街道（県道48号）
- 雄踏街道（県道62号）
- 中田島街道
- 掛塚街道（国道150号）
- 飯田街道：徳川家康の命によってつくられた飯田街道（現在の国道153号）とは無関係である。
- 柳通り
- 六間道路
- 電車通り
- 都田テクノロード：満州街道とも呼ばれる。
- 飛龍街道（国道152号）
- 自動車街通り（国道152号）
- 遠州大橋通り（国道150号）
- 駅南大通り
- さざんか通り
- 南京はぜ通り

未決定の道路愛称名
- 住吉バイパス
- 丸塚バイパス

## 観光

### 名所・旧跡
城郭
- 浜松城 - 戦国時代末期は徳川家康の居城で、以後、譜代大名が浜松城を居城としたことから、出世城とも呼ばれる。1958年に鉄筋コンクリート製の天守閣（近世には天守は存在しなかったようで絵図にも天守は記載がない）が再建された。

神社
- 秋葉山本宮秋葉神社 - 旧県社・別表神社。秋葉神社総本社。
- 渭伊神社 - 旧郷社・式内社。
- 井伊谷宮 - 旧官幣中社・別表神社。
- 須倍神社 - 旧郷社・式内社。
- 蒲神明宮 - 旧県社。
- 初生衣神社（うぶぎぬじんじゃ）
- 濱名惣社神明宮 - 旧郷社・式内社。
- 大歳神社 - 式内社。バイク神社として人気。
- 浜松八幡宮 - 旧郷社・式内社。浜松城の鬼門封じ。徳川家康ゆかりの「雲立の楠」。
- 元城町東照宮 - 浜松城の前身・引間城の跡地に建てられた東照宮。
- 五社神社・諏訪神社 - 旧県社・別表神社。江戸幕府二代将軍徳川秀忠の産土神である。初詣では人気のスポットとなっている。はまホールに隣接している。第二次世界大戦で焼失するまで国宝であった。
- 高塚熊野神社 - 旧郷社。JR高塚駅がある高塚町の中心的神社。
- 岐佐神社 - 旧郷社・式内社。

寺院
- 奥山方広寺
- 龍潭寺
奈良時代に行基によって開創され井伊氏歴代を祀る龍潭寺には、井伊氏ゆかりの足跡が、境内の至るところに点在している[67][68]。
- 大福寺
- 宝林寺
- 岩水寺
- 金剛山庚申寺

史跡
- 気賀関所
- 鈴木家住宅
- 中村家住宅
- 光明山古墳 -  5世紀中頃に築造されたと推定される全長83mの前方後円墳で、国の史跡に指定されている。

遺跡
- 蜆塚遺跡 - 縄文時代後期から晩期頃の集落遺跡。国の史跡に指定されている。
- 根堅遺跡 - 旧石器時代の新人とされる浜北人骨が発見された。

街道

### 観光スポット
中央区
- 浜松城公園 - 浜松城周辺の公園で、浜松市役所本庁舎の北側にある。春は桜の名所としても有名。
- 浜松市美術館
- アクトシティ浜松（アクトタワー） - 浜松駅前にそびえる45階建てのアクトタワーを中心に、会議場やコンサートホール、展示場などからなる。外観は、ハーモニカをモチーフとしている。
  - ショパンの像
- 浜松市楽器博物館 - 1995年に日本初の公共楽器博物館として開館。浜松駅前の複合施設。アクトシティの中にある。
- 浜松科学館
- 松韻亭 - 浜松市が運営する日本庭園を備えた茶室。
- 天竜川
- 浜名湖ガーデンパーク - 浜名湖花博会場跡地。
- はままつフラワーパーク
- 浜松市動物園
- 舘山寺温泉
- 浜名湖パルパル
- 浜名湖遊覧船
- かんざんじロープウェイ
- 浜名湖オルゴールミュージアム
- 浜名湖
- 佐鳴湖
- エアーパーク（航空自衛隊浜松広報館）
- 弁天島温泉
- 渚園
  - 浜名湖体験学習施設ウォット
- 浜松市舞阪文化センター
- 舞阪灯台
- 中田島砂丘 - 日本三大砂丘の一つ。遠州特有の強風が織り成す風紋は有名。
- スズキ歴史館
- 浜松まつり会館
- 遠州灘海浜公園
- 凧場公園
- サンクチュアリネイチャーセンター

浜名区
- はままつフルーツパーク
- 滝沢展望台
- 鷲沢風穴
- 竜ヶ岩洞
- 奥山高原
- 浜松市引佐多目的研修センター
- 静岡県立森林公園
- あらたまの湯
- 万葉の森公園

天竜区
- 佐久間レールパーク（2009年（平成21年）11月1日をもって閉館）
- 白倉峡
- 佐久間ダム
- 船明ダム
- 水窪ダム
- 池の平
- 秋野不矩美術館
- 気田川
- 浜松市佐久間歴史と民話の郷会館
- 浜松市春野文化センター
- 本田宗一郎ものづくり伝承館

## 出身関連著名人
浜松市出身の人物一覧を参照。

## 作品

### 映画
- 生きてゐる孫六（1943年/三方原が舞台）
- 合戦（1976年）
- 堕靡泥の星 美少女狩り（1979年）
- メイン・テーマ（1984年）
- CHECKERS in TAN TAN たぬき（1985年）
- 菊次郎の夏（1999年）
- 天まであがれ!!（2006年）
- 青い青い空（2010年）
- 果てぬ村のミナ（2012年）
- 新宿スワン（2015年）
- 新宿スワンII（2016年）
- そばかす（2022年）[69]
- 風が通り抜ける道（2024年/沖縄県後援）

### 漫画
- ふるたま
- 苺ましまろ
- 帯をギュッとね!
- つぶらら
- 怪物王女
- 成恵の世界
- パッパカパー
- こはるの日々
- ガヴリールドロップアウト
- 焼いてるふたり
- ゆるキャン△

### アニメ
- クラシカロイド
- シン・エヴァンゲリオン劇場版 - ヒカリやトウジら、ニアサードインパクトの生存者が暮らす第3村の施設は天竜浜名湖鉄道の天竜二俣駅や転車台がモデルになっており、市や遠州鉄道、天竜浜名湖鉄道などで構成する「浜松エヴァンゲリオンを活用した誘客促進実行委員会」が観光プロジェクト「シン・ハママツ計画」を展開している[70]。
- ゆるキャン△ (アニメ)

### 小説
- 状況曲線（松本清張著、舘山寺温泉や船明ダムが登場。1994年にテレビドラマ化され市内でロケが行われた。）
- 雨と夢のあとに（柳美里著、終盤で浜名湖パルパルが登場）
- おっぱいバレー（水野宗徳著、三ヶ日町が舞台。2009年に映画化されたが撮影は北九州市で行われた。）
- 死亡フラグが立ちました!（七尾与史著）
- 不連続線【第２回鮎川哲也賞受賞作】（石川真介）浜松餃子、旧浜北市など

### ゲーム
- planetarian 〜ちいさなほしのゆめ〜

### テレビ番組
- はままつトキメキ出逢い旅
- 古畑任三郎（第29回でオークラアクトシティホテル浜松が架空、井沢ホテルとして登場）
- 西部警察 PART-II　第11話　大追跡　静岡市街戦　静岡後編ロケ地(浜松市街地・浜名バイパス・湖西・猪の鼻湖（奥浜名）
- とと姉ちゃん（2016年前期のNHK連続テレビ小説、主演：高畑充希）
- おんな城主 直虎(2017年のNHK大河ドラマ、主演：柴咲コウ、北区引佐町井伊谷が舞台)
- コノマチ☆リサーチ（2017年NHK Eテレ学校放送、小学3年生の社会科）
- 救命戦士シェルブレイブ（2018年、株式会社ヤツルギ魂、シェルタージャパン）
- いだてん〜東京オリムピック噺〜(2019年のNHK大河ドラマ、主人公の一人・田畑政治が中区成子町出身で他にも古橋廣之進など浜松市出身の水泳選手が複数登場)

### 音楽
- 萌えてHAMAMATSU（浜松街中応援ソング）

## 鈴木姓
浜松市には鈴木姓が多い。2013年の調査では、鈴木姓の割合は人口の7％であり、その比率は日本一と言われている。特に多い地域は、中央区篠原町で、その割合は人口の約3割に及ぶ。篠原町の中でも権現地区は人口の8割に達する。